# Борис Спаски
Борис Василиевич Спаски е съветски, френски и руски шахматист, десети световен шампион по шахмат (1969 – 1972), както и журналист.

Носител е на Шахматен Оскар за 1968 и 1969 г.

Двукратен шампион на СССР (1961, 1973), десеткратен участник в шахматни олимпиади.
Награждаван е с отличията: Орден „Почетен знак“, Медал „За трудова доблест“, Заслужил майстор на спорта на СССР и Почетна грамота на Президента на Руската федерация № 487 от 11 април 2008 г.
Отначало Спаски се отличава с атакуващ комбинационен стил на игра. С времето той усъвършенства дебютния репертоар, позиционното майсторство и ендшпилната техника и в периода на разцвета си става универсален шахматист, изключително силен във всички компоненти на играта.
След 2010 г. Борис Спаски е най-старият от живите световни шампиони по шахмат.

## Творческо израстване
Борис Спаски е роден на 30 януари 1937 г. в Ленинград (днешен Санкт Петербург).

Научава се да играе шах на 5-годишна възраст. През 1947 г. се включва в шахматната секция на Палата на Пионерите в Ленинград. Първият му треньор е Владимир Зак.
През 1954 г. Борис Спаски представя СССР на световното първенство по шахмат за юноши и печели. През същата година заема трето място на шампионата на Съветския съюз в Рига със 7 победи, 9 равенства и 3 загуби. През 1959 г. се класира втори на същия турнир в Тбилиси. Същата година печели шампионата на Ленинград като изпреварва с 3,5 т. 2-рия призьор Гелер и по този начин бие рекорда на Корчной от 3 т. аванс. През декември 1959 г. в Рига се провежда „Турнир на Балтийско море“ под надслов „Балтийско море – световно море!“. В него трябвало да участва Михаил Тал, но той се отказал и на негово място като резерва участва Спаски. Печели турнира с убедителното 11,5/13 т. На турнира в Мар дел Плата 1960 г. се срещат двама от най-младите гросмайстори в света – 17-годишният Роберт Фишер и 23-годишният Борис Спаски. Двамата разделят 1 – 2 място, но Спаски печели в личната среща. В началото на 1961 г. в Москва на 28-ия шампионат на СССР бъдещият шампион отново губи в последния решителен кръг от Леонид Щейн и отпада от по-нататъшната борба за световното първенство. По същото време Боря започва занимания със следващия си треньор Игор Бондаревски. Сътрудничеството между двамата е едно от най-удачните в историята, както Ботвиник – Рагозин, Тал – Кобленц, Петросян – Болеславски... През 1961 г. разделя 1 – 2 място на първенството на Ленинград заедно с Марк Тайманов, а в края на същата година в Баку на 29-ия шампионат на СССР най-накрая, след 7 неуспешни опита, извоюва заслужено златото с 14,5 т. от 20 срещи.

## Път към световната титла
31-вият шампионат на СССР в Ленинград през 1963 г. става стартова стъпка за Спаски по пътя му към Олимпа. Разделя 1 – 2 място и получава право да играе в зоналния турнир. През 1964 г. започва катастрофално (0,5/3 т.) зоналния турнир в Москва и въпреки това го печели. На междузоналния турнир в Амстердам същата година разделя 1 – 4 място със Смислов, Ларсен и Тал и преминава в следващия етап. До края на годината играе без поражение на олимпиадата в Тел Авив и уверено печели турнира в Белград, посветен на 20-годишнината от освобождението на Югославия от фашизма. Печели блестящо претендентските мачове с Керес и Гелер в Рига през 1965 г., както и с Михаил Тал в Тбилиси, след което добива пълното право да оспори титлата на Тигран Петросян. Същата година печели мемориал Чигорин в Сочи и традиционния Коледен турнир в Хастингс. 
През 1966 г. в московския естраден театър се провежда мачът за световната титла по шахмат между шампиона Тигран Петросян и претендента Борис Спаски. Главен арбитър бил белгиецът Алберик О'Келли. Неизменен секундант на Петросян е Исак Болеславски, помощник на Спаски – Игор Бондаревски. До мача двамата съперници са се срещали 10 пъти, като само 1 от срещите завършила резултатно – на 27-ия шампионат на СССР в Ленинград през 1960 г. Петросян спечелил. Всички останали завършвали наравно, като при това 3 от тях продължили повече от 40 хода. След 22-рата партия шампионът добил необходимите 12 т. и при окончателен резултат 12,5:11,5 т. запазил своята титла. Главният арбитър О'Кели обърнал внимание на теоретическото съдържание на мача – за пръв път в мач за световната титла се срещат 14 различни дебюта (например в 34-те партии между Алехин и Капабланка дебютите били само 3).
Месец и половина след загубата в Москва Спаски взима участие в един от най-крупните турнири „Купата на Пятигор“ – Санта Моника, САЩ. Съперници били най-силните шахматисти в света по това време: Фишер, Петросян, Портиш, Решевски, Ларсен, Ивков, Найдорф, Дюнер и Унцикер. След блестяща игра срещу всички съперници и драматичен мач срещу Боби Фишер, наблюдаван от над хиляда зрители, с 11,5 т. от 18 срещи, без поражение, Борис Спаски печели еднолично турнира и купата. Югославският гросмайстор Ивков пише: „Спаски победи 9 противника, както и самия себе си. Съумя в началото на турнира да преодолее умората и психо-физическата немощ, благодарение на свръхчовешката си воля. По същество, той победи собствената си воля. Именно поради това нито един гросмайстор на Запада не може да се сравни с него.“ От 1967 г. треньор на Спаски става докторът на психологическите науки Николай Владимирович Крогиус. 

## Световен шампион и Шахматни Оскари
През 1968 г. постига уверена победа +7 =8 на последния шахматен фестивал в Бевервейк, който традиционно организирала фирмата „Hoogoven“. След 1968 г. турнирът се пренася във Вайк ан Зее. В претендентските мачове за короната през 1968 г. Спаски демонстрира пълно превъзходство над такива шахматни асове като Бент Ларсен, Виктор Корчной и Ефим Гелер. През октомври-ноември 1968 г. изиграва всичките 14 партии на олимпиадата в Лугано за отбора на СССР и макар и уморен, постига блестящ резултат +6 =8, а отборът му е отново олимпийски шампион. През ноември-декември 1968 г., по време на международния турнир в Палма де Майорка, където разделя 2 – 3 място, Борис Спаски е признат за най-добър шахматист на годината и му е връчена награда шахматен „Шахматен Оскар“. 
От 14 април до 17 юни 1969 г. отново в московския естраден театър и отново със същите секунданти се провежда вторият финален мач за световно първенство по шахмат между Тигран Петросян и Борис Спаски. Претендентът се подготвя за двубоя по „класическата“ система – в хода на мача, дори при голяма умора, не изменя на себе си. Борис Спаски води през по-голямата част от мача, заслужено печели с 12,5:10,5 т. и на 32 години става 10-ият световен шампион по шахмат. През 1969 г. демонстрира истинска шампионска игра на турнира в Сан Хуан, Пуерто Рико – първи турнир, в който участва като световен шампион, като оставя на 1,5 т. зад себе си 2-рия призьор. За 1969 г. е удостоен за втори пореден път с „Шахматен Оскар“.
През 1970 г. в Белград Спаски оглавява отбора на СССР в „мача на века“ срещу останалия свят. На 1-ва дъска отначало е предвиден Роберт Фишер, но за нея претендира датчанинът Бент Ларсен, който отказва да играе на друга дъска освен на първата. Фишер учудващо отстъпва и побеждава убедително на втора дъска Петросян. На 1-ва дъска в първата партия Спаски печели разгромна победа над Ларсен само в 17 хода . Същата година удържа 2 победи в Холандия – на мач-турнира в Лейден и на турнира в Амстердам (заедно с Лев Полугаевски), а на олимпиадата в западногерманския град Зиген е в блестяща форма и завоюва златния медал на първа дъска, оставяйки Фишер след себе си.

## Мачът в Рейкявик. Световен ексшампион
През 1972 г. в Рейкявик се провежда историческият мач за титлата между Спаски и Фишер – безпрецедентна война на нерви, стратегии и умове, изключително събитие, разпалило спортни и дипломатически страсти. За пръв път наградният фонд достига 500 000 долара. Главен арбитър на мача е германецът Лотар Шмид. Секундант на Спаски е Гелер, а на Фишер – Ломбарди. Мачът трябвало да започне на 2 юли, но Фишер не се явява на откриването. президентът на Фиде д-р Макс Еве предлага на Спаски съгласно процедурата да му бъде присъдена служебно победа в мача и така да остане световен шампион, но той отказва и предпочита да спечели с игра, за да укрепи положението си след завръщане в СССР. На 4 юли Фишер пристига с екипа си и неизменния стол, на който преди това е победил Петросян на финала на претендентите и който по-късно поражда съмнение в щаба на Спаски. Мачът започва на 11 юли с 9 дни закъснение. 3000 зрители наблюдават първата партия, която завършва в полза на Спаски. На втората Фишер не се явява, понеже не изпълнили ултиматума му да премахнат всички видеокамери и съответно му е присъдена загуба. Спаски повежда с 2:0. Председателят на Спортния комитет на СССР Сергей Павлов половин час разговаря със Спаски по телефона. Нарежда му да напише протест за поведението на Фишер и да отлети от Рейкявик. Спаски обаче упорства да играе, което след години отчита като грешка, макар че при непроведен мач наградният фонд не се присъжда на шахматистите. След дълги преговори Спаски убеждава председателя на Спорткомитета Сергей Павлов да изпълни условието на претендента. Постъпва обаче нов ултиматум от американеца да се играе следващата трета партия в закрито помещение. Както признава сам Спаски по-късно, той се оказал в илюзия, че Роберт Фишер искал да отмени мача. Това го подвело, побързал да ускори двубоя и по този начин загубил психологическата борба. Фишер се оказва отлично подготвен и във върхова форма. В третата партия той избира остра и опасна Модерна защита Бенони с дебютна новина, на която Спаски не отговаря по най-добрия начин и за пръв път губи от противника си. Фишер разбира, че може да се бори и получава голяма увереност. В 5-а и 6-а партия играе много силно и обръща резултата. По време на мача по усещане на Спаски се появяват съмнения за монтиран излъчвател в стола на Фишер за разконцентриране на противника, но Спаски позволява на секундантите си и съответните органи да проверят стола едва след 17-а партия. Намират в стола само дървен запълнител. Мачът продължава 53 дни и на 1 септември 1972 г. Спаски губи с резултат 8,5:12,5 т. За участието си в мача Спаски получава хонорар 93 000 долара, от който, в частност, придобива лек автомобил Волга М 21. 
На съвещание в Спортния комитет на СССР след мача сред причините за поражението са отбелязани пропуски в подготовката за мача и липсата на игрова практика на Спаски на най-високо ниво . Каспаров пише за същото, като отбелязва смяната на треньора като важен фактор . Самият Спаски по-късно каза, че Фишер по това време наистина е бил най-силният в света . Иво Ней от екипа на Спаски e бил заподозрян от шахматното ръководство, че работи за Фишер: по време на мача той коментира вече изиграни партии за американския гросмайстор Робърт Бърн, който прави обзори за пресата; след мача Ней получава забрана да пътува в чужбина за две години . През 2016 г. Спаски отбелязва необяснима загуба на концентрация и необичайно състояние на мача в Рейкявик, като предполага, че американците са използвали срещу него рентгеново лъчение, насочено от залата, и директно нарича Ней „шпионин“. 
След победата Фишер се оттегля и практически не участва на големи турнири, докато Спаски продължава да печели призове от крупни състезания. Побеждава в главния турнир на международния фестивал в Дортмунд, 1973 г. През октомври 1973 г. блестящо печели 41-вия шампионат на СССР в Москва. Състезанието се оказва едно от най-силните национални първенства. В него участват 4 световни ексшампиона – Смислов, Тал, Петросян и Спаски и претендентите Керес, Гелер, Корчной, Карпов, Полугаевски, Тайманов, Белявски. Борис Спаски убедително набира 11,5 т. от 17 партии и става двукратен шампион на страната.
За последен път е на олимпиада с отбора на СССР в Ница 1974 г. Играе на 3-та дъска. На първите две са финалистите във финала на претендентите за световната титла Карпов и Корчной, на 4-та – Петросян, първа резерва е Михаил Тал, а втора – Кузмин. Това е единственият случай, когато нито един от 6-те участника не губи партия. През 1974 г. в Сан Хуан, Пуерто Рико печели с 4,5:1,5 четвъртфиналния мач на претендентите за короната срещу американеца Робърт Бърн, но губи на полуфинала от бъдещия световен шампион Карпов. Тогава взима окончателно решение да напусне СССР както след това друг съветски шахматист от световна класа – Виктор Корчной, победен на финала на претендентите също от Карпов. През 1975 г. Спаски отново демонстрира отлична форма на мемориал „Алехин“, заемайки 2-ро място. Същата година се жени за французойката от руски произход Марина Щербачова и се преселва във Франция.

## Във Франция
През 1977 – 1978 г., вече 40-годишен, Борис Спаски отново отправя поглед към Олимпа. Побеждава в претендентски мачове с регламент до 16 партии на четвъртфинала в Рейкявик Хорт с 9½:8½ и на полуфинала в Женева Портиш с 8½:6½. На финала на претендентите играе оспорван мач с регламент до 20 партии с Корчной в Белград. За него през 2016 г. Спаски пише книга със заглавие „Драматический матч“. В нея описва, че на първия ред в залата Корчной разполага шестима хипнотизатори. През първата половина на мача Спаски се чувства силно разконцентриран и след 10-а партия противникът му води със 7½:2½. Следват 4 поредни победи на Спаски като в една от тях Корчной дава дамата си за топ. На свой ред Корчной обвинява, че от залата срещу него използват излъчване и го разсейват. По негово настояване следващите партии се играят в друго помещение. Спаски губи още 2 партии и мача със 7½:10½. По думите на Корчной те започват мача като приятели, а го завършват като врагове.

През 1978 г. на супертурнира в Бугойно Борис Спаски разделя 1 – 2 място със световния шампион Карпов. След това печели турнир в Монтиля.
През 1980 г. в Мексико се играе последният претендентски мач на Спаски. При резултат 7:7 т. губи от Портиш по допълнителни показатели. Същата година разделя 1 – 2 място с Белявски на турнира в австрийския град Баден. На междузоналния турнир в Толука 1982 г. половин точка го дели от претендентската бариера.
През 1983 г. е последната му крупна победа в супертурнира „Линарес“. Изпреварва 10 гросмайстора, в това число и 12-ия световен шампион Карпов. След турнира решава да се откаже от съветското си гражданство. Спаски участва на Шахматната олимпиада в Солун през 1984 г. в отбора на Франция. През 1985 г. в Монпелие дели 6 – 7 място с Белявски на турнир на претендентите и не продължава в следващ етап. През 1985 – 1986 г. оглавява отбора на Франция на 1-вото световно отборно първенство в Люцерн и на олимпиадата в Дубай. През 1889 – 1891 г. печели Купата на европейските отбори със състава „Золинген-1968“. През 1990 – 1991 г. участва в 2 шампионата на Франция.
През 1992 г. на югославския остров Свети Стефан в Адриатическо море се играе сензационният мач реванш Фишер – Спаски. Секунданти на Спаски са Никитин и Балашов, а секундант на Фишер – Торе (Филипините). Главен организатор на двубоя е югославският мултимилионер Ездимир Василевич. Той намира най-убедителния аргумент да изправи един срещу друг великите съперници – осигурява рекорден в историята на шахмата награден фонд от 5 млн. долара (5/8 за победителя и 3/8 - за победения). Фишер пръв научава за предложението и се обажда по телефона на Спаски: „Борис, наградният фонд е 5 милиона. Ще играем ли?“. Спаски веднага се съгласява и приема всички условия на Фишер: игра до 10 победи, като при 9:9 т. шампионът запазва титлата (Фишер считал себе си за шампион, Спаски – за претендент), контрола на игра – 1 час и 31 мин. с добавка след 40-ия ход – нов вид шахматна контрола, изобретение на Боби. Мачът предизвиква скандал, доколкото по решение на ООН на Югославия е било наложено ембарго, на което формално противоречало участието в комерсиално съревнование. Властите на САЩ предупреждават Фишер с писмо за това, че нарушението на ембаргото ще го въвлече в углавно преследване и ще бъде осъден на 250 000 долара глоба и до 10 години затвор. След като Фишер се съгласява да участва в мача, на 21 август 1992 г. окръжният съд на федералния окръг Колумбия издава документ: в него господин Роберт Джеймс Фишер официално се признава за виновен в нарушение на американското законодателство, защото се е съгласил да участва в мача. В същото време властите на Франция не предявяват към Спаски никакви претенции, макар че също поддържат ембаргото, считайки, че спортът не може да има никакво отношение към политиката (това е записано в Олимпийската харта). Не е имало претенции и от ФРГ към германския гражданин Лотар Шмид, който е отново арбитър на двубоя. На 1 септември 1972 г. завършва мачът на остров Исландия, на 1 септември става и откриването на мача през 1992 г. на адриатическия остров свети Стефан. Играта е с много по-ниско качество, отколкото преди 20 години. Спаски загубва с 12½:17½ т. (+5, −10, =15) и реванш повече не взема. Спечелва наградата от 1 875 000 долара и продължава да живее във Франция, в югозападното парижко предградие Мьодон. Фишер взима 3 125 000 долара, а на 15 декември 1992 г. същият съд на окръг Колумбия в САЩ издава заповед за неговия арест и американецът остава в Югославия. .
През 1993 г. в Будапеща 56-годишният Борис Спаски губи с минималното 4,5:5,5 т. мач от 16-годишната унгарска шахматистка Юдит Полгар, която по-късно достига най-високия коефициент ЕЛО в света сред жените за всички времена. По-нататък гросмайсторът нееднократно участва в мач-турнири „Леди срещу сеньори“, в които най-силните шахматистки играят против гросмайстори на преклонна възраст. А през 1999 г. Спаски отстъпва на Корчной в блиц-мача в Санкт Петербург по случай 275-годишнината на университета.
За него Фишер казва: „Спаски предприема жертвите с пълна невъзмутимост.“ 

## Избрани партии
|   | a | b | c | d | e | f | g | h |   |
| 8 | черен топ на бяло поле a8 · черен офицер на бяло поле c8 · черна дама на черно поле d8 · черен топ на бяло поле e8 · черен цар на бяло поле g8 · черна пешка на черно поле a7 · черна пешка на бяло поле b7 · черна пешка на черно поле c7 · черен кон на бяло поле d7 · черен офицер на черно поле e7 · черна пешка на бяло поле f7 · черна пешка на черно поле g7 · бял кон на черно поле d6 · черна пешка на черно поле h6 · бяла пешка на черно поле c5 · бяла пешка на черно поле d4 · бяла дама на бяло поле d3 · бял кон на бяло поле f3 · бяла пешка на бяло поле a2 · бяла пешка на черно поле b2 · бял офицер на бяло поле c2 · черна пешка на бяло поле e2 · бяла пешка на бяло поле g2 · бяла пешка на черно поле h2 · бял топ на черно поле a1 · бял топ на бяло поле f1 · бял цар на черно поле g1 | черен топ на бяло поле a8 · черен офицер на бяло поле c8 · черна дама на черно поле d8 · черен топ на бяло поле e8 · черен цар на бяло поле g8 · черна пешка на черно поле a7 · черна пешка на бяло поле b7 · черна пешка на черно поле c7 · черен кон на бяло поле d7 · черен офицер на черно поле e7 · черна пешка на бяло поле f7 · черна пешка на черно поле g7 · бял кон на черно поле d6 · черна пешка на черно поле h6 · бяла пешка на черно поле c5 · бяла пешка на черно поле d4 · бяла дама на бяло поле d3 · бял кон на бяло поле f3 · бяла пешка на бяло поле a2 · бяла пешка на черно поле b2 · бял офицер на бяло поле c2 · черна пешка на бяло поле e2 · бяла пешка на бяло поле g2 · бяла пешка на черно поле h2 · бял топ на черно поле a1 · бял топ на бяло поле f1 · бял цар на черно поле g1 | черен топ на бяло поле a8 · черен офицер на бяло поле c8 · черна дама на черно поле d8 · черен топ на бяло поле e8 · черен цар на бяло поле g8 · черна пешка на черно поле a7 · черна пешка на бяло поле b7 · черна пешка на черно поле c7 · черен кон на бяло поле d7 · черен офицер на черно поле e7 · черна пешка на бяло поле f7 · черна пешка на черно поле g7 · бял кон на черно поле d6 · черна пешка на черно поле h6 · бяла пешка на черно поле c5 · бяла пешка на черно поле d4 · бяла дама на бяло поле d3 · бял кон на бяло поле f3 · бяла пешка на бяло поле a2 · бяла пешка на черно поле b2 · бял офицер на бяло поле c2 · черна пешка на бяло поле e2 · бяла пешка на бяло поле g2 · бяла пешка на черно поле h2 · бял топ на черно поле a1 · бял топ на бяло поле f1 · бял цар на черно поле g1 | черен топ на бяло поле a8 · черен офицер на бяло поле c8 · черна дама на черно поле d8 · черен топ на бяло поле e8 · черен цар на бяло поле g8 · черна пешка на черно поле a7 · черна пешка на бяло поле b7 · черна пешка на черно поле c7 · черен кон на бяло поле d7 · черен офицер на черно поле e7 · черна пешка на бяло поле f7 · черна пешка на черно поле g7 · бял кон на черно поле d6 · черна пешка на черно поле h6 · бяла пешка на черно поле c5 · бяла пешка на черно поле d4 · бяла дама на бяло поле d3 · бял кон на бяло поле f3 · бяла пешка на бяло поле a2 · бяла пешка на черно поле b2 · бял офицер на бяло поле c2 · черна пешка на бяло поле e2 · бяла пешка на бяло поле g2 · бяла пешка на черно поле h2 · бял топ на черно поле a1 · бял топ на бяло поле f1 · бял цар на черно поле g1 | черен топ на бяло поле a8 · черен офицер на бяло поле c8 · черна дама на черно поле d8 · черен топ на бяло поле e8 · черен цар на бяло поле g8 · черна пешка на черно поле a7 · черна пешка на бяло поле b7 · черна пешка на черно поле c7 · черен кон на бяло поле d7 · черен офицер на черно поле e7 · черна пешка на бяло поле f7 · черна пешка на черно поле g7 · бял кон на черно поле d6 · черна пешка на черно поле h6 · бяла пешка на черно поле c5 · бяла пешка на черно поле d4 · бяла дама на бяло поле d3 · бял кон на бяло поле f3 · бяла пешка на бяло поле a2 · бяла пешка на черно поле b2 · бял офицер на бяло поле c2 · черна пешка на бяло поле e2 · бяла пешка на бяло поле g2 · бяла пешка на черно поле h2 · бял топ на черно поле a1 · бял топ на бяло поле f1 · бял цар на черно поле g1 | черен топ на бяло поле a8 · черен офицер на бяло поле c8 · черна дама на черно поле d8 · черен топ на бяло поле e8 · черен цар на бяло поле g8 · черна пешка на черно поле a7 · черна пешка на бяло поле b7 · черна пешка на черно поле c7 · черен кон на бяло поле d7 · черен офицер на черно поле e7 · черна пешка на бяло поле f7 · черна пешка на черно поле g7 · бял кон на черно поле d6 · черна пешка на черно поле h6 · бяла пешка на черно поле c5 · бяла пешка на черно поле d4 · бяла дама на бяло поле d3 · бял кон на бяло поле f3 · бяла пешка на бяло поле a2 · бяла пешка на черно поле b2 · бял офицер на бяло поле c2 · черна пешка на бяло поле e2 · бяла пешка на бяло поле g2 · бяла пешка на черно поле h2 · бял топ на черно поле a1 · бял топ на бяло поле f1 · бял цар на черно поле g1 | черен топ на бяло поле a8 · черен офицер на бяло поле c8 · черна дама на черно поле d8 · черен топ на бяло поле e8 · черен цар на бяло поле g8 · черна пешка на черно поле a7 · черна пешка на бяло поле b7 · черна пешка на черно поле c7 · черен кон на бяло поле d7 · черен офицер на черно поле e7 · черна пешка на бяло поле f7 · черна пешка на черно поле g7 · бял кон на черно поле d6 · черна пешка на черно поле h6 · бяла пешка на черно поле c5 · бяла пешка на черно поле d4 · бяла дама на бяло поле d3 · бял кон на бяло поле f3 · бяла пешка на бяло поле a2 · бяла пешка на черно поле b2 · бял офицер на бяло поле c2 · черна пешка на бяло поле e2 · бяла пешка на бяло поле g2 · бяла пешка на черно поле h2 · бял топ на черно поле a1 · бял топ на бяло поле f1 · бял цар на черно поле g1 | черен топ на бяло поле a8 · черен офицер на бяло поле c8 · черна дама на черно поле d8 · черен топ на бяло поле e8 · черен цар на бяло поле g8 · черна пешка на черно поле a7 · черна пешка на бяло поле b7 · черна пешка на черно поле c7 · черен кон на бяло поле d7 · черен офицер на черно поле e7 · черна пешка на бяло поле f7 · черна пешка на черно поле g7 · бял кон на черно поле d6 · черна пешка на черно поле h6 · бяла пешка на черно поле c5 · бяла пешка на черно поле d4 · бяла дама на бяло поле d3 · бял кон на бяло поле f3 · бяла пешка на бяло поле a2 · бяла пешка на черно поле b2 · бял офицер на бяло поле c2 · черна пешка на бяло поле e2 · бяла пешка на бяло поле g2 · бяла пешка на черно поле h2 · бял топ на черно поле a1 · бял топ на бяло поле f1 · бял цар на черно поле g1 | 8 |
| 7 | черен топ на бяло поле a8 · черен офицер на бяло поле c8 · черна дама на черно поле d8 · черен топ на бяло поле e8 · черен цар на бяло поле g8 · черна пешка на черно поле a7 · черна пешка на бяло поле b7 · черна пешка на черно поле c7 · черен кон на бяло поле d7 · черен офицер на черно поле e7 · черна пешка на бяло поле f7 · черна пешка на черно поле g7 · бял кон на черно поле d6 · черна пешка на черно поле h6 · бяла пешка на черно поле c5 · бяла пешка на черно поле d4 · бяла дама на бяло поле d3 · бял кон на бяло поле f3 · бяла пешка на бяло поле a2 · бяла пешка на черно поле b2 · бял офицер на бяло поле c2 · черна пешка на бяло поле e2 · бяла пешка на бяло поле g2 · бяла пешка на черно поле h2 · бял топ на черно поле a1 · бял топ на бяло поле f1 · бял цар на черно поле g1 | черен топ на бяло поле a8 · черен офицер на бяло поле c8 · черна дама на черно поле d8 · черен топ на бяло поле e8 · черен цар на бяло поле g8 · черна пешка на черно поле a7 · черна пешка на бяло поле b7 · черна пешка на черно поле c7 · черен кон на бяло поле d7 · черен офицер на черно поле e7 · черна пешка на бяло поле f7 · черна пешка на черно поле g7 · бял кон на черно поле d6 · черна пешка на черно поле h6 · бяла пешка на черно поле c5 · бяла пешка на черно поле d4 · бяла дама на бяло поле d3 · бял кон на бяло поле f3 · бяла пешка на бяло поле a2 · бяла пешка на черно поле b2 · бял офицер на бяло поле c2 · черна пешка на бяло поле e2 · бяла пешка на бяло поле g2 · бяла пешка на черно поле h2 · бял топ на черно поле a1 · бял топ на бяло поле f1 · бял цар на черно поле g1 | черен топ на бяло поле a8 · черен офицер на бяло поле c8 · черна дама на черно поле d8 · черен топ на бяло поле e8 · черен цар на бяло поле g8 · черна пешка на черно поле a7 · черна пешка на бяло поле b7 · черна пешка на черно поле c7 · черен кон на бяло поле d7 · черен офицер на черно поле e7 · черна пешка на бяло поле f7 · черна пешка на черно поле g7 · бял кон на черно поле d6 · черна пешка на черно поле h6 · бяла пешка на черно поле c5 · бяла пешка на черно поле d4 · бяла дама на бяло поле d3 · бял кон на бяло поле f3 · бяла пешка на бяло поле a2 · бяла пешка на черно поле b2 · бял офицер на бяло поле c2 · черна пешка на бяло поле e2 · бяла пешка на бяло поле g2 · бяла пешка на черно поле h2 · бял топ на черно поле a1 · бял топ на бяло поле f1 · бял цар на черно поле g1 | черен топ на бяло поле a8 · черен офицер на бяло поле c8 · черна дама на черно поле d8 · черен топ на бяло поле e8 · черен цар на бяло поле g8 · черна пешка на черно поле a7 · черна пешка на бяло поле b7 · черна пешка на черно поле c7 · черен кон на бяло поле d7 · черен офицер на черно поле e7 · черна пешка на бяло поле f7 · черна пешка на черно поле g7 · бял кон на черно поле d6 · черна пешка на черно поле h6 · бяла пешка на черно поле c5 · бяла пешка на черно поле d4 · бяла дама на бяло поле d3 · бял кон на бяло поле f3 · бяла пешка на бяло поле a2 · бяла пешка на черно поле b2 · бял офицер на бяло поле c2 · черна пешка на бяло поле e2 · бяла пешка на бяло поле g2 · бяла пешка на черно поле h2 · бял топ на черно поле a1 · бял топ на бяло поле f1 · бял цар на черно поле g1 | черен топ на бяло поле a8 · черен офицер на бяло поле c8 · черна дама на черно поле d8 · черен топ на бяло поле e8 · черен цар на бяло поле g8 · черна пешка на черно поле a7 · черна пешка на бяло поле b7 · черна пешка на черно поле c7 · черен кон на бяло поле d7 · черен офицер на черно поле e7 · черна пешка на бяло поле f7 · черна пешка на черно поле g7 · бял кон на черно поле d6 · черна пешка на черно поле h6 · бяла пешка на черно поле c5 · бяла пешка на черно поле d4 · бяла дама на бяло поле d3 · бял кон на бяло поле f3 · бяла пешка на бяло поле a2 · бяла пешка на черно поле b2 · бял офицер на бяло поле c2 · черна пешка на бяло поле e2 · бяла пешка на бяло поле g2 · бяла пешка на черно поле h2 · бял топ на черно поле a1 · бял топ на бяло поле f1 · бял цар на черно поле g1 | черен топ на бяло поле a8 · черен офицер на бяло поле c8 · черна дама на черно поле d8 · черен топ на бяло поле e8 · черен цар на бяло поле g8 · черна пешка на черно поле a7 · черна пешка на бяло поле b7 · черна пешка на черно поле c7 · черен кон на бяло поле d7 · черен офицер на черно поле e7 · черна пешка на бяло поле f7 · черна пешка на черно поле g7 · бял кон на черно поле d6 · черна пешка на черно поле h6 · бяла пешка на черно поле c5 · бяла пешка на черно поле d4 · бяла дама на бяло поле d3 · бял кон на бяло поле f3 · бяла пешка на бяло поле a2 · бяла пешка на черно поле b2 · бял офицер на бяло поле c2 · черна пешка на бяло поле e2 · бяла пешка на бяло поле g2 · бяла пешка на черно поле h2 · бял топ на черно поле a1 · бял топ на бяло поле f1 · бял цар на черно поле g1 | черен топ на бяло поле a8 · черен офицер на бяло поле c8 · черна дама на черно поле d8 · черен топ на бяло поле e8 · черен цар на бяло поле g8 · черна пешка на черно поле a7 · черна пешка на бяло поле b7 · черна пешка на черно поле c7 · черен кон на бяло поле d7 · черен офицер на черно поле e7 · черна пешка на бяло поле f7 · черна пешка на черно поле g7 · бял кон на черно поле d6 · черна пешка на черно поле h6 · бяла пешка на черно поле c5 · бяла пешка на черно поле d4 · бяла дама на бяло поле d3 · бял кон на бяло поле f3 · бяла пешка на бяло поле a2 · бяла пешка на черно поле b2 · бял офицер на бяло поле c2 · черна пешка на бяло поле e2 · бяла пешка на бяло поле g2 · бяла пешка на черно поле h2 · бял топ на черно поле a1 · бял топ на бяло поле f1 · бял цар на черно поле g1 | черен топ на бяло поле a8 · черен офицер на бяло поле c8 · черна дама на черно поле d8 · черен топ на бяло поле e8 · черен цар на бяло поле g8 · черна пешка на черно поле a7 · черна пешка на бяло поле b7 · черна пешка на черно поле c7 · черен кон на бяло поле d7 · черен офицер на черно поле e7 · черна пешка на бяло поле f7 · черна пешка на черно поле g7 · бял кон на черно поле d6 · черна пешка на черно поле h6 · бяла пешка на черно поле c5 · бяла пешка на черно поле d4 · бяла дама на бяло поле d3 · бял кон на бяло поле f3 · бяла пешка на бяло поле a2 · бяла пешка на черно поле b2 · бял офицер на бяло поле c2 · черна пешка на бяло поле e2 · бяла пешка на бяло поле g2 · бяла пешка на черно поле h2 · бял топ на черно поле a1 · бял топ на бяло поле f1 · бял цар на черно поле g1 | 7 |
| 6 | черен топ на бяло поле a8 · черен офицер на бяло поле c8 · черна дама на черно поле d8 · черен топ на бяло поле e8 · черен цар на бяло поле g8 · черна пешка на черно поле a7 · черна пешка на бяло поле b7 · черна пешка на черно поле c7 · черен кон на бяло поле d7 · черен офицер на черно поле e7 · черна пешка на бяло поле f7 · черна пешка на черно поле g7 · бял кон на черно поле d6 · черна пешка на черно поле h6 · бяла пешка на черно поле c5 · бяла пешка на черно поле d4 · бяла дама на бяло поле d3 · бял кон на бяло поле f3 · бяла пешка на бяло поле a2 · бяла пешка на черно поле b2 · бял офицер на бяло поле c2 · черна пешка на бяло поле e2 · бяла пешка на бяло поле g2 · бяла пешка на черно поле h2 · бял топ на черно поле a1 · бял топ на бяло поле f1 · бял цар на черно поле g1 | черен топ на бяло поле a8 · черен офицер на бяло поле c8 · черна дама на черно поле d8 · черен топ на бяло поле e8 · черен цар на бяло поле g8 · черна пешка на черно поле a7 · черна пешка на бяло поле b7 · черна пешка на черно поле c7 · черен кон на бяло поле d7 · черен офицер на черно поле e7 · черна пешка на бяло поле f7 · черна пешка на черно поле g7 · бял кон на черно поле d6 · черна пешка на черно поле h6 · бяла пешка на черно поле c5 · бяла пешка на черно поле d4 · бяла дама на бяло поле d3 · бял кон на бяло поле f3 · бяла пешка на бяло поле a2 · бяла пешка на черно поле b2 · бял офицер на бяло поле c2 · черна пешка на бяло поле e2 · бяла пешка на бяло поле g2 · бяла пешка на черно поле h2 · бял топ на черно поле a1 · бял топ на бяло поле f1 · бял цар на черно поле g1 | черен топ на бяло поле a8 · черен офицер на бяло поле c8 · черна дама на черно поле d8 · черен топ на бяло поле e8 · черен цар на бяло поле g8 · черна пешка на черно поле a7 · черна пешка на бяло поле b7 · черна пешка на черно поле c7 · черен кон на бяло поле d7 · черен офицер на черно поле e7 · черна пешка на бяло поле f7 · черна пешка на черно поле g7 · бял кон на черно поле d6 · черна пешка на черно поле h6 · бяла пешка на черно поле c5 · бяла пешка на черно поле d4 · бяла дама на бяло поле d3 · бял кон на бяло поле f3 · бяла пешка на бяло поле a2 · бяла пешка на черно поле b2 · бял офицер на бяло поле c2 · черна пешка на бяло поле e2 · бяла пешка на бяло поле g2 · бяла пешка на черно поле h2 · бял топ на черно поле a1 · бял топ на бяло поле f1 · бял цар на черно поле g1 | черен топ на бяло поле a8 · черен офицер на бяло поле c8 · черна дама на черно поле d8 · черен топ на бяло поле e8 · черен цар на бяло поле g8 · черна пешка на черно поле a7 · черна пешка на бяло поле b7 · черна пешка на черно поле c7 · черен кон на бяло поле d7 · черен офицер на черно поле e7 · черна пешка на бяло поле f7 · черна пешка на черно поле g7 · бял кон на черно поле d6 · черна пешка на черно поле h6 · бяла пешка на черно поле c5 · бяла пешка на черно поле d4 · бяла дама на бяло поле d3 · бял кон на бяло поле f3 · бяла пешка на бяло поле a2 · бяла пешка на черно поле b2 · бял офицер на бяло поле c2 · черна пешка на бяло поле e2 · бяла пешка на бяло поле g2 · бяла пешка на черно поле h2 · бял топ на черно поле a1 · бял топ на бяло поле f1 · бял цар на черно поле g1 | черен топ на бяло поле a8 · черен офицер на бяло поле c8 · черна дама на черно поле d8 · черен топ на бяло поле e8 · черен цар на бяло поле g8 · черна пешка на черно поле a7 · черна пешка на бяло поле b7 · черна пешка на черно поле c7 · черен кон на бяло поле d7 · черен офицер на черно поле e7 · черна пешка на бяло поле f7 · черна пешка на черно поле g7 · бял кон на черно поле d6 · черна пешка на черно поле h6 · бяла пешка на черно поле c5 · бяла пешка на черно поле d4 · бяла дама на бяло поле d3 · бял кон на бяло поле f3 · бяла пешка на бяло поле a2 · бяла пешка на черно поле b2 · бял офицер на бяло поле c2 · черна пешка на бяло поле e2 · бяла пешка на бяло поле g2 · бяла пешка на черно поле h2 · бял топ на черно поле a1 · бял топ на бяло поле f1 · бял цар на черно поле g1 | черен топ на бяло поле a8 · черен офицер на бяло поле c8 · черна дама на черно поле d8 · черен топ на бяло поле e8 · черен цар на бяло поле g8 · черна пешка на черно поле a7 · черна пешка на бяло поле b7 · черна пешка на черно поле c7 · черен кон на бяло поле d7 · черен офицер на черно поле e7 · черна пешка на бяло поле f7 · черна пешка на черно поле g7 · бял кон на черно поле d6 · черна пешка на черно поле h6 · бяла пешка на черно поле c5 · бяла пешка на черно поле d4 · бяла дама на бяло поле d3 · бял кон на бяло поле f3 · бяла пешка на бяло поле a2 · бяла пешка на черно поле b2 · бял офицер на бяло поле c2 · черна пешка на бяло поле e2 · бяла пешка на бяло поле g2 · бяла пешка на черно поле h2 · бял топ на черно поле a1 · бял топ на бяло поле f1 · бял цар на черно поле g1 | черен топ на бяло поле a8 · черен офицер на бяло поле c8 · черна дама на черно поле d8 · черен топ на бяло поле e8 · черен цар на бяло поле g8 · черна пешка на черно поле a7 · черна пешка на бяло поле b7 · черна пешка на черно поле c7 · черен кон на бяло поле d7 · черен офицер на черно поле e7 · черна пешка на бяло поле f7 · черна пешка на черно поле g7 · бял кон на черно поле d6 · черна пешка на черно поле h6 · бяла пешка на черно поле c5 · бяла пешка на черно поле d4 · бяла дама на бяло поле d3 · бял кон на бяло поле f3 · бяла пешка на бяло поле a2 · бяла пешка на черно поле b2 · бял офицер на бяло поле c2 · черна пешка на бяло поле e2 · бяла пешка на бяло поле g2 · бяла пешка на черно поле h2 · бял топ на черно поле a1 · бял топ на бяло поле f1 · бял цар на черно поле g1 | черен топ на бяло поле a8 · черен офицер на бяло поле c8 · черна дама на черно поле d8 · черен топ на бяло поле e8 · черен цар на бяло поле g8 · черна пешка на черно поле a7 · черна пешка на бяло поле b7 · черна пешка на черно поле c7 · черен кон на бяло поле d7 · черен офицер на черно поле e7 · черна пешка на бяло поле f7 · черна пешка на черно поле g7 · бял кон на черно поле d6 · черна пешка на черно поле h6 · бяла пешка на черно поле c5 · бяла пешка на черно поле d4 · бяла дама на бяло поле d3 · бял кон на бяло поле f3 · бяла пешка на бяло поле a2 · бяла пешка на черно поле b2 · бял офицер на бяло поле c2 · черна пешка на бяло поле e2 · бяла пешка на бяло поле g2 · бяла пешка на черно поле h2 · бял топ на черно поле a1 · бял топ на бяло поле f1 · бял цар на черно поле g1 | 6 |
| 5 | черен топ на бяло поле a8 · черен офицер на бяло поле c8 · черна дама на черно поле d8 · черен топ на бяло поле e8 · черен цар на бяло поле g8 · черна пешка на черно поле a7 · черна пешка на бяло поле b7 · черна пешка на черно поле c7 · черен кон на бяло поле d7 · черен офицер на черно поле e7 · черна пешка на бяло поле f7 · черна пешка на черно поле g7 · бял кон на черно поле d6 · черна пешка на черно поле h6 · бяла пешка на черно поле c5 · бяла пешка на черно поле d4 · бяла дама на бяло поле d3 · бял кон на бяло поле f3 · бяла пешка на бяло поле a2 · бяла пешка на черно поле b2 · бял офицер на бяло поле c2 · черна пешка на бяло поле e2 · бяла пешка на бяло поле g2 · бяла пешка на черно поле h2 · бял топ на черно поле a1 · бял топ на бяло поле f1 · бял цар на черно поле g1 | черен топ на бяло поле a8 · черен офицер на бяло поле c8 · черна дама на черно поле d8 · черен топ на бяло поле e8 · черен цар на бяло поле g8 · черна пешка на черно поле a7 · черна пешка на бяло поле b7 · черна пешка на черно поле c7 · черен кон на бяло поле d7 · черен офицер на черно поле e7 · черна пешка на бяло поле f7 · черна пешка на черно поле g7 · бял кон на черно поле d6 · черна пешка на черно поле h6 · бяла пешка на черно поле c5 · бяла пешка на черно поле d4 · бяла дама на бяло поле d3 · бял кон на бяло поле f3 · бяла пешка на бяло поле a2 · бяла пешка на черно поле b2 · бял офицер на бяло поле c2 · черна пешка на бяло поле e2 · бяла пешка на бяло поле g2 · бяла пешка на черно поле h2 · бял топ на черно поле a1 · бял топ на бяло поле f1 · бял цар на черно поле g1 | черен топ на бяло поле a8 · черен офицер на бяло поле c8 · черна дама на черно поле d8 · черен топ на бяло поле e8 · черен цар на бяло поле g8 · черна пешка на черно поле a7 · черна пешка на бяло поле b7 · черна пешка на черно поле c7 · черен кон на бяло поле d7 · черен офицер на черно поле e7 · черна пешка на бяло поле f7 · черна пешка на черно поле g7 · бял кон на черно поле d6 · черна пешка на черно поле h6 · бяла пешка на черно поле c5 · бяла пешка на черно поле d4 · бяла дама на бяло поле d3 · бял кон на бяло поле f3 · бяла пешка на бяло поле a2 · бяла пешка на черно поле b2 · бял офицер на бяло поле c2 · черна пешка на бяло поле e2 · бяла пешка на бяло поле g2 · бяла пешка на черно поле h2 · бял топ на черно поле a1 · бял топ на бяло поле f1 · бял цар на черно поле g1 | черен топ на бяло поле a8 · черен офицер на бяло поле c8 · черна дама на черно поле d8 · черен топ на бяло поле e8 · черен цар на бяло поле g8 · черна пешка на черно поле a7 · черна пешка на бяло поле b7 · черна пешка на черно поле c7 · черен кон на бяло поле d7 · черен офицер на черно поле e7 · черна пешка на бяло поле f7 · черна пешка на черно поле g7 · бял кон на черно поле d6 · черна пешка на черно поле h6 · бяла пешка на черно поле c5 · бяла пешка на черно поле d4 · бяла дама на бяло поле d3 · бял кон на бяло поле f3 · бяла пешка на бяло поле a2 · бяла пешка на черно поле b2 · бял офицер на бяло поле c2 · черна пешка на бяло поле e2 · бяла пешка на бяло поле g2 · бяла пешка на черно поле h2 · бял топ на черно поле a1 · бял топ на бяло поле f1 · бял цар на черно поле g1 | черен топ на бяло поле a8 · черен офицер на бяло поле c8 · черна дама на черно поле d8 · черен топ на бяло поле e8 · черен цар на бяло поле g8 · черна пешка на черно поле a7 · черна пешка на бяло поле b7 · черна пешка на черно поле c7 · черен кон на бяло поле d7 · черен офицер на черно поле e7 · черна пешка на бяло поле f7 · черна пешка на черно поле g7 · бял кон на черно поле d6 · черна пешка на черно поле h6 · бяла пешка на черно поле c5 · бяла пешка на черно поле d4 · бяла дама на бяло поле d3 · бял кон на бяло поле f3 · бяла пешка на бяло поле a2 · бяла пешка на черно поле b2 · бял офицер на бяло поле c2 · черна пешка на бяло поле e2 · бяла пешка на бяло поле g2 · бяла пешка на черно поле h2 · бял топ на черно поле a1 · бял топ на бяло поле f1 · бял цар на черно поле g1 | черен топ на бяло поле a8 · черен офицер на бяло поле c8 · черна дама на черно поле d8 · черен топ на бяло поле e8 · черен цар на бяло поле g8 · черна пешка на черно поле a7 · черна пешка на бяло поле b7 · черна пешка на черно поле c7 · черен кон на бяло поле d7 · черен офицер на черно поле e7 · черна пешка на бяло поле f7 · черна пешка на черно поле g7 · бял кон на черно поле d6 · черна пешка на черно поле h6 · бяла пешка на черно поле c5 · бяла пешка на черно поле d4 · бяла дама на бяло поле d3 · бял кон на бяло поле f3 · бяла пешка на бяло поле a2 · бяла пешка на черно поле b2 · бял офицер на бяло поле c2 · черна пешка на бяло поле e2 · бяла пешка на бяло поле g2 · бяла пешка на черно поле h2 · бял топ на черно поле a1 · бял топ на бяло поле f1 · бял цар на черно поле g1 | черен топ на бяло поле a8 · черен офицер на бяло поле c8 · черна дама на черно поле d8 · черен топ на бяло поле e8 · черен цар на бяло поле g8 · черна пешка на черно поле a7 · черна пешка на бяло поле b7 · черна пешка на черно поле c7 · черен кон на бяло поле d7 · черен офицер на черно поле e7 · черна пешка на бяло поле f7 · черна пешка на черно поле g7 · бял кон на черно поле d6 · черна пешка на черно поле h6 · бяла пешка на черно поле c5 · бяла пешка на черно поле d4 · бяла дама на бяло поле d3 · бял кон на бяло поле f3 · бяла пешка на бяло поле a2 · бяла пешка на черно поле b2 · бял офицер на бяло поле c2 · черна пешка на бяло поле e2 · бяла пешка на бяло поле g2 · бяла пешка на черно поле h2 · бял топ на черно поле a1 · бял топ на бяло поле f1 · бял цар на черно поле g1 | черен топ на бяло поле a8 · черен офицер на бяло поле c8 · черна дама на черно поле d8 · черен топ на бяло поле e8 · черен цар на бяло поле g8 · черна пешка на черно поле a7 · черна пешка на бяло поле b7 · черна пешка на черно поле c7 · черен кон на бяло поле d7 · черен офицер на черно поле e7 · черна пешка на бяло поле f7 · черна пешка на черно поле g7 · бял кон на черно поле d6 · черна пешка на черно поле h6 · бяла пешка на черно поле c5 · бяла пешка на черно поле d4 · бяла дама на бяло поле d3 · бял кон на бяло поле f3 · бяла пешка на бяло поле a2 · бяла пешка на черно поле b2 · бял офицер на бяло поле c2 · черна пешка на бяло поле e2 · бяла пешка на бяло поле g2 · бяла пешка на черно поле h2 · бял топ на черно поле a1 · бял топ на бяло поле f1 · бял цар на черно поле g1 | 5 |
| 4 | черен топ на бяло поле a8 · черен офицер на бяло поле c8 · черна дама на черно поле d8 · черен топ на бяло поле e8 · черен цар на бяло поле g8 · черна пешка на черно поле a7 · черна пешка на бяло поле b7 · черна пешка на черно поле c7 · черен кон на бяло поле d7 · черен офицер на черно поле e7 · черна пешка на бяло поле f7 · черна пешка на черно поле g7 · бял кон на черно поле d6 · черна пешка на черно поле h6 · бяла пешка на черно поле c5 · бяла пешка на черно поле d4 · бяла дама на бяло поле d3 · бял кон на бяло поле f3 · бяла пешка на бяло поле a2 · бяла пешка на черно поле b2 · бял офицер на бяло поле c2 · черна пешка на бяло поле e2 · бяла пешка на бяло поле g2 · бяла пешка на черно поле h2 · бял топ на черно поле a1 · бял топ на бяло поле f1 · бял цар на черно поле g1 | черен топ на бяло поле a8 · черен офицер на бяло поле c8 · черна дама на черно поле d8 · черен топ на бяло поле e8 · черен цар на бяло поле g8 · черна пешка на черно поле a7 · черна пешка на бяло поле b7 · черна пешка на черно поле c7 · черен кон на бяло поле d7 · черен офицер на черно поле e7 · черна пешка на бяло поле f7 · черна пешка на черно поле g7 · бял кон на черно поле d6 · черна пешка на черно поле h6 · бяла пешка на черно поле c5 · бяла пешка на черно поле d4 · бяла дама на бяло поле d3 · бял кон на бяло поле f3 · бяла пешка на бяло поле a2 · бяла пешка на черно поле b2 · бял офицер на бяло поле c2 · черна пешка на бяло поле e2 · бяла пешка на бяло поле g2 · бяла пешка на черно поле h2 · бял топ на черно поле a1 · бял топ на бяло поле f1 · бял цар на черно поле g1 | черен топ на бяло поле a8 · черен офицер на бяло поле c8 · черна дама на черно поле d8 · черен топ на бяло поле e8 · черен цар на бяло поле g8 · черна пешка на черно поле a7 · черна пешка на бяло поле b7 · черна пешка на черно поле c7 · черен кон на бяло поле d7 · черен офицер на черно поле e7 · черна пешка на бяло поле f7 · черна пешка на черно поле g7 · бял кон на черно поле d6 · черна пешка на черно поле h6 · бяла пешка на черно поле c5 · бяла пешка на черно поле d4 · бяла дама на бяло поле d3 · бял кон на бяло поле f3 · бяла пешка на бяло поле a2 · бяла пешка на черно поле b2 · бял офицер на бяло поле c2 · черна пешка на бяло поле e2 · бяла пешка на бяло поле g2 · бяла пешка на черно поле h2 · бял топ на черно поле a1 · бял топ на бяло поле f1 · бял цар на черно поле g1 | черен топ на бяло поле a8 · черен офицер на бяло поле c8 · черна дама на черно поле d8 · черен топ на бяло поле e8 · черен цар на бяло поле g8 · черна пешка на черно поле a7 · черна пешка на бяло поле b7 · черна пешка на черно поле c7 · черен кон на бяло поле d7 · черен офицер на черно поле e7 · черна пешка на бяло поле f7 · черна пешка на черно поле g7 · бял кон на черно поле d6 · черна пешка на черно поле h6 · бяла пешка на черно поле c5 · бяла пешка на черно поле d4 · бяла дама на бяло поле d3 · бял кон на бяло поле f3 · бяла пешка на бяло поле a2 · бяла пешка на черно поле b2 · бял офицер на бяло поле c2 · черна пешка на бяло поле e2 · бяла пешка на бяло поле g2 · бяла пешка на черно поле h2 · бял топ на черно поле a1 · бял топ на бяло поле f1 · бял цар на черно поле g1 | черен топ на бяло поле a8 · черен офицер на бяло поле c8 · черна дама на черно поле d8 · черен топ на бяло поле e8 · черен цар на бяло поле g8 · черна пешка на черно поле a7 · черна пешка на бяло поле b7 · черна пешка на черно поле c7 · черен кон на бяло поле d7 · черен офицер на черно поле e7 · черна пешка на бяло поле f7 · черна пешка на черно поле g7 · бял кон на черно поле d6 · черна пешка на черно поле h6 · бяла пешка на черно поле c5 · бяла пешка на черно поле d4 · бяла дама на бяло поле d3 · бял кон на бяло поле f3 · бяла пешка на бяло поле a2 · бяла пешка на черно поле b2 · бял офицер на бяло поле c2 · черна пешка на бяло поле e2 · бяла пешка на бяло поле g2 · бяла пешка на черно поле h2 · бял топ на черно поле a1 · бял топ на бяло поле f1 · бял цар на черно поле g1 | черен топ на бяло поле a8 · черен офицер на бяло поле c8 · черна дама на черно поле d8 · черен топ на бяло поле e8 · черен цар на бяло поле g8 · черна пешка на черно поле a7 · черна пешка на бяло поле b7 · черна пешка на черно поле c7 · черен кон на бяло поле d7 · черен офицер на черно поле e7 · черна пешка на бяло поле f7 · черна пешка на черно поле g7 · бял кон на черно поле d6 · черна пешка на черно поле h6 · бяла пешка на черно поле c5 · бяла пешка на черно поле d4 · бяла дама на бяло поле d3 · бял кон на бяло поле f3 · бяла пешка на бяло поле a2 · бяла пешка на черно поле b2 · бял офицер на бяло поле c2 · черна пешка на бяло поле e2 · бяла пешка на бяло поле g2 · бяла пешка на черно поле h2 · бял топ на черно поле a1 · бял топ на бяло поле f1 · бял цар на черно поле g1 | черен топ на бяло поле a8 · черен офицер на бяло поле c8 · черна дама на черно поле d8 · черен топ на бяло поле e8 · черен цар на бяло поле g8 · черна пешка на черно поле a7 · черна пешка на бяло поле b7 · черна пешка на черно поле c7 · черен кон на бяло поле d7 · черен офицер на черно поле e7 · черна пешка на бяло поле f7 · черна пешка на черно поле g7 · бял кон на черно поле d6 · черна пешка на черно поле h6 · бяла пешка на черно поле c5 · бяла пешка на черно поле d4 · бяла дама на бяло поле d3 · бял кон на бяло поле f3 · бяла пешка на бяло поле a2 · бяла пешка на черно поле b2 · бял офицер на бяло поле c2 · черна пешка на бяло поле e2 · бяла пешка на бяло поле g2 · бяла пешка на черно поле h2 · бял топ на черно поле a1 · бял топ на бяло поле f1 · бял цар на черно поле g1 | черен топ на бяло поле a8 · черен офицер на бяло поле c8 · черна дама на черно поле d8 · черен топ на бяло поле e8 · черен цар на бяло поле g8 · черна пешка на черно поле a7 · черна пешка на бяло поле b7 · черна пешка на черно поле c7 · черен кон на бяло поле d7 · черен офицер на черно поле e7 · черна пешка на бяло поле f7 · черна пешка на черно поле g7 · бял кон на черно поле d6 · черна пешка на черно поле h6 · бяла пешка на черно поле c5 · бяла пешка на черно поле d4 · бяла дама на бяло поле d3 · бял кон на бяло поле f3 · бяла пешка на бяло поле a2 · бяла пешка на черно поле b2 · бял офицер на бяло поле c2 · черна пешка на бяло поле e2 · бяла пешка на бяло поле g2 · бяла пешка на черно поле h2 · бял топ на черно поле a1 · бял топ на бяло поле f1 · бял цар на черно поле g1 | 4 |
| 3 | черен топ на бяло поле a8 · черен офицер на бяло поле c8 · черна дама на черно поле d8 · черен топ на бяло поле e8 · черен цар на бяло поле g8 · черна пешка на черно поле a7 · черна пешка на бяло поле b7 · черна пешка на черно поле c7 · черен кон на бяло поле d7 · черен офицер на черно поле e7 · черна пешка на бяло поле f7 · черна пешка на черно поле g7 · бял кон на черно поле d6 · черна пешка на черно поле h6 · бяла пешка на черно поле c5 · бяла пешка на черно поле d4 · бяла дама на бяло поле d3 · бял кон на бяло поле f3 · бяла пешка на бяло поле a2 · бяла пешка на черно поле b2 · бял офицер на бяло поле c2 · черна пешка на бяло поле e2 · бяла пешка на бяло поле g2 · бяла пешка на черно поле h2 · бял топ на черно поле a1 · бял топ на бяло поле f1 · бял цар на черно поле g1 | черен топ на бяло поле a8 · черен офицер на бяло поле c8 · черна дама на черно поле d8 · черен топ на бяло поле e8 · черен цар на бяло поле g8 · черна пешка на черно поле a7 · черна пешка на бяло поле b7 · черна пешка на черно поле c7 · черен кон на бяло поле d7 · черен офицер на черно поле e7 · черна пешка на бяло поле f7 · черна пешка на черно поле g7 · бял кон на черно поле d6 · черна пешка на черно поле h6 · бяла пешка на черно поле c5 · бяла пешка на черно поле d4 · бяла дама на бяло поле d3 · бял кон на бяло поле f3 · бяла пешка на бяло поле a2 · бяла пешка на черно поле b2 · бял офицер на бяло поле c2 · черна пешка на бяло поле e2 · бяла пешка на бяло поле g2 · бяла пешка на черно поле h2 · бял топ на черно поле a1 · бял топ на бяло поле f1 · бял цар на черно поле g1 | черен топ на бяло поле a8 · черен офицер на бяло поле c8 · черна дама на черно поле d8 · черен топ на бяло поле e8 · черен цар на бяло поле g8 · черна пешка на черно поле a7 · черна пешка на бяло поле b7 · черна пешка на черно поле c7 · черен кон на бяло поле d7 · черен офицер на черно поле e7 · черна пешка на бяло поле f7 · черна пешка на черно поле g7 · бял кон на черно поле d6 · черна пешка на черно поле h6 · бяла пешка на черно поле c5 · бяла пешка на черно поле d4 · бяла дама на бяло поле d3 · бял кон на бяло поле f3 · бяла пешка на бяло поле a2 · бяла пешка на черно поле b2 · бял офицер на бяло поле c2 · черна пешка на бяло поле e2 · бяла пешка на бяло поле g2 · бяла пешка на черно поле h2 · бял топ на черно поле a1 · бял топ на бяло поле f1 · бял цар на черно поле g1 | черен топ на бяло поле a8 · черен офицер на бяло поле c8 · черна дама на черно поле d8 · черен топ на бяло поле e8 · черен цар на бяло поле g8 · черна пешка на черно поле a7 · черна пешка на бяло поле b7 · черна пешка на черно поле c7 · черен кон на бяло поле d7 · черен офицер на черно поле e7 · черна пешка на бяло поле f7 · черна пешка на черно поле g7 · бял кон на черно поле d6 · черна пешка на черно поле h6 · бяла пешка на черно поле c5 · бяла пешка на черно поле d4 · бяла дама на бяло поле d3 · бял кон на бяло поле f3 · бяла пешка на бяло поле a2 · бяла пешка на черно поле b2 · бял офицер на бяло поле c2 · черна пешка на бяло поле e2 · бяла пешка на бяло поле g2 · бяла пешка на черно поле h2 · бял топ на черно поле a1 · бял топ на бяло поле f1 · бял цар на черно поле g1 | черен топ на бяло поле a8 · черен офицер на бяло поле c8 · черна дама на черно поле d8 · черен топ на бяло поле e8 · черен цар на бяло поле g8 · черна пешка на черно поле a7 · черна пешка на бяло поле b7 · черна пешка на черно поле c7 · черен кон на бяло поле d7 · черен офицер на черно поле e7 · черна пешка на бяло поле f7 · черна пешка на черно поле g7 · бял кон на черно поле d6 · черна пешка на черно поле h6 · бяла пешка на черно поле c5 · бяла пешка на черно поле d4 · бяла дама на бяло поле d3 · бял кон на бяло поле f3 · бяла пешка на бяло поле a2 · бяла пешка на черно поле b2 · бял офицер на бяло поле c2 · черна пешка на бяло поле e2 · бяла пешка на бяло поле g2 · бяла пешка на черно поле h2 · бял топ на черно поле a1 · бял топ на бяло поле f1 · бял цар на черно поле g1 | черен топ на бяло поле a8 · черен офицер на бяло поле c8 · черна дама на черно поле d8 · черен топ на бяло поле e8 · черен цар на бяло поле g8 · черна пешка на черно поле a7 · черна пешка на бяло поле b7 · черна пешка на черно поле c7 · черен кон на бяло поле d7 · черен офицер на черно поле e7 · черна пешка на бяло поле f7 · черна пешка на черно поле g7 · бял кон на черно поле d6 · черна пешка на черно поле h6 · бяла пешка на черно поле c5 · бяла пешка на черно поле d4 · бяла дама на бяло поле d3 · бял кон на бяло поле f3 · бяла пешка на бяло поле a2 · бяла пешка на черно поле b2 · бял офицер на бяло поле c2 · черна пешка на бяло поле e2 · бяла пешка на бяло поле g2 · бяла пешка на черно поле h2 · бял топ на черно поле a1 · бял топ на бяло поле f1 · бял цар на черно поле g1 | черен топ на бяло поле a8 · черен офицер на бяло поле c8 · черна дама на черно поле d8 · черен топ на бяло поле e8 · черен цар на бяло поле g8 · черна пешка на черно поле a7 · черна пешка на бяло поле b7 · черна пешка на черно поле c7 · черен кон на бяло поле d7 · черен офицер на черно поле e7 · черна пешка на бяло поле f7 · черна пешка на черно поле g7 · бял кон на черно поле d6 · черна пешка на черно поле h6 · бяла пешка на черно поле c5 · бяла пешка на черно поле d4 · бяла дама на бяло поле d3 · бял кон на бяло поле f3 · бяла пешка на бяло поле a2 · бяла пешка на черно поле b2 · бял офицер на бяло поле c2 · черна пешка на бяло поле e2 · бяла пешка на бяло поле g2 · бяла пешка на черно поле h2 · бял топ на черно поле a1 · бял топ на бяло поле f1 · бял цар на черно поле g1 | черен топ на бяло поле a8 · черен офицер на бяло поле c8 · черна дама на черно поле d8 · черен топ на бяло поле e8 · черен цар на бяло поле g8 · черна пешка на черно поле a7 · черна пешка на бяло поле b7 · черна пешка на черно поле c7 · черен кон на бяло поле d7 · черен офицер на черно поле e7 · черна пешка на бяло поле f7 · черна пешка на черно поле g7 · бял кон на черно поле d6 · черна пешка на черно поле h6 · бяла пешка на черно поле c5 · бяла пешка на черно поле d4 · бяла дама на бяло поле d3 · бял кон на бяло поле f3 · бяла пешка на бяло поле a2 · бяла пешка на черно поле b2 · бял офицер на бяло поле c2 · черна пешка на бяло поле e2 · бяла пешка на бяло поле g2 · бяла пешка на черно поле h2 · бял топ на черно поле a1 · бял топ на бяло поле f1 · бял цар на черно поле g1 | 3 |
| 2 | черен топ на бяло поле a8 · черен офицер на бяло поле c8 · черна дама на черно поле d8 · черен топ на бяло поле e8 · черен цар на бяло поле g8 · черна пешка на черно поле a7 · черна пешка на бяло поле b7 · черна пешка на черно поле c7 · черен кон на бяло поле d7 · черен офицер на черно поле e7 · черна пешка на бяло поле f7 · черна пешка на черно поле g7 · бял кон на черно поле d6 · черна пешка на черно поле h6 · бяла пешка на черно поле c5 · бяла пешка на черно поле d4 · бяла дама на бяло поле d3 · бял кон на бяло поле f3 · бяла пешка на бяло поле a2 · бяла пешка на черно поле b2 · бял офицер на бяло поле c2 · черна пешка на бяло поле e2 · бяла пешка на бяло поле g2 · бяла пешка на черно поле h2 · бял топ на черно поле a1 · бял топ на бяло поле f1 · бял цар на черно поле g1 | черен топ на бяло поле a8 · черен офицер на бяло поле c8 · черна дама на черно поле d8 · черен топ на бяло поле e8 · черен цар на бяло поле g8 · черна пешка на черно поле a7 · черна пешка на бяло поле b7 · черна пешка на черно поле c7 · черен кон на бяло поле d7 · черен офицер на черно поле e7 · черна пешка на бяло поле f7 · черна пешка на черно поле g7 · бял кон на черно поле d6 · черна пешка на черно поле h6 · бяла пешка на черно поле c5 · бяла пешка на черно поле d4 · бяла дама на бяло поле d3 · бял кон на бяло поле f3 · бяла пешка на бяло поле a2 · бяла пешка на черно поле b2 · бял офицер на бяло поле c2 · черна пешка на бяло поле e2 · бяла пешка на бяло поле g2 · бяла пешка на черно поле h2 · бял топ на черно поле a1 · бял топ на бяло поле f1 · бял цар на черно поле g1 | черен топ на бяло поле a8 · черен офицер на бяло поле c8 · черна дама на черно поле d8 · черен топ на бяло поле e8 · черен цар на бяло поле g8 · черна пешка на черно поле a7 · черна пешка на бяло поле b7 · черна пешка на черно поле c7 · черен кон на бяло поле d7 · черен офицер на черно поле e7 · черна пешка на бяло поле f7 · черна пешка на черно поле g7 · бял кон на черно поле d6 · черна пешка на черно поле h6 · бяла пешка на черно поле c5 · бяла пешка на черно поле d4 · бяла дама на бяло поле d3 · бял кон на бяло поле f3 · бяла пешка на бяло поле a2 · бяла пешка на черно поле b2 · бял офицер на бяло поле c2 · черна пешка на бяло поле e2 · бяла пешка на бяло поле g2 · бяла пешка на черно поле h2 · бял топ на черно поле a1 · бял топ на бяло поле f1 · бял цар на черно поле g1 | черен топ на бяло поле a8 · черен офицер на бяло поле c8 · черна дама на черно поле d8 · черен топ на бяло поле e8 · черен цар на бяло поле g8 · черна пешка на черно поле a7 · черна пешка на бяло поле b7 · черна пешка на черно поле c7 · черен кон на бяло поле d7 · черен офицер на черно поле e7 · черна пешка на бяло поле f7 · черна пешка на черно поле g7 · бял кон на черно поле d6 · черна пешка на черно поле h6 · бяла пешка на черно поле c5 · бяла пешка на черно поле d4 · бяла дама на бяло поле d3 · бял кон на бяло поле f3 · бяла пешка на бяло поле a2 · бяла пешка на черно поле b2 · бял офицер на бяло поле c2 · черна пешка на бяло поле e2 · бяла пешка на бяло поле g2 · бяла пешка на черно поле h2 · бял топ на черно поле a1 · бял топ на бяло поле f1 · бял цар на черно поле g1 | черен топ на бяло поле a8 · черен офицер на бяло поле c8 · черна дама на черно поле d8 · черен топ на бяло поле e8 · черен цар на бяло поле g8 · черна пешка на черно поле a7 · черна пешка на бяло поле b7 · черна пешка на черно поле c7 · черен кон на бяло поле d7 · черен офицер на черно поле e7 · черна пешка на бяло поле f7 · черна пешка на черно поле g7 · бял кон на черно поле d6 · черна пешка на черно поле h6 · бяла пешка на черно поле c5 · бяла пешка на черно поле d4 · бяла дама на бяло поле d3 · бял кон на бяло поле f3 · бяла пешка на бяло поле a2 · бяла пешка на черно поле b2 · бял офицер на бяло поле c2 · черна пешка на бяло поле e2 · бяла пешка на бяло поле g2 · бяла пешка на черно поле h2 · бял топ на черно поле a1 · бял топ на бяло поле f1 · бял цар на черно поле g1 | черен топ на бяло поле a8 · черен офицер на бяло поле c8 · черна дама на черно поле d8 · черен топ на бяло поле e8 · черен цар на бяло поле g8 · черна пешка на черно поле a7 · черна пешка на бяло поле b7 · черна пешка на черно поле c7 · черен кон на бяло поле d7 · черен офицер на черно поле e7 · черна пешка на бяло поле f7 · черна пешка на черно поле g7 · бял кон на черно поле d6 · черна пешка на черно поле h6 · бяла пешка на черно поле c5 · бяла пешка на черно поле d4 · бяла дама на бяло поле d3 · бял кон на бяло поле f3 · бяла пешка на бяло поле a2 · бяла пешка на черно поле b2 · бял офицер на бяло поле c2 · черна пешка на бяло поле e2 · бяла пешка на бяло поле g2 · бяла пешка на черно поле h2 · бял топ на черно поле a1 · бял топ на бяло поле f1 · бял цар на черно поле g1 | черен топ на бяло поле a8 · черен офицер на бяло поле c8 · черна дама на черно поле d8 · черен топ на бяло поле e8 · черен цар на бяло поле g8 · черна пешка на черно поле a7 · черна пешка на бяло поле b7 · черна пешка на черно поле c7 · черен кон на бяло поле d7 · черен офицер на черно поле e7 · черна пешка на бяло поле f7 · черна пешка на черно поле g7 · бял кон на черно поле d6 · черна пешка на черно поле h6 · бяла пешка на черно поле c5 · бяла пешка на черно поле d4 · бяла дама на бяло поле d3 · бял кон на бяло поле f3 · бяла пешка на бяло поле a2 · бяла пешка на черно поле b2 · бял офицер на бяло поле c2 · черна пешка на бяло поле e2 · бяла пешка на бяло поле g2 · бяла пешка на черно поле h2 · бял топ на черно поле a1 · бял топ на бяло поле f1 · бял цар на черно поле g1 | черен топ на бяло поле a8 · черен офицер на бяло поле c8 · черна дама на черно поле d8 · черен топ на бяло поле e8 · черен цар на бяло поле g8 · черна пешка на черно поле a7 · черна пешка на бяло поле b7 · черна пешка на черно поле c7 · черен кон на бяло поле d7 · черен офицер на черно поле e7 · черна пешка на бяло поле f7 · черна пешка на черно поле g7 · бял кон на черно поле d6 · черна пешка на черно поле h6 · бяла пешка на черно поле c5 · бяла пешка на черно поле d4 · бяла дама на бяло поле d3 · бял кон на бяло поле f3 · бяла пешка на бяло поле a2 · бяла пешка на черно поле b2 · бял офицер на бяло поле c2 · черна пешка на бяло поле e2 · бяла пешка на бяло поле g2 · бяла пешка на черно поле h2 · бял топ на черно поле a1 · бял топ на бяло поле f1 · бял цар на черно поле g1 | 2 |
| 1 | черен топ на бяло поле a8 · черен офицер на бяло поле c8 · черна дама на черно поле d8 · черен топ на бяло поле e8 · черен цар на бяло поле g8 · черна пешка на черно поле a7 · черна пешка на бяло поле b7 · черна пешка на черно поле c7 · черен кон на бяло поле d7 · черен офицер на черно поле e7 · черна пешка на бяло поле f7 · черна пешка на черно поле g7 · бял кон на черно поле d6 · черна пешка на черно поле h6 · бяла пешка на черно поле c5 · бяла пешка на черно поле d4 · бяла дама на бяло поле d3 · бял кон на бяло поле f3 · бяла пешка на бяло поле a2 · бяла пешка на черно поле b2 · бял офицер на бяло поле c2 · черна пешка на бяло поле e2 · бяла пешка на бяло поле g2 · бяла пешка на черно поле h2 · бял топ на черно поле a1 · бял топ на бяло поле f1 · бял цар на черно поле g1 | черен топ на бяло поле a8 · черен офицер на бяло поле c8 · черна дама на черно поле d8 · черен топ на бяло поле e8 · черен цар на бяло поле g8 · черна пешка на черно поле a7 · черна пешка на бяло поле b7 · черна пешка на черно поле c7 · черен кон на бяло поле d7 · черен офицер на черно поле e7 · черна пешка на бяло поле f7 · черна пешка на черно поле g7 · бял кон на черно поле d6 · черна пешка на черно поле h6 · бяла пешка на черно поле c5 · бяла пешка на черно поле d4 · бяла дама на бяло поле d3 · бял кон на бяло поле f3 · бяла пешка на бяло поле a2 · бяла пешка на черно поле b2 · бял офицер на бяло поле c2 · черна пешка на бяло поле e2 · бяла пешка на бяло поле g2 · бяла пешка на черно поле h2 · бял топ на черно поле a1 · бял топ на бяло поле f1 · бял цар на черно поле g1 | черен топ на бяло поле a8 · черен офицер на бяло поле c8 · черна дама на черно поле d8 · черен топ на бяло поле e8 · черен цар на бяло поле g8 · черна пешка на черно поле a7 · черна пешка на бяло поле b7 · черна пешка на черно поле c7 · черен кон на бяло поле d7 · черен офицер на черно поле e7 · черна пешка на бяло поле f7 · черна пешка на черно поле g7 · бял кон на черно поле d6 · черна пешка на черно поле h6 · бяла пешка на черно поле c5 · бяла пешка на черно поле d4 · бяла дама на бяло поле d3 · бял кон на бяло поле f3 · бяла пешка на бяло поле a2 · бяла пешка на черно поле b2 · бял офицер на бяло поле c2 · черна пешка на бяло поле e2 · бяла пешка на бяло поле g2 · бяла пешка на черно поле h2 · бял топ на черно поле a1 · бял топ на бяло поле f1 · бял цар на черно поле g1 | черен топ на бяло поле a8 · черен офицер на бяло поле c8 · черна дама на черно поле d8 · черен топ на бяло поле e8 · черен цар на бяло поле g8 · черна пешка на черно поле a7 · черна пешка на бяло поле b7 · черна пешка на черно поле c7 · черен кон на бяло поле d7 · черен офицер на черно поле e7 · черна пешка на бяло поле f7 · черна пешка на черно поле g7 · бял кон на черно поле d6 · черна пешка на черно поле h6 · бяла пешка на черно поле c5 · бяла пешка на черно поле d4 · бяла дама на бяло поле d3 · бял кон на бяло поле f3 · бяла пешка на бяло поле a2 · бяла пешка на черно поле b2 · бял офицер на бяло поле c2 · черна пешка на бяло поле e2 · бяла пешка на бяло поле g2 · бяла пешка на черно поле h2 · бял топ на черно поле a1 · бял топ на бяло поле f1 · бял цар на черно поле g1 | черен топ на бяло поле a8 · черен офицер на бяло поле c8 · черна дама на черно поле d8 · черен топ на бяло поле e8 · черен цар на бяло поле g8 · черна пешка на черно поле a7 · черна пешка на бяло поле b7 · черна пешка на черно поле c7 · черен кон на бяло поле d7 · черен офицер на черно поле e7 · черна пешка на бяло поле f7 · черна пешка на черно поле g7 · бял кон на черно поле d6 · черна пешка на черно поле h6 · бяла пешка на черно поле c5 · бяла пешка на черно поле d4 · бяла дама на бяло поле d3 · бял кон на бяло поле f3 · бяла пешка на бяло поле a2 · бяла пешка на черно поле b2 · бял офицер на бяло поле c2 · черна пешка на бяло поле e2 · бяла пешка на бяло поле g2 · бяла пешка на черно поле h2 · бял топ на черно поле a1 · бял топ на бяло поле f1 · бял цар на черно поле g1 | черен топ на бяло поле a8 · черен офицер на бяло поле c8 · черна дама на черно поле d8 · черен топ на бяло поле e8 · черен цар на бяло поле g8 · черна пешка на черно поле a7 · черна пешка на бяло поле b7 · черна пешка на черно поле c7 · черен кон на бяло поле d7 · черен офицер на черно поле e7 · черна пешка на бяло поле f7 · черна пешка на черно поле g7 · бял кон на черно поле d6 · черна пешка на черно поле h6 · бяла пешка на черно поле c5 · бяла пешка на черно поле d4 · бяла дама на бяло поле d3 · бял кон на бяло поле f3 · бяла пешка на бяло поле a2 · бяла пешка на черно поле b2 · бял офицер на бяло поле c2 · черна пешка на бяло поле e2 · бяла пешка на бяло поле g2 · бяла пешка на черно поле h2 · бял топ на черно поле a1 · бял топ на бяло поле f1 · бял цар на черно поле g1 | черен топ на бяло поле a8 · черен офицер на бяло поле c8 · черна дама на черно поле d8 · черен топ на бяло поле e8 · черен цар на бяло поле g8 · черна пешка на черно поле a7 · черна пешка на бяло поле b7 · черна пешка на черно поле c7 · черен кон на бяло поле d7 · черен офицер на черно поле e7 · черна пешка на бяло поле f7 · черна пешка на черно поле g7 · бял кон на черно поле d6 · черна пешка на черно поле h6 · бяла пешка на черно поле c5 · бяла пешка на черно поле d4 · бяла дама на бяло поле d3 · бял кон на бяло поле f3 · бяла пешка на бяло поле a2 · бяла пешка на черно поле b2 · бял офицер на бяло поле c2 · черна пешка на бяло поле e2 · бяла пешка на бяло поле g2 · бяла пешка на черно поле h2 · бял топ на черно поле a1 · бял топ на бяло поле f1 · бял цар на черно поле g1 | черен топ на бяло поле a8 · черен офицер на бяло поле c8 · черна дама на черно поле d8 · черен топ на бяло поле e8 · черен цар на бяло поле g8 · черна пешка на черно поле a7 · черна пешка на бяло поле b7 · черна пешка на черно поле c7 · черен кон на бяло поле d7 · черен офицер на черно поле e7 · черна пешка на бяло поле f7 · черна пешка на черно поле g7 · бял кон на черно поле d6 · черна пешка на черно поле h6 · бяла пешка на черно поле c5 · бяла пешка на черно поле d4 · бяла дама на бяло поле d3 · бял кон на бяло поле f3 · бяла пешка на бяло поле a2 · бяла пешка на черно поле b2 · бял офицер на бяло поле c2 · черна пешка на бяло поле e2 · бяла пешка на бяло поле g2 · бяла пешка на черно поле h2 · бял топ на черно поле a1 · бял топ на бяло поле f1 · бял цар на черно поле g1 | 1 |
|   | a | b | c | d | e | f | g | h |   |

|   | a | b | c | d | e | f | g | h |   |
| 8 | черен топ на черно поле d8 · черен цар на черно поле h8 · черна пешка на черно поле a7 · черна пешка на бяло поле b7 · черен офицер на черно поле e7 · черен топ на черно поле g7 · черна пешка на бяло поле h7 · бял топ на черно поле e5 · бяла дама на бяло поле e4 · бял топ на черно поле f4 · черна дама на черно поле h4 · черна пешка на черно поле c3 · бял кон на бяло поле d3 · бяла пешка на бяло поле a2 · бял офицер на бяло поле c2 · бяла пешка на бяло поле g2 · бял цар на черно поле g1 | черен топ на черно поле d8 · черен цар на черно поле h8 · черна пешка на черно поле a7 · черна пешка на бяло поле b7 · черен офицер на черно поле e7 · черен топ на черно поле g7 · черна пешка на бяло поле h7 · бял топ на черно поле e5 · бяла дама на бяло поле e4 · бял топ на черно поле f4 · черна дама на черно поле h4 · черна пешка на черно поле c3 · бял кон на бяло поле d3 · бяла пешка на бяло поле a2 · бял офицер на бяло поле c2 · бяла пешка на бяло поле g2 · бял цар на черно поле g1 | черен топ на черно поле d8 · черен цар на черно поле h8 · черна пешка на черно поле a7 · черна пешка на бяло поле b7 · черен офицер на черно поле e7 · черен топ на черно поле g7 · черна пешка на бяло поле h7 · бял топ на черно поле e5 · бяла дама на бяло поле e4 · бял топ на черно поле f4 · черна дама на черно поле h4 · черна пешка на черно поле c3 · бял кон на бяло поле d3 · бяла пешка на бяло поле a2 · бял офицер на бяло поле c2 · бяла пешка на бяло поле g2 · бял цар на черно поле g1 | черен топ на черно поле d8 · черен цар на черно поле h8 · черна пешка на черно поле a7 · черна пешка на бяло поле b7 · черен офицер на черно поле e7 · черен топ на черно поле g7 · черна пешка на бяло поле h7 · бял топ на черно поле e5 · бяла дама на бяло поле e4 · бял топ на черно поле f4 · черна дама на черно поле h4 · черна пешка на черно поле c3 · бял кон на бяло поле d3 · бяла пешка на бяло поле a2 · бял офицер на бяло поле c2 · бяла пешка на бяло поле g2 · бял цар на черно поле g1 | черен топ на черно поле d8 · черен цар на черно поле h8 · черна пешка на черно поле a7 · черна пешка на бяло поле b7 · черен офицер на черно поле e7 · черен топ на черно поле g7 · черна пешка на бяло поле h7 · бял топ на черно поле e5 · бяла дама на бяло поле e4 · бял топ на черно поле f4 · черна дама на черно поле h4 · черна пешка на черно поле c3 · бял кон на бяло поле d3 · бяла пешка на бяло поле a2 · бял офицер на бяло поле c2 · бяла пешка на бяло поле g2 · бял цар на черно поле g1 | черен топ на черно поле d8 · черен цар на черно поле h8 · черна пешка на черно поле a7 · черна пешка на бяло поле b7 · черен офицер на черно поле e7 · черен топ на черно поле g7 · черна пешка на бяло поле h7 · бял топ на черно поле e5 · бяла дама на бяло поле e4 · бял топ на черно поле f4 · черна дама на черно поле h4 · черна пешка на черно поле c3 · бял кон на бяло поле d3 · бяла пешка на бяло поле a2 · бял офицер на бяло поле c2 · бяла пешка на бяло поле g2 · бял цар на черно поле g1 | черен топ на черно поле d8 · черен цар на черно поле h8 · черна пешка на черно поле a7 · черна пешка на бяло поле b7 · черен офицер на черно поле e7 · черен топ на черно поле g7 · черна пешка на бяло поле h7 · бял топ на черно поле e5 · бяла дама на бяло поле e4 · бял топ на черно поле f4 · черна дама на черно поле h4 · черна пешка на черно поле c3 · бял кон на бяло поле d3 · бяла пешка на бяло поле a2 · бял офицер на бяло поле c2 · бяла пешка на бяло поле g2 · бял цар на черно поле g1 | черен топ на черно поле d8 · черен цар на черно поле h8 · черна пешка на черно поле a7 · черна пешка на бяло поле b7 · черен офицер на черно поле e7 · черен топ на черно поле g7 · черна пешка на бяло поле h7 · бял топ на черно поле e5 · бяла дама на бяло поле e4 · бял топ на черно поле f4 · черна дама на черно поле h4 · черна пешка на черно поле c3 · бял кон на бяло поле d3 · бяла пешка на бяло поле a2 · бял офицер на бяло поле c2 · бяла пешка на бяло поле g2 · бял цар на черно поле g1 | 8 |
| 7 | черен топ на черно поле d8 · черен цар на черно поле h8 · черна пешка на черно поле a7 · черна пешка на бяло поле b7 · черен офицер на черно поле e7 · черен топ на черно поле g7 · черна пешка на бяло поле h7 · бял топ на черно поле e5 · бяла дама на бяло поле e4 · бял топ на черно поле f4 · черна дама на черно поле h4 · черна пешка на черно поле c3 · бял кон на бяло поле d3 · бяла пешка на бяло поле a2 · бял офицер на бяло поле c2 · бяла пешка на бяло поле g2 · бял цар на черно поле g1 | черен топ на черно поле d8 · черен цар на черно поле h8 · черна пешка на черно поле a7 · черна пешка на бяло поле b7 · черен офицер на черно поле e7 · черен топ на черно поле g7 · черна пешка на бяло поле h7 · бял топ на черно поле e5 · бяла дама на бяло поле e4 · бял топ на черно поле f4 · черна дама на черно поле h4 · черна пешка на черно поле c3 · бял кон на бяло поле d3 · бяла пешка на бяло поле a2 · бял офицер на бяло поле c2 · бяла пешка на бяло поле g2 · бял цар на черно поле g1 | черен топ на черно поле d8 · черен цар на черно поле h8 · черна пешка на черно поле a7 · черна пешка на бяло поле b7 · черен офицер на черно поле e7 · черен топ на черно поле g7 · черна пешка на бяло поле h7 · бял топ на черно поле e5 · бяла дама на бяло поле e4 · бял топ на черно поле f4 · черна дама на черно поле h4 · черна пешка на черно поле c3 · бял кон на бяло поле d3 · бяла пешка на бяло поле a2 · бял офицер на бяло поле c2 · бяла пешка на бяло поле g2 · бял цар на черно поле g1 | черен топ на черно поле d8 · черен цар на черно поле h8 · черна пешка на черно поле a7 · черна пешка на бяло поле b7 · черен офицер на черно поле e7 · черен топ на черно поле g7 · черна пешка на бяло поле h7 · бял топ на черно поле e5 · бяла дама на бяло поле e4 · бял топ на черно поле f4 · черна дама на черно поле h4 · черна пешка на черно поле c3 · бял кон на бяло поле d3 · бяла пешка на бяло поле a2 · бял офицер на бяло поле c2 · бяла пешка на бяло поле g2 · бял цар на черно поле g1 | черен топ на черно поле d8 · черен цар на черно поле h8 · черна пешка на черно поле a7 · черна пешка на бяло поле b7 · черен офицер на черно поле e7 · черен топ на черно поле g7 · черна пешка на бяло поле h7 · бял топ на черно поле e5 · бяла дама на бяло поле e4 · бял топ на черно поле f4 · черна дама на черно поле h4 · черна пешка на черно поле c3 · бял кон на бяло поле d3 · бяла пешка на бяло поле a2 · бял офицер на бяло поле c2 · бяла пешка на бяло поле g2 · бял цар на черно поле g1 | черен топ на черно поле d8 · черен цар на черно поле h8 · черна пешка на черно поле a7 · черна пешка на бяло поле b7 · черен офицер на черно поле e7 · черен топ на черно поле g7 · черна пешка на бяло поле h7 · бял топ на черно поле e5 · бяла дама на бяло поле e4 · бял топ на черно поле f4 · черна дама на черно поле h4 · черна пешка на черно поле c3 · бял кон на бяло поле d3 · бяла пешка на бяло поле a2 · бял офицер на бяло поле c2 · бяла пешка на бяло поле g2 · бял цар на черно поле g1 | черен топ на черно поле d8 · черен цар на черно поле h8 · черна пешка на черно поле a7 · черна пешка на бяло поле b7 · черен офицер на черно поле e7 · черен топ на черно поле g7 · черна пешка на бяло поле h7 · бял топ на черно поле e5 · бяла дама на бяло поле e4 · бял топ на черно поле f4 · черна дама на черно поле h4 · черна пешка на черно поле c3 · бял кон на бяло поле d3 · бяла пешка на бяло поле a2 · бял офицер на бяло поле c2 · бяла пешка на бяло поле g2 · бял цар на черно поле g1 | черен топ на черно поле d8 · черен цар на черно поле h8 · черна пешка на черно поле a7 · черна пешка на бяло поле b7 · черен офицер на черно поле e7 · черен топ на черно поле g7 · черна пешка на бяло поле h7 · бял топ на черно поле e5 · бяла дама на бяло поле e4 · бял топ на черно поле f4 · черна дама на черно поле h4 · черна пешка на черно поле c3 · бял кон на бяло поле d3 · бяла пешка на бяло поле a2 · бял офицер на бяло поле c2 · бяла пешка на бяло поле g2 · бял цар на черно поле g1 | 7 |
| 6 | черен топ на черно поле d8 · черен цар на черно поле h8 · черна пешка на черно поле a7 · черна пешка на бяло поле b7 · черен офицер на черно поле e7 · черен топ на черно поле g7 · черна пешка на бяло поле h7 · бял топ на черно поле e5 · бяла дама на бяло поле e4 · бял топ на черно поле f4 · черна дама на черно поле h4 · черна пешка на черно поле c3 · бял кон на бяло поле d3 · бяла пешка на бяло поле a2 · бял офицер на бяло поле c2 · бяла пешка на бяло поле g2 · бял цар на черно поле g1 | черен топ на черно поле d8 · черен цар на черно поле h8 · черна пешка на черно поле a7 · черна пешка на бяло поле b7 · черен офицер на черно поле e7 · черен топ на черно поле g7 · черна пешка на бяло поле h7 · бял топ на черно поле e5 · бяла дама на бяло поле e4 · бял топ на черно поле f4 · черна дама на черно поле h4 · черна пешка на черно поле c3 · бял кон на бяло поле d3 · бяла пешка на бяло поле a2 · бял офицер на бяло поле c2 · бяла пешка на бяло поле g2 · бял цар на черно поле g1 | черен топ на черно поле d8 · черен цар на черно поле h8 · черна пешка на черно поле a7 · черна пешка на бяло поле b7 · черен офицер на черно поле e7 · черен топ на черно поле g7 · черна пешка на бяло поле h7 · бял топ на черно поле e5 · бяла дама на бяло поле e4 · бял топ на черно поле f4 · черна дама на черно поле h4 · черна пешка на черно поле c3 · бял кон на бяло поле d3 · бяла пешка на бяло поле a2 · бял офицер на бяло поле c2 · бяла пешка на бяло поле g2 · бял цар на черно поле g1 | черен топ на черно поле d8 · черен цар на черно поле h8 · черна пешка на черно поле a7 · черна пешка на бяло поле b7 · черен офицер на черно поле e7 · черен топ на черно поле g7 · черна пешка на бяло поле h7 · бял топ на черно поле e5 · бяла дама на бяло поле e4 · бял топ на черно поле f4 · черна дама на черно поле h4 · черна пешка на черно поле c3 · бял кон на бяло поле d3 · бяла пешка на бяло поле a2 · бял офицер на бяло поле c2 · бяла пешка на бяло поле g2 · бял цар на черно поле g1 | черен топ на черно поле d8 · черен цар на черно поле h8 · черна пешка на черно поле a7 · черна пешка на бяло поле b7 · черен офицер на черно поле e7 · черен топ на черно поле g7 · черна пешка на бяло поле h7 · бял топ на черно поле e5 · бяла дама на бяло поле e4 · бял топ на черно поле f4 · черна дама на черно поле h4 · черна пешка на черно поле c3 · бял кон на бяло поле d3 · бяла пешка на бяло поле a2 · бял офицер на бяло поле c2 · бяла пешка на бяло поле g2 · бял цар на черно поле g1 | черен топ на черно поле d8 · черен цар на черно поле h8 · черна пешка на черно поле a7 · черна пешка на бяло поле b7 · черен офицер на черно поле e7 · черен топ на черно поле g7 · черна пешка на бяло поле h7 · бял топ на черно поле e5 · бяла дама на бяло поле e4 · бял топ на черно поле f4 · черна дама на черно поле h4 · черна пешка на черно поле c3 · бял кон на бяло поле d3 · бяла пешка на бяло поле a2 · бял офицер на бяло поле c2 · бяла пешка на бяло поле g2 · бял цар на черно поле g1 | черен топ на черно поле d8 · черен цар на черно поле h8 · черна пешка на черно поле a7 · черна пешка на бяло поле b7 · черен офицер на черно поле e7 · черен топ на черно поле g7 · черна пешка на бяло поле h7 · бял топ на черно поле e5 · бяла дама на бяло поле e4 · бял топ на черно поле f4 · черна дама на черно поле h4 · черна пешка на черно поле c3 · бял кон на бяло поле d3 · бяла пешка на бяло поле a2 · бял офицер на бяло поле c2 · бяла пешка на бяло поле g2 · бял цар на черно поле g1 | черен топ на черно поле d8 · черен цар на черно поле h8 · черна пешка на черно поле a7 · черна пешка на бяло поле b7 · черен офицер на черно поле e7 · черен топ на черно поле g7 · черна пешка на бяло поле h7 · бял топ на черно поле e5 · бяла дама на бяло поле e4 · бял топ на черно поле f4 · черна дама на черно поле h4 · черна пешка на черно поле c3 · бял кон на бяло поле d3 · бяла пешка на бяло поле a2 · бял офицер на бяло поле c2 · бяла пешка на бяло поле g2 · бял цар на черно поле g1 | 6 |
| 5 | черен топ на черно поле d8 · черен цар на черно поле h8 · черна пешка на черно поле a7 · черна пешка на бяло поле b7 · черен офицер на черно поле e7 · черен топ на черно поле g7 · черна пешка на бяло поле h7 · бял топ на черно поле e5 · бяла дама на бяло поле e4 · бял топ на черно поле f4 · черна дама на черно поле h4 · черна пешка на черно поле c3 · бял кон на бяло поле d3 · бяла пешка на бяло поле a2 · бял офицер на бяло поле c2 · бяла пешка на бяло поле g2 · бял цар на черно поле g1 | черен топ на черно поле d8 · черен цар на черно поле h8 · черна пешка на черно поле a7 · черна пешка на бяло поле b7 · черен офицер на черно поле e7 · черен топ на черно поле g7 · черна пешка на бяло поле h7 · бял топ на черно поле e5 · бяла дама на бяло поле e4 · бял топ на черно поле f4 · черна дама на черно поле h4 · черна пешка на черно поле c3 · бял кон на бяло поле d3 · бяла пешка на бяло поле a2 · бял офицер на бяло поле c2 · бяла пешка на бяло поле g2 · бял цар на черно поле g1 | черен топ на черно поле d8 · черен цар на черно поле h8 · черна пешка на черно поле a7 · черна пешка на бяло поле b7 · черен офицер на черно поле e7 · черен топ на черно поле g7 · черна пешка на бяло поле h7 · бял топ на черно поле e5 · бяла дама на бяло поле e4 · бял топ на черно поле f4 · черна дама на черно поле h4 · черна пешка на черно поле c3 · бял кон на бяло поле d3 · бяла пешка на бяло поле a2 · бял офицер на бяло поле c2 · бяла пешка на бяло поле g2 · бял цар на черно поле g1 | черен топ на черно поле d8 · черен цар на черно поле h8 · черна пешка на черно поле a7 · черна пешка на бяло поле b7 · черен офицер на черно поле e7 · черен топ на черно поле g7 · черна пешка на бяло поле h7 · бял топ на черно поле e5 · бяла дама на бяло поле e4 · бял топ на черно поле f4 · черна дама на черно поле h4 · черна пешка на черно поле c3 · бял кон на бяло поле d3 · бяла пешка на бяло поле a2 · бял офицер на бяло поле c2 · бяла пешка на бяло поле g2 · бял цар на черно поле g1 | черен топ на черно поле d8 · черен цар на черно поле h8 · черна пешка на черно поле a7 · черна пешка на бяло поле b7 · черен офицер на черно поле e7 · черен топ на черно поле g7 · черна пешка на бяло поле h7 · бял топ на черно поле e5 · бяла дама на бяло поле e4 · бял топ на черно поле f4 · черна дама на черно поле h4 · черна пешка на черно поле c3 · бял кон на бяло поле d3 · бяла пешка на бяло поле a2 · бял офицер на бяло поле c2 · бяла пешка на бяло поле g2 · бял цар на черно поле g1 | черен топ на черно поле d8 · черен цар на черно поле h8 · черна пешка на черно поле a7 · черна пешка на бяло поле b7 · черен офицер на черно поле e7 · черен топ на черно поле g7 · черна пешка на бяло поле h7 · бял топ на черно поле e5 · бяла дама на бяло поле e4 · бял топ на черно поле f4 · черна дама на черно поле h4 · черна пешка на черно поле c3 · бял кон на бяло поле d3 · бяла пешка на бяло поле a2 · бял офицер на бяло поле c2 · бяла пешка на бяло поле g2 · бял цар на черно поле g1 | черен топ на черно поле d8 · черен цар на черно поле h8 · черна пешка на черно поле a7 · черна пешка на бяло поле b7 · черен офицер на черно поле e7 · черен топ на черно поле g7 · черна пешка на бяло поле h7 · бял топ на черно поле e5 · бяла дама на бяло поле e4 · бял топ на черно поле f4 · черна дама на черно поле h4 · черна пешка на черно поле c3 · бял кон на бяло поле d3 · бяла пешка на бяло поле a2 · бял офицер на бяло поле c2 · бяла пешка на бяло поле g2 · бял цар на черно поле g1 | черен топ на черно поле d8 · черен цар на черно поле h8 · черна пешка на черно поле a7 · черна пешка на бяло поле b7 · черен офицер на черно поле e7 · черен топ на черно поле g7 · черна пешка на бяло поле h7 · бял топ на черно поле e5 · бяла дама на бяло поле e4 · бял топ на черно поле f4 · черна дама на черно поле h4 · черна пешка на черно поле c3 · бял кон на бяло поле d3 · бяла пешка на бяло поле a2 · бял офицер на бяло поле c2 · бяла пешка на бяло поле g2 · бял цар на черно поле g1 | 5 |
| 4 | черен топ на черно поле d8 · черен цар на черно поле h8 · черна пешка на черно поле a7 · черна пешка на бяло поле b7 · черен офицер на черно поле e7 · черен топ на черно поле g7 · черна пешка на бяло поле h7 · бял топ на черно поле e5 · бяла дама на бяло поле e4 · бял топ на черно поле f4 · черна дама на черно поле h4 · черна пешка на черно поле c3 · бял кон на бяло поле d3 · бяла пешка на бяло поле a2 · бял офицер на бяло поле c2 · бяла пешка на бяло поле g2 · бял цар на черно поле g1 | черен топ на черно поле d8 · черен цар на черно поле h8 · черна пешка на черно поле a7 · черна пешка на бяло поле b7 · черен офицер на черно поле e7 · черен топ на черно поле g7 · черна пешка на бяло поле h7 · бял топ на черно поле e5 · бяла дама на бяло поле e4 · бял топ на черно поле f4 · черна дама на черно поле h4 · черна пешка на черно поле c3 · бял кон на бяло поле d3 · бяла пешка на бяло поле a2 · бял офицер на бяло поле c2 · бяла пешка на бяло поле g2 · бял цар на черно поле g1 | черен топ на черно поле d8 · черен цар на черно поле h8 · черна пешка на черно поле a7 · черна пешка на бяло поле b7 · черен офицер на черно поле e7 · черен топ на черно поле g7 · черна пешка на бяло поле h7 · бял топ на черно поле e5 · бяла дама на бяло поле e4 · бял топ на черно поле f4 · черна дама на черно поле h4 · черна пешка на черно поле c3 · бял кон на бяло поле d3 · бяла пешка на бяло поле a2 · бял офицер на бяло поле c2 · бяла пешка на бяло поле g2 · бял цар на черно поле g1 | черен топ на черно поле d8 · черен цар на черно поле h8 · черна пешка на черно поле a7 · черна пешка на бяло поле b7 · черен офицер на черно поле e7 · черен топ на черно поле g7 · черна пешка на бяло поле h7 · бял топ на черно поле e5 · бяла дама на бяло поле e4 · бял топ на черно поле f4 · черна дама на черно поле h4 · черна пешка на черно поле c3 · бял кон на бяло поле d3 · бяла пешка на бяло поле a2 · бял офицер на бяло поле c2 · бяла пешка на бяло поле g2 · бял цар на черно поле g1 | черен топ на черно поле d8 · черен цар на черно поле h8 · черна пешка на черно поле a7 · черна пешка на бяло поле b7 · черен офицер на черно поле e7 · черен топ на черно поле g7 · черна пешка на бяло поле h7 · бял топ на черно поле e5 · бяла дама на бяло поле e4 · бял топ на черно поле f4 · черна дама на черно поле h4 · черна пешка на черно поле c3 · бял кон на бяло поле d3 · бяла пешка на бяло поле a2 · бял офицер на бяло поле c2 · бяла пешка на бяло поле g2 · бял цар на черно поле g1 | черен топ на черно поле d8 · черен цар на черно поле h8 · черна пешка на черно поле a7 · черна пешка на бяло поле b7 · черен офицер на черно поле e7 · черен топ на черно поле g7 · черна пешка на бяло поле h7 · бял топ на черно поле e5 · бяла дама на бяло поле e4 · бял топ на черно поле f4 · черна дама на черно поле h4 · черна пешка на черно поле c3 · бял кон на бяло поле d3 · бяла пешка на бяло поле a2 · бял офицер на бяло поле c2 · бяла пешка на бяло поле g2 · бял цар на черно поле g1 | черен топ на черно поле d8 · черен цар на черно поле h8 · черна пешка на черно поле a7 · черна пешка на бяло поле b7 · черен офицер на черно поле e7 · черен топ на черно поле g7 · черна пешка на бяло поле h7 · бял топ на черно поле e5 · бяла дама на бяло поле e4 · бял топ на черно поле f4 · черна дама на черно поле h4 · черна пешка на черно поле c3 · бял кон на бяло поле d3 · бяла пешка на бяло поле a2 · бял офицер на бяло поле c2 · бяла пешка на бяло поле g2 · бял цар на черно поле g1 | черен топ на черно поле d8 · черен цар на черно поле h8 · черна пешка на черно поле a7 · черна пешка на бяло поле b7 · черен офицер на черно поле e7 · черен топ на черно поле g7 · черна пешка на бяло поле h7 · бял топ на черно поле e5 · бяла дама на бяло поле e4 · бял топ на черно поле f4 · черна дама на черно поле h4 · черна пешка на черно поле c3 · бял кон на бяло поле d3 · бяла пешка на бяло поле a2 · бял офицер на бяло поле c2 · бяла пешка на бяло поле g2 · бял цар на черно поле g1 | 4 |
| 3 | черен топ на черно поле d8 · черен цар на черно поле h8 · черна пешка на черно поле a7 · черна пешка на бяло поле b7 · черен офицер на черно поле e7 · черен топ на черно поле g7 · черна пешка на бяло поле h7 · бял топ на черно поле e5 · бяла дама на бяло поле e4 · бял топ на черно поле f4 · черна дама на черно поле h4 · черна пешка на черно поле c3 · бял кон на бяло поле d3 · бяла пешка на бяло поле a2 · бял офицер на бяло поле c2 · бяла пешка на бяло поле g2 · бял цар на черно поле g1 | черен топ на черно поле d8 · черен цар на черно поле h8 · черна пешка на черно поле a7 · черна пешка на бяло поле b7 · черен офицер на черно поле e7 · черен топ на черно поле g7 · черна пешка на бяло поле h7 · бял топ на черно поле e5 · бяла дама на бяло поле e4 · бял топ на черно поле f4 · черна дама на черно поле h4 · черна пешка на черно поле c3 · бял кон на бяло поле d3 · бяла пешка на бяло поле a2 · бял офицер на бяло поле c2 · бяла пешка на бяло поле g2 · бял цар на черно поле g1 | черен топ на черно поле d8 · черен цар на черно поле h8 · черна пешка на черно поле a7 · черна пешка на бяло поле b7 · черен офицер на черно поле e7 · черен топ на черно поле g7 · черна пешка на бяло поле h7 · бял топ на черно поле e5 · бяла дама на бяло поле e4 · бял топ на черно поле f4 · черна дама на черно поле h4 · черна пешка на черно поле c3 · бял кон на бяло поле d3 · бяла пешка на бяло поле a2 · бял офицер на бяло поле c2 · бяла пешка на бяло поле g2 · бял цар на черно поле g1 | черен топ на черно поле d8 · черен цар на черно поле h8 · черна пешка на черно поле a7 · черна пешка на бяло поле b7 · черен офицер на черно поле e7 · черен топ на черно поле g7 · черна пешка на бяло поле h7 · бял топ на черно поле e5 · бяла дама на бяло поле e4 · бял топ на черно поле f4 · черна дама на черно поле h4 · черна пешка на черно поле c3 · бял кон на бяло поле d3 · бяла пешка на бяло поле a2 · бял офицер на бяло поле c2 · бяла пешка на бяло поле g2 · бял цар на черно поле g1 | черен топ на черно поле d8 · черен цар на черно поле h8 · черна пешка на черно поле a7 · черна пешка на бяло поле b7 · черен офицер на черно поле e7 · черен топ на черно поле g7 · черна пешка на бяло поле h7 · бял топ на черно поле e5 · бяла дама на бяло поле e4 · бял топ на черно поле f4 · черна дама на черно поле h4 · черна пешка на черно поле c3 · бял кон на бяло поле d3 · бяла пешка на бяло поле a2 · бял офицер на бяло поле c2 · бяла пешка на бяло поле g2 · бял цар на черно поле g1 | черен топ на черно поле d8 · черен цар на черно поле h8 · черна пешка на черно поле a7 · черна пешка на бяло поле b7 · черен офицер на черно поле e7 · черен топ на черно поле g7 · черна пешка на бяло поле h7 · бял топ на черно поле e5 · бяла дама на бяло поле e4 · бял топ на черно поле f4 · черна дама на черно поле h4 · черна пешка на черно поле c3 · бял кон на бяло поле d3 · бяла пешка на бяло поле a2 · бял офицер на бяло поле c2 · бяла пешка на бяло поле g2 · бял цар на черно поле g1 | черен топ на черно поле d8 · черен цар на черно поле h8 · черна пешка на черно поле a7 · черна пешка на бяло поле b7 · черен офицер на черно поле e7 · черен топ на черно поле g7 · черна пешка на бяло поле h7 · бял топ на черно поле e5 · бяла дама на бяло поле e4 · бял топ на черно поле f4 · черна дама на черно поле h4 · черна пешка на черно поле c3 · бял кон на бяло поле d3 · бяла пешка на бяло поле a2 · бял офицер на бяло поле c2 · бяла пешка на бяло поле g2 · бял цар на черно поле g1 | черен топ на черно поле d8 · черен цар на черно поле h8 · черна пешка на черно поле a7 · черна пешка на бяло поле b7 · черен офицер на черно поле e7 · черен топ на черно поле g7 · черна пешка на бяло поле h7 · бял топ на черно поле e5 · бяла дама на бяло поле e4 · бял топ на черно поле f4 · черна дама на черно поле h4 · черна пешка на черно поле c3 · бял кон на бяло поле d3 · бяла пешка на бяло поле a2 · бял офицер на бяло поле c2 · бяла пешка на бяло поле g2 · бял цар на черно поле g1 | 3 |
| 2 | черен топ на черно поле d8 · черен цар на черно поле h8 · черна пешка на черно поле a7 · черна пешка на бяло поле b7 · черен офицер на черно поле e7 · черен топ на черно поле g7 · черна пешка на бяло поле h7 · бял топ на черно поле e5 · бяла дама на бяло поле e4 · бял топ на черно поле f4 · черна дама на черно поле h4 · черна пешка на черно поле c3 · бял кон на бяло поле d3 · бяла пешка на бяло поле a2 · бял офицер на бяло поле c2 · бяла пешка на бяло поле g2 · бял цар на черно поле g1 | черен топ на черно поле d8 · черен цар на черно поле h8 · черна пешка на черно поле a7 · черна пешка на бяло поле b7 · черен офицер на черно поле e7 · черен топ на черно поле g7 · черна пешка на бяло поле h7 · бял топ на черно поле e5 · бяла дама на бяло поле e4 · бял топ на черно поле f4 · черна дама на черно поле h4 · черна пешка на черно поле c3 · бял кон на бяло поле d3 · бяла пешка на бяло поле a2 · бял офицер на бяло поле c2 · бяла пешка на бяло поле g2 · бял цар на черно поле g1 | черен топ на черно поле d8 · черен цар на черно поле h8 · черна пешка на черно поле a7 · черна пешка на бяло поле b7 · черен офицер на черно поле e7 · черен топ на черно поле g7 · черна пешка на бяло поле h7 · бял топ на черно поле e5 · бяла дама на бяло поле e4 · бял топ на черно поле f4 · черна дама на черно поле h4 · черна пешка на черно поле c3 · бял кон на бяло поле d3 · бяла пешка на бяло поле a2 · бял офицер на бяло поле c2 · бяла пешка на бяло поле g2 · бял цар на черно поле g1 | черен топ на черно поле d8 · черен цар на черно поле h8 · черна пешка на черно поле a7 · черна пешка на бяло поле b7 · черен офицер на черно поле e7 · черен топ на черно поле g7 · черна пешка на бяло поле h7 · бял топ на черно поле e5 · бяла дама на бяло поле e4 · бял топ на черно поле f4 · черна дама на черно поле h4 · черна пешка на черно поле c3 · бял кон на бяло поле d3 · бяла пешка на бяло поле a2 · бял офицер на бяло поле c2 · бяла пешка на бяло поле g2 · бял цар на черно поле g1 | черен топ на черно поле d8 · черен цар на черно поле h8 · черна пешка на черно поле a7 · черна пешка на бяло поле b7 · черен офицер на черно поле e7 · черен топ на черно поле g7 · черна пешка на бяло поле h7 · бял топ на черно поле e5 · бяла дама на бяло поле e4 · бял топ на черно поле f4 · черна дама на черно поле h4 · черна пешка на черно поле c3 · бял кон на бяло поле d3 · бяла пешка на бяло поле a2 · бял офицер на бяло поле c2 · бяла пешка на бяло поле g2 · бял цар на черно поле g1 | черен топ на черно поле d8 · черен цар на черно поле h8 · черна пешка на черно поле a7 · черна пешка на бяло поле b7 · черен офицер на черно поле e7 · черен топ на черно поле g7 · черна пешка на бяло поле h7 · бял топ на черно поле e5 · бяла дама на бяло поле e4 · бял топ на черно поле f4 · черна дама на черно поле h4 · черна пешка на черно поле c3 · бял кон на бяло поле d3 · бяла пешка на бяло поле a2 · бял офицер на бяло поле c2 · бяла пешка на бяло поле g2 · бял цар на черно поле g1 | черен топ на черно поле d8 · черен цар на черно поле h8 · черна пешка на черно поле a7 · черна пешка на бяло поле b7 · черен офицер на черно поле e7 · черен топ на черно поле g7 · черна пешка на бяло поле h7 · бял топ на черно поле e5 · бяла дама на бяло поле e4 · бял топ на черно поле f4 · черна дама на черно поле h4 · черна пешка на черно поле c3 · бял кон на бяло поле d3 · бяла пешка на бяло поле a2 · бял офицер на бяло поле c2 · бяла пешка на бяло поле g2 · бял цар на черно поле g1 | черен топ на черно поле d8 · черен цар на черно поле h8 · черна пешка на черно поле a7 · черна пешка на бяло поле b7 · черен офицер на черно поле e7 · черен топ на черно поле g7 · черна пешка на бяло поле h7 · бял топ на черно поле e5 · бяла дама на бяло поле e4 · бял топ на черно поле f4 · черна дама на черно поле h4 · черна пешка на черно поле c3 · бял кон на бяло поле d3 · бяла пешка на бяло поле a2 · бял офицер на бяло поле c2 · бяла пешка на бяло поле g2 · бял цар на черно поле g1 | 2 |
| 1 | черен топ на черно поле d8 · черен цар на черно поле h8 · черна пешка на черно поле a7 · черна пешка на бяло поле b7 · черен офицер на черно поле e7 · черен топ на черно поле g7 · черна пешка на бяло поле h7 · бял топ на черно поле e5 · бяла дама на бяло поле e4 · бял топ на черно поле f4 · черна дама на черно поле h4 · черна пешка на черно поле c3 · бял кон на бяло поле d3 · бяла пешка на бяло поле a2 · бял офицер на бяло поле c2 · бяла пешка на бяло поле g2 · бял цар на черно поле g1 | черен топ на черно поле d8 · черен цар на черно поле h8 · черна пешка на черно поле a7 · черна пешка на бяло поле b7 · черен офицер на черно поле e7 · черен топ на черно поле g7 · черна пешка на бяло поле h7 · бял топ на черно поле e5 · бяла дама на бяло поле e4 · бял топ на черно поле f4 · черна дама на черно поле h4 · черна пешка на черно поле c3 · бял кон на бяло поле d3 · бяла пешка на бяло поле a2 · бял офицер на бяло поле c2 · бяла пешка на бяло поле g2 · бял цар на черно поле g1 | черен топ на черно поле d8 · черен цар на черно поле h8 · черна пешка на черно поле a7 · черна пешка на бяло поле b7 · черен офицер на черно поле e7 · черен топ на черно поле g7 · черна пешка на бяло поле h7 · бял топ на черно поле e5 · бяла дама на бяло поле e4 · бял топ на черно поле f4 · черна дама на черно поле h4 · черна пешка на черно поле c3 · бял кон на бяло поле d3 · бяла пешка на бяло поле a2 · бял офицер на бяло поле c2 · бяла пешка на бяло поле g2 · бял цар на черно поле g1 | черен топ на черно поле d8 · черен цар на черно поле h8 · черна пешка на черно поле a7 · черна пешка на бяло поле b7 · черен офицер на черно поле e7 · черен топ на черно поле g7 · черна пешка на бяло поле h7 · бял топ на черно поле e5 · бяла дама на бяло поле e4 · бял топ на черно поле f4 · черна дама на черно поле h4 · черна пешка на черно поле c3 · бял кон на бяло поле d3 · бяла пешка на бяло поле a2 · бял офицер на бяло поле c2 · бяла пешка на бяло поле g2 · бял цар на черно поле g1 | черен топ на черно поле d8 · черен цар на черно поле h8 · черна пешка на черно поле a7 · черна пешка на бяло поле b7 · черен офицер на черно поле e7 · черен топ на черно поле g7 · черна пешка на бяло поле h7 · бял топ на черно поле e5 · бяла дама на бяло поле e4 · бял топ на черно поле f4 · черна дама на черно поле h4 · черна пешка на черно поле c3 · бял кон на бяло поле d3 · бяла пешка на бяло поле a2 · бял офицер на бяло поле c2 · бяла пешка на бяло поле g2 · бял цар на черно поле g1 | черен топ на черно поле d8 · черен цар на черно поле h8 · черна пешка на черно поле a7 · черна пешка на бяло поле b7 · черен офицер на черно поле e7 · черен топ на черно поле g7 · черна пешка на бяло поле h7 · бял топ на черно поле e5 · бяла дама на бяло поле e4 · бял топ на черно поле f4 · черна дама на черно поле h4 · черна пешка на черно поле c3 · бял кон на бяло поле d3 · бяла пешка на бяло поле a2 · бял офицер на бяло поле c2 · бяла пешка на бяло поле g2 · бял цар на черно поле g1 | черен топ на черно поле d8 · черен цар на черно поле h8 · черна пешка на черно поле a7 · черна пешка на бяло поле b7 · черен офицер на черно поле e7 · черен топ на черно поле g7 · черна пешка на бяло поле h7 · бял топ на черно поле e5 · бяла дама на бяло поле e4 · бял топ на черно поле f4 · черна дама на черно поле h4 · черна пешка на черно поле c3 · бял кон на бяло поле d3 · бяла пешка на бяло поле a2 · бял офицер на бяло поле c2 · бяла пешка на бяло поле g2 · бял цар на черно поле g1 | черен топ на черно поле d8 · черен цар на черно поле h8 · черна пешка на черно поле a7 · черна пешка на бяло поле b7 · черен офицер на черно поле e7 · черен топ на черно поле g7 · черна пешка на бяло поле h7 · бял топ на черно поле e5 · бяла дама на бяло поле e4 · бял топ на черно поле f4 · черна дама на черно поле h4 · черна пешка на черно поле c3 · бял кон на бяло поле d3 · бяла пешка на бяло поле a2 · бял офицер на бяло поле c2 · бяла пешка на бяло поле g2 · бял цар на черно поле g1 | 1 |
|   | a | b | c | d | e | f | g | h |   |

1. Борис Спаски – Давид Бронщайн 1 – 0
Ленинград, 1960.

1. e4 e5 2. f4 e:f4 3. Кf3 d5 4. e:d5 Оd6 5. Кс3 Кe7 6. d4 0 – 0 7. Оd3 Кd7 8. 0 – 0 h6 (коментаторите посочват за по-силно 8…Кf6! А ходът в партията отслабва позицията на черния цар ) 9. Кe4! Жертва на пешка за перспектива на атаката. …К:d5 10. c4 Кe3 11. О:e3 f:e3 12. c5 Оe7. 13. Оc2! Спаски нарича този ход, привеждащ прицелването на «батареята» в полето h7, най-трудният в партията 13…Тe8 14. Дd3 e2? Позволява на белите да проведат ефектна печеливша атака. Следвало е да се изиграе 14…Кf8!, връщайки пешката. 15. Кd6! (диаграма 1). Белите позволяват да се вземе топа им с шах, обаче неразвитите фигури и слабостите на царския фланг в куп с неточната игра на черните решават изхода на партията. Сам Спаски указва, че по-силно е спокойното 15. Тf2, обаче той съзнателно отива на този вариант, тъй като Бронщайн към този момент изпитвал цайтнот, а ефектният ход трябвало да стане силен психологически удар . 15…Кf8?! Сергей Шипов указва като по-добро продължение 15…О:d6! 16. Дh7+ Цf8 17. c:d e:f1Д+ 18. Т:f1 c:d 19. Дh8+ Цe7 20. Тe1+ Кe5. Но и там белите имат по-силна атака за качество. 16. К:f7! e:f1Д+ 17. Т:f1 Оf5. На 17…Ц:f7 следва ефектен мат 18. Кe5+ Цg8 19. Дh7+!! К:h7 20. Оb3+ Цh8 21. Кg6#. 18. Д:f5 Дd7 19. Дf4 Оf6 20. К3e5 Дe7 21. Оb3 О:e5 22. К:e5+ Цh7 23. Дe4+. Черните се предават, понеже със следващия ход 24. Т:f8 белите завършват партията.
2. Борис Спаски – Роберт Фишер 1 – 0
Мар дел Плата, 1960.

Приет царски гамбит – гамбит Киезирицки, вариант Рубинщайн – С39.

1. e4 e5 2. f4 e:f4 3. Кf3 g5 4. h4 g4 5. Кe5 Кf6 6. d4 d6 7. Кd3 К:e4 8. О:f4 Оg7 9. Кc3?! К:c3 10. b:c3 c5 11. Оe2 c:d4 12. O-O Кc6 13. О:g4 O-O 14. О:c8 Т:c8 15. Дg4 f5 16. Дg3 d:c3 17. Тae1 Цh8 18. Цh1 Тg8 19. О:d6 Оf8 20. Оe5 К:e5 21. Д:e5+ Тg7? По-добре е 24. ...Og7 с шех и развитие на офицера на защитна позиция пред царя. 22. Т:f5 Дh4+ 23. Цg1 Дg4! 24. Тf2 Оe7? Фишер развива офицера на неподходящо поле, белите фигури владеят центъра и Спаски успешно го атакува заедно с дамата. 25. Тe4! Дg5 26. Дd4 Тf8 27. Тe5! Тd8 28. Дe4 Дh4 29. Тf4! (диаграма 2). Черната дама е принудена да отстъпи на поле, откъдето не пази офицера и Фишер се предава.
3. Бент Ларсен – Борис Спаски 0 – 1

Белград, 1970. Мач СССР – Останалия свят

Aтaка Нимцoвич – Лaрсeн, Moдeрен вариант – A01.

1. b3? e5 2. Оb2 Ларсен прави дебютен експеримент, който не повтаря никога повече. 2. ... Кc6 3. c4 Кf6 4. Кf3 e4 5. Кd4 Оc5 6. Кc6 d:c6 7. e3 Оf5 8. Дc2? Белите фигури заемат неудачни позиции встрани от наближаващата буря. Датският шахматист не вижда опасността, а дамският му фланг остава недоразвит. Особено впечатляващи са пасивните централни пешки d2 и е3. 8. ...Дe7 9. Оe2 O-O-O 10. f4? Наложително беше 10. Кс3 и 11. O-O-O. Така белият цар остава незащитен. 
10. ...Кg4 11. g3? h5! 12. h3 (диаграма 3) 12. ...h4!! Спаски жертва фигура за много силна атака,
|   | a | b | c | d | e | f | g | h |   |
| 8 | черен цар на бяло поле c8 · черен топ на черно поле d8 · черен топ на черно поле h8 · черна пешка на черно поле a7 · черна пешка на бяло поле b7 · черна пешка на черно поле c7 · черна дама на черно поле e7 · черна пешка на бяло поле f7 · черна пешка на черно поле g7 · черна пешка на бяло поле c6 · черен офицер на черно поле c5 · черен офицер на бяло поле f5 · черна пешка на бяло поле h5 · бяла пешка на бяло поле c4 · черна пешка на бяло поле e4 · бяла пешка на черно поле f4 · черен кон на бяло поле g4 · бяла пешка на бяло поле b3 · бяла пешка на черно поле e3 · бяла пешка на черно поле g3 · бяла пешка на бяло поле h3 · бяла пешка на бяло поле a2 · бял офицер на черно поле b2 · бяла дама на бяло поле c2 · бяла пешка на черно поле d2 · бял офицер на бяло поле e2 · бял топ на черно поле a1 · бял кон на бяло поле b1 · бял цар на черно поле e1 · бял топ на бяло поле h1 | черен цар на бяло поле c8 · черен топ на черно поле d8 · черен топ на черно поле h8 · черна пешка на черно поле a7 · черна пешка на бяло поле b7 · черна пешка на черно поле c7 · черна дама на черно поле e7 · черна пешка на бяло поле f7 · черна пешка на черно поле g7 · черна пешка на бяло поле c6 · черен офицер на черно поле c5 · черен офицер на бяло поле f5 · черна пешка на бяло поле h5 · бяла пешка на бяло поле c4 · черна пешка на бяло поле e4 · бяла пешка на черно поле f4 · черен кон на бяло поле g4 · бяла пешка на бяло поле b3 · бяла пешка на черно поле e3 · бяла пешка на черно поле g3 · бяла пешка на бяло поле h3 · бяла пешка на бяло поле a2 · бял офицер на черно поле b2 · бяла дама на бяло поле c2 · бяла пешка на черно поле d2 · бял офицер на бяло поле e2 · бял топ на черно поле a1 · бял кон на бяло поле b1 · бял цар на черно поле e1 · бял топ на бяло поле h1 | черен цар на бяло поле c8 · черен топ на черно поле d8 · черен топ на черно поле h8 · черна пешка на черно поле a7 · черна пешка на бяло поле b7 · черна пешка на черно поле c7 · черна дама на черно поле e7 · черна пешка на бяло поле f7 · черна пешка на черно поле g7 · черна пешка на бяло поле c6 · черен офицер на черно поле c5 · черен офицер на бяло поле f5 · черна пешка на бяло поле h5 · бяла пешка на бяло поле c4 · черна пешка на бяло поле e4 · бяла пешка на черно поле f4 · черен кон на бяло поле g4 · бяла пешка на бяло поле b3 · бяла пешка на черно поле e3 · бяла пешка на черно поле g3 · бяла пешка на бяло поле h3 · бяла пешка на бяло поле a2 · бял офицер на черно поле b2 · бяла дама на бяло поле c2 · бяла пешка на черно поле d2 · бял офицер на бяло поле e2 · бял топ на черно поле a1 · бял кон на бяло поле b1 · бял цар на черно поле e1 · бял топ на бяло поле h1 | черен цар на бяло поле c8 · черен топ на черно поле d8 · черен топ на черно поле h8 · черна пешка на черно поле a7 · черна пешка на бяло поле b7 · черна пешка на черно поле c7 · черна дама на черно поле e7 · черна пешка на бяло поле f7 · черна пешка на черно поле g7 · черна пешка на бяло поле c6 · черен офицер на черно поле c5 · черен офицер на бяло поле f5 · черна пешка на бяло поле h5 · бяла пешка на бяло поле c4 · черна пешка на бяло поле e4 · бяла пешка на черно поле f4 · черен кон на бяло поле g4 · бяла пешка на бяло поле b3 · бяла пешка на черно поле e3 · бяла пешка на черно поле g3 · бяла пешка на бяло поле h3 · бяла пешка на бяло поле a2 · бял офицер на черно поле b2 · бяла дама на бяло поле c2 · бяла пешка на черно поле d2 · бял офицер на бяло поле e2 · бял топ на черно поле a1 · бял кон на бяло поле b1 · бял цар на черно поле e1 · бял топ на бяло поле h1 | черен цар на бяло поле c8 · черен топ на черно поле d8 · черен топ на черно поле h8 · черна пешка на черно поле a7 · черна пешка на бяло поле b7 · черна пешка на черно поле c7 · черна дама на черно поле e7 · черна пешка на бяло поле f7 · черна пешка на черно поле g7 · черна пешка на бяло поле c6 · черен офицер на черно поле c5 · черен офицер на бяло поле f5 · черна пешка на бяло поле h5 · бяла пешка на бяло поле c4 · черна пешка на бяло поле e4 · бяла пешка на черно поле f4 · черен кон на бяло поле g4 · бяла пешка на бяло поле b3 · бяла пешка на черно поле e3 · бяла пешка на черно поле g3 · бяла пешка на бяло поле h3 · бяла пешка на бяло поле a2 · бял офицер на черно поле b2 · бяла дама на бяло поле c2 · бяла пешка на черно поле d2 · бял офицер на бяло поле e2 · бял топ на черно поле a1 · бял кон на бяло поле b1 · бял цар на черно поле e1 · бял топ на бяло поле h1 | черен цар на бяло поле c8 · черен топ на черно поле d8 · черен топ на черно поле h8 · черна пешка на черно поле a7 · черна пешка на бяло поле b7 · черна пешка на черно поле c7 · черна дама на черно поле e7 · черна пешка на бяло поле f7 · черна пешка на черно поле g7 · черна пешка на бяло поле c6 · черен офицер на черно поле c5 · черен офицер на бяло поле f5 · черна пешка на бяло поле h5 · бяла пешка на бяло поле c4 · черна пешка на бяло поле e4 · бяла пешка на черно поле f4 · черен кон на бяло поле g4 · бяла пешка на бяло поле b3 · бяла пешка на черно поле e3 · бяла пешка на черно поле g3 · бяла пешка на бяло поле h3 · бяла пешка на бяло поле a2 · бял офицер на черно поле b2 · бяла дама на бяло поле c2 · бяла пешка на черно поле d2 · бял офицер на бяло поле e2 · бял топ на черно поле a1 · бял кон на бяло поле b1 · бял цар на черно поле e1 · бял топ на бяло поле h1 | черен цар на бяло поле c8 · черен топ на черно поле d8 · черен топ на черно поле h8 · черна пешка на черно поле a7 · черна пешка на бяло поле b7 · черна пешка на черно поле c7 · черна дама на черно поле e7 · черна пешка на бяло поле f7 · черна пешка на черно поле g7 · черна пешка на бяло поле c6 · черен офицер на черно поле c5 · черен офицер на бяло поле f5 · черна пешка на бяло поле h5 · бяла пешка на бяло поле c4 · черна пешка на бяло поле e4 · бяла пешка на черно поле f4 · черен кон на бяло поле g4 · бяла пешка на бяло поле b3 · бяла пешка на черно поле e3 · бяла пешка на черно поле g3 · бяла пешка на бяло поле h3 · бяла пешка на бяло поле a2 · бял офицер на черно поле b2 · бяла дама на бяло поле c2 · бяла пешка на черно поле d2 · бял офицер на бяло поле e2 · бял топ на черно поле a1 · бял кон на бяло поле b1 · бял цар на черно поле e1 · бял топ на бяло поле h1 | черен цар на бяло поле c8 · черен топ на черно поле d8 · черен топ на черно поле h8 · черна пешка на черно поле a7 · черна пешка на бяло поле b7 · черна пешка на черно поле c7 · черна дама на черно поле e7 · черна пешка на бяло поле f7 · черна пешка на черно поле g7 · черна пешка на бяло поле c6 · черен офицер на черно поле c5 · черен офицер на бяло поле f5 · черна пешка на бяло поле h5 · бяла пешка на бяло поле c4 · черна пешка на бяло поле e4 · бяла пешка на черно поле f4 · черен кон на бяло поле g4 · бяла пешка на бяло поле b3 · бяла пешка на черно поле e3 · бяла пешка на черно поле g3 · бяла пешка на бяло поле h3 · бяла пешка на бяло поле a2 · бял офицер на черно поле b2 · бяла дама на бяло поле c2 · бяла пешка на черно поле d2 · бял офицер на бяло поле e2 · бял топ на черно поле a1 · бял кон на бяло поле b1 · бял цар на черно поле e1 · бял топ на бяло поле h1 | 8 |
| 7 | черен цар на бяло поле c8 · черен топ на черно поле d8 · черен топ на черно поле h8 · черна пешка на черно поле a7 · черна пешка на бяло поле b7 · черна пешка на черно поле c7 · черна дама на черно поле e7 · черна пешка на бяло поле f7 · черна пешка на черно поле g7 · черна пешка на бяло поле c6 · черен офицер на черно поле c5 · черен офицер на бяло поле f5 · черна пешка на бяло поле h5 · бяла пешка на бяло поле c4 · черна пешка на бяло поле e4 · бяла пешка на черно поле f4 · черен кон на бяло поле g4 · бяла пешка на бяло поле b3 · бяла пешка на черно поле e3 · бяла пешка на черно поле g3 · бяла пешка на бяло поле h3 · бяла пешка на бяло поле a2 · бял офицер на черно поле b2 · бяла дама на бяло поле c2 · бяла пешка на черно поле d2 · бял офицер на бяло поле e2 · бял топ на черно поле a1 · бял кон на бяло поле b1 · бял цар на черно поле e1 · бял топ на бяло поле h1 | черен цар на бяло поле c8 · черен топ на черно поле d8 · черен топ на черно поле h8 · черна пешка на черно поле a7 · черна пешка на бяло поле b7 · черна пешка на черно поле c7 · черна дама на черно поле e7 · черна пешка на бяло поле f7 · черна пешка на черно поле g7 · черна пешка на бяло поле c6 · черен офицер на черно поле c5 · черен офицер на бяло поле f5 · черна пешка на бяло поле h5 · бяла пешка на бяло поле c4 · черна пешка на бяло поле e4 · бяла пешка на черно поле f4 · черен кон на бяло поле g4 · бяла пешка на бяло поле b3 · бяла пешка на черно поле e3 · бяла пешка на черно поле g3 · бяла пешка на бяло поле h3 · бяла пешка на бяло поле a2 · бял офицер на черно поле b2 · бяла дама на бяло поле c2 · бяла пешка на черно поле d2 · бял офицер на бяло поле e2 · бял топ на черно поле a1 · бял кон на бяло поле b1 · бял цар на черно поле e1 · бял топ на бяло поле h1 | черен цар на бяло поле c8 · черен топ на черно поле d8 · черен топ на черно поле h8 · черна пешка на черно поле a7 · черна пешка на бяло поле b7 · черна пешка на черно поле c7 · черна дама на черно поле e7 · черна пешка на бяло поле f7 · черна пешка на черно поле g7 · черна пешка на бяло поле c6 · черен офицер на черно поле c5 · черен офицер на бяло поле f5 · черна пешка на бяло поле h5 · бяла пешка на бяло поле c4 · черна пешка на бяло поле e4 · бяла пешка на черно поле f4 · черен кон на бяло поле g4 · бяла пешка на бяло поле b3 · бяла пешка на черно поле e3 · бяла пешка на черно поле g3 · бяла пешка на бяло поле h3 · бяла пешка на бяло поле a2 · бял офицер на черно поле b2 · бяла дама на бяло поле c2 · бяла пешка на черно поле d2 · бял офицер на бяло поле e2 · бял топ на черно поле a1 · бял кон на бяло поле b1 · бял цар на черно поле e1 · бял топ на бяло поле h1 | черен цар на бяло поле c8 · черен топ на черно поле d8 · черен топ на черно поле h8 · черна пешка на черно поле a7 · черна пешка на бяло поле b7 · черна пешка на черно поле c7 · черна дама на черно поле e7 · черна пешка на бяло поле f7 · черна пешка на черно поле g7 · черна пешка на бяло поле c6 · черен офицер на черно поле c5 · черен офицер на бяло поле f5 · черна пешка на бяло поле h5 · бяла пешка на бяло поле c4 · черна пешка на бяло поле e4 · бяла пешка на черно поле f4 · черен кон на бяло поле g4 · бяла пешка на бяло поле b3 · бяла пешка на черно поле e3 · бяла пешка на черно поле g3 · бяла пешка на бяло поле h3 · бяла пешка на бяло поле a2 · бял офицер на черно поле b2 · бяла дама на бяло поле c2 · бяла пешка на черно поле d2 · бял офицер на бяло поле e2 · бял топ на черно поле a1 · бял кон на бяло поле b1 · бял цар на черно поле e1 · бял топ на бяло поле h1 | черен цар на бяло поле c8 · черен топ на черно поле d8 · черен топ на черно поле h8 · черна пешка на черно поле a7 · черна пешка на бяло поле b7 · черна пешка на черно поле c7 · черна дама на черно поле e7 · черна пешка на бяло поле f7 · черна пешка на черно поле g7 · черна пешка на бяло поле c6 · черен офицер на черно поле c5 · черен офицер на бяло поле f5 · черна пешка на бяло поле h5 · бяла пешка на бяло поле c4 · черна пешка на бяло поле e4 · бяла пешка на черно поле f4 · черен кон на бяло поле g4 · бяла пешка на бяло поле b3 · бяла пешка на черно поле e3 · бяла пешка на черно поле g3 · бяла пешка на бяло поле h3 · бяла пешка на бяло поле a2 · бял офицер на черно поле b2 · бяла дама на бяло поле c2 · бяла пешка на черно поле d2 · бял офицер на бяло поле e2 · бял топ на черно поле a1 · бял кон на бяло поле b1 · бял цар на черно поле e1 · бял топ на бяло поле h1 | черен цар на бяло поле c8 · черен топ на черно поле d8 · черен топ на черно поле h8 · черна пешка на черно поле a7 · черна пешка на бяло поле b7 · черна пешка на черно поле c7 · черна дама на черно поле e7 · черна пешка на бяло поле f7 · черна пешка на черно поле g7 · черна пешка на бяло поле c6 · черен офицер на черно поле c5 · черен офицер на бяло поле f5 · черна пешка на бяло поле h5 · бяла пешка на бяло поле c4 · черна пешка на бяло поле e4 · бяла пешка на черно поле f4 · черен кон на бяло поле g4 · бяла пешка на бяло поле b3 · бяла пешка на черно поле e3 · бяла пешка на черно поле g3 · бяла пешка на бяло поле h3 · бяла пешка на бяло поле a2 · бял офицер на черно поле b2 · бяла дама на бяло поле c2 · бяла пешка на черно поле d2 · бял офицер на бяло поле e2 · бял топ на черно поле a1 · бял кон на бяло поле b1 · бял цар на черно поле e1 · бял топ на бяло поле h1 | черен цар на бяло поле c8 · черен топ на черно поле d8 · черен топ на черно поле h8 · черна пешка на черно поле a7 · черна пешка на бяло поле b7 · черна пешка на черно поле c7 · черна дама на черно поле e7 · черна пешка на бяло поле f7 · черна пешка на черно поле g7 · черна пешка на бяло поле c6 · черен офицер на черно поле c5 · черен офицер на бяло поле f5 · черна пешка на бяло поле h5 · бяла пешка на бяло поле c4 · черна пешка на бяло поле e4 · бяла пешка на черно поле f4 · черен кон на бяло поле g4 · бяла пешка на бяло поле b3 · бяла пешка на черно поле e3 · бяла пешка на черно поле g3 · бяла пешка на бяло поле h3 · бяла пешка на бяло поле a2 · бял офицер на черно поле b2 · бяла дама на бяло поле c2 · бяла пешка на черно поле d2 · бял офицер на бяло поле e2 · бял топ на черно поле a1 · бял кон на бяло поле b1 · бял цар на черно поле e1 · бял топ на бяло поле h1 | черен цар на бяло поле c8 · черен топ на черно поле d8 · черен топ на черно поле h8 · черна пешка на черно поле a7 · черна пешка на бяло поле b7 · черна пешка на черно поле c7 · черна дама на черно поле e7 · черна пешка на бяло поле f7 · черна пешка на черно поле g7 · черна пешка на бяло поле c6 · черен офицер на черно поле c5 · черен офицер на бяло поле f5 · черна пешка на бяло поле h5 · бяла пешка на бяло поле c4 · черна пешка на бяло поле e4 · бяла пешка на черно поле f4 · черен кон на бяло поле g4 · бяла пешка на бяло поле b3 · бяла пешка на черно поле e3 · бяла пешка на черно поле g3 · бяла пешка на бяло поле h3 · бяла пешка на бяло поле a2 · бял офицер на черно поле b2 · бяла дама на бяло поле c2 · бяла пешка на черно поле d2 · бял офицер на бяло поле e2 · бял топ на черно поле a1 · бял кон на бяло поле b1 · бял цар на черно поле e1 · бял топ на бяло поле h1 | 7 |
| 6 | черен цар на бяло поле c8 · черен топ на черно поле d8 · черен топ на черно поле h8 · черна пешка на черно поле a7 · черна пешка на бяло поле b7 · черна пешка на черно поле c7 · черна дама на черно поле e7 · черна пешка на бяло поле f7 · черна пешка на черно поле g7 · черна пешка на бяло поле c6 · черен офицер на черно поле c5 · черен офицер на бяло поле f5 · черна пешка на бяло поле h5 · бяла пешка на бяло поле c4 · черна пешка на бяло поле e4 · бяла пешка на черно поле f4 · черен кон на бяло поле g4 · бяла пешка на бяло поле b3 · бяла пешка на черно поле e3 · бяла пешка на черно поле g3 · бяла пешка на бяло поле h3 · бяла пешка на бяло поле a2 · бял офицер на черно поле b2 · бяла дама на бяло поле c2 · бяла пешка на черно поле d2 · бял офицер на бяло поле e2 · бял топ на черно поле a1 · бял кон на бяло поле b1 · бял цар на черно поле e1 · бял топ на бяло поле h1 | черен цар на бяло поле c8 · черен топ на черно поле d8 · черен топ на черно поле h8 · черна пешка на черно поле a7 · черна пешка на бяло поле b7 · черна пешка на черно поле c7 · черна дама на черно поле e7 · черна пешка на бяло поле f7 · черна пешка на черно поле g7 · черна пешка на бяло поле c6 · черен офицер на черно поле c5 · черен офицер на бяло поле f5 · черна пешка на бяло поле h5 · бяла пешка на бяло поле c4 · черна пешка на бяло поле e4 · бяла пешка на черно поле f4 · черен кон на бяло поле g4 · бяла пешка на бяло поле b3 · бяла пешка на черно поле e3 · бяла пешка на черно поле g3 · бяла пешка на бяло поле h3 · бяла пешка на бяло поле a2 · бял офицер на черно поле b2 · бяла дама на бяло поле c2 · бяла пешка на черно поле d2 · бял офицер на бяло поле e2 · бял топ на черно поле a1 · бял кон на бяло поле b1 · бял цар на черно поле e1 · бял топ на бяло поле h1 | черен цар на бяло поле c8 · черен топ на черно поле d8 · черен топ на черно поле h8 · черна пешка на черно поле a7 · черна пешка на бяло поле b7 · черна пешка на черно поле c7 · черна дама на черно поле e7 · черна пешка на бяло поле f7 · черна пешка на черно поле g7 · черна пешка на бяло поле c6 · черен офицер на черно поле c5 · черен офицер на бяло поле f5 · черна пешка на бяло поле h5 · бяла пешка на бяло поле c4 · черна пешка на бяло поле e4 · бяла пешка на черно поле f4 · черен кон на бяло поле g4 · бяла пешка на бяло поле b3 · бяла пешка на черно поле e3 · бяла пешка на черно поле g3 · бяла пешка на бяло поле h3 · бяла пешка на бяло поле a2 · бял офицер на черно поле b2 · бяла дама на бяло поле c2 · бяла пешка на черно поле d2 · бял офицер на бяло поле e2 · бял топ на черно поле a1 · бял кон на бяло поле b1 · бял цар на черно поле e1 · бял топ на бяло поле h1 | черен цар на бяло поле c8 · черен топ на черно поле d8 · черен топ на черно поле h8 · черна пешка на черно поле a7 · черна пешка на бяло поле b7 · черна пешка на черно поле c7 · черна дама на черно поле e7 · черна пешка на бяло поле f7 · черна пешка на черно поле g7 · черна пешка на бяло поле c6 · черен офицер на черно поле c5 · черен офицер на бяло поле f5 · черна пешка на бяло поле h5 · бяла пешка на бяло поле c4 · черна пешка на бяло поле e4 · бяла пешка на черно поле f4 · черен кон на бяло поле g4 · бяла пешка на бяло поле b3 · бяла пешка на черно поле e3 · бяла пешка на черно поле g3 · бяла пешка на бяло поле h3 · бяла пешка на бяло поле a2 · бял офицер на черно поле b2 · бяла дама на бяло поле c2 · бяла пешка на черно поле d2 · бял офицер на бяло поле e2 · бял топ на черно поле a1 · бял кон на бяло поле b1 · бял цар на черно поле e1 · бял топ на бяло поле h1 | черен цар на бяло поле c8 · черен топ на черно поле d8 · черен топ на черно поле h8 · черна пешка на черно поле a7 · черна пешка на бяло поле b7 · черна пешка на черно поле c7 · черна дама на черно поле e7 · черна пешка на бяло поле f7 · черна пешка на черно поле g7 · черна пешка на бяло поле c6 · черен офицер на черно поле c5 · черен офицер на бяло поле f5 · черна пешка на бяло поле h5 · бяла пешка на бяло поле c4 · черна пешка на бяло поле e4 · бяла пешка на черно поле f4 · черен кон на бяло поле g4 · бяла пешка на бяло поле b3 · бяла пешка на черно поле e3 · бяла пешка на черно поле g3 · бяла пешка на бяло поле h3 · бяла пешка на бяло поле a2 · бял офицер на черно поле b2 · бяла дама на бяло поле c2 · бяла пешка на черно поле d2 · бял офицер на бяло поле e2 · бял топ на черно поле a1 · бял кон на бяло поле b1 · бял цар на черно поле e1 · бял топ на бяло поле h1 | черен цар на бяло поле c8 · черен топ на черно поле d8 · черен топ на черно поле h8 · черна пешка на черно поле a7 · черна пешка на бяло поле b7 · черна пешка на черно поле c7 · черна дама на черно поле e7 · черна пешка на бяло поле f7 · черна пешка на черно поле g7 · черна пешка на бяло поле c6 · черен офицер на черно поле c5 · черен офицер на бяло поле f5 · черна пешка на бяло поле h5 · бяла пешка на бяло поле c4 · черна пешка на бяло поле e4 · бяла пешка на черно поле f4 · черен кон на бяло поле g4 · бяла пешка на бяло поле b3 · бяла пешка на черно поле e3 · бяла пешка на черно поле g3 · бяла пешка на бяло поле h3 · бяла пешка на бяло поле a2 · бял офицер на черно поле b2 · бяла дама на бяло поле c2 · бяла пешка на черно поле d2 · бял офицер на бяло поле e2 · бял топ на черно поле a1 · бял кон на бяло поле b1 · бял цар на черно поле e1 · бял топ на бяло поле h1 | черен цар на бяло поле c8 · черен топ на черно поле d8 · черен топ на черно поле h8 · черна пешка на черно поле a7 · черна пешка на бяло поле b7 · черна пешка на черно поле c7 · черна дама на черно поле e7 · черна пешка на бяло поле f7 · черна пешка на черно поле g7 · черна пешка на бяло поле c6 · черен офицер на черно поле c5 · черен офицер на бяло поле f5 · черна пешка на бяло поле h5 · бяла пешка на бяло поле c4 · черна пешка на бяло поле e4 · бяла пешка на черно поле f4 · черен кон на бяло поле g4 · бяла пешка на бяло поле b3 · бяла пешка на черно поле e3 · бяла пешка на черно поле g3 · бяла пешка на бяло поле h3 · бяла пешка на бяло поле a2 · бял офицер на черно поле b2 · бяла дама на бяло поле c2 · бяла пешка на черно поле d2 · бял офицер на бяло поле e2 · бял топ на черно поле a1 · бял кон на бяло поле b1 · бял цар на черно поле e1 · бял топ на бяло поле h1 | черен цар на бяло поле c8 · черен топ на черно поле d8 · черен топ на черно поле h8 · черна пешка на черно поле a7 · черна пешка на бяло поле b7 · черна пешка на черно поле c7 · черна дама на черно поле e7 · черна пешка на бяло поле f7 · черна пешка на черно поле g7 · черна пешка на бяло поле c6 · черен офицер на черно поле c5 · черен офицер на бяло поле f5 · черна пешка на бяло поле h5 · бяла пешка на бяло поле c4 · черна пешка на бяло поле e4 · бяла пешка на черно поле f4 · черен кон на бяло поле g4 · бяла пешка на бяло поле b3 · бяла пешка на черно поле e3 · бяла пешка на черно поле g3 · бяла пешка на бяло поле h3 · бяла пешка на бяло поле a2 · бял офицер на черно поле b2 · бяла дама на бяло поле c2 · бяла пешка на черно поле d2 · бял офицер на бяло поле e2 · бял топ на черно поле a1 · бял кон на бяло поле b1 · бял цар на черно поле e1 · бял топ на бяло поле h1 | 6 |
| 5 | черен цар на бяло поле c8 · черен топ на черно поле d8 · черен топ на черно поле h8 · черна пешка на черно поле a7 · черна пешка на бяло поле b7 · черна пешка на черно поле c7 · черна дама на черно поле e7 · черна пешка на бяло поле f7 · черна пешка на черно поле g7 · черна пешка на бяло поле c6 · черен офицер на черно поле c5 · черен офицер на бяло поле f5 · черна пешка на бяло поле h5 · бяла пешка на бяло поле c4 · черна пешка на бяло поле e4 · бяла пешка на черно поле f4 · черен кон на бяло поле g4 · бяла пешка на бяло поле b3 · бяла пешка на черно поле e3 · бяла пешка на черно поле g3 · бяла пешка на бяло поле h3 · бяла пешка на бяло поле a2 · бял офицер на черно поле b2 · бяла дама на бяло поле c2 · бяла пешка на черно поле d2 · бял офицер на бяло поле e2 · бял топ на черно поле a1 · бял кон на бяло поле b1 · бял цар на черно поле e1 · бял топ на бяло поле h1 | черен цар на бяло поле c8 · черен топ на черно поле d8 · черен топ на черно поле h8 · черна пешка на черно поле a7 · черна пешка на бяло поле b7 · черна пешка на черно поле c7 · черна дама на черно поле e7 · черна пешка на бяло поле f7 · черна пешка на черно поле g7 · черна пешка на бяло поле c6 · черен офицер на черно поле c5 · черен офицер на бяло поле f5 · черна пешка на бяло поле h5 · бяла пешка на бяло поле c4 · черна пешка на бяло поле e4 · бяла пешка на черно поле f4 · черен кон на бяло поле g4 · бяла пешка на бяло поле b3 · бяла пешка на черно поле e3 · бяла пешка на черно поле g3 · бяла пешка на бяло поле h3 · бяла пешка на бяло поле a2 · бял офицер на черно поле b2 · бяла дама на бяло поле c2 · бяла пешка на черно поле d2 · бял офицер на бяло поле e2 · бял топ на черно поле a1 · бял кон на бяло поле b1 · бял цар на черно поле e1 · бял топ на бяло поле h1 | черен цар на бяло поле c8 · черен топ на черно поле d8 · черен топ на черно поле h8 · черна пешка на черно поле a7 · черна пешка на бяло поле b7 · черна пешка на черно поле c7 · черна дама на черно поле e7 · черна пешка на бяло поле f7 · черна пешка на черно поле g7 · черна пешка на бяло поле c6 · черен офицер на черно поле c5 · черен офицер на бяло поле f5 · черна пешка на бяло поле h5 · бяла пешка на бяло поле c4 · черна пешка на бяло поле e4 · бяла пешка на черно поле f4 · черен кон на бяло поле g4 · бяла пешка на бяло поле b3 · бяла пешка на черно поле e3 · бяла пешка на черно поле g3 · бяла пешка на бяло поле h3 · бяла пешка на бяло поле a2 · бял офицер на черно поле b2 · бяла дама на бяло поле c2 · бяла пешка на черно поле d2 · бял офицер на бяло поле e2 · бял топ на черно поле a1 · бял кон на бяло поле b1 · бял цар на черно поле e1 · бял топ на бяло поле h1 | черен цар на бяло поле c8 · черен топ на черно поле d8 · черен топ на черно поле h8 · черна пешка на черно поле a7 · черна пешка на бяло поле b7 · черна пешка на черно поле c7 · черна дама на черно поле e7 · черна пешка на бяло поле f7 · черна пешка на черно поле g7 · черна пешка на бяло поле c6 · черен офицер на черно поле c5 · черен офицер на бяло поле f5 · черна пешка на бяло поле h5 · бяла пешка на бяло поле c4 · черна пешка на бяло поле e4 · бяла пешка на черно поле f4 · черен кон на бяло поле g4 · бяла пешка на бяло поле b3 · бяла пешка на черно поле e3 · бяла пешка на черно поле g3 · бяла пешка на бяло поле h3 · бяла пешка на бяло поле a2 · бял офицер на черно поле b2 · бяла дама на бяло поле c2 · бяла пешка на черно поле d2 · бял офицер на бяло поле e2 · бял топ на черно поле a1 · бял кон на бяло поле b1 · бял цар на черно поле e1 · бял топ на бяло поле h1 | черен цар на бяло поле c8 · черен топ на черно поле d8 · черен топ на черно поле h8 · черна пешка на черно поле a7 · черна пешка на бяло поле b7 · черна пешка на черно поле c7 · черна дама на черно поле e7 · черна пешка на бяло поле f7 · черна пешка на черно поле g7 · черна пешка на бяло поле c6 · черен офицер на черно поле c5 · черен офицер на бяло поле f5 · черна пешка на бяло поле h5 · бяла пешка на бяло поле c4 · черна пешка на бяло поле e4 · бяла пешка на черно поле f4 · черен кон на бяло поле g4 · бяла пешка на бяло поле b3 · бяла пешка на черно поле e3 · бяла пешка на черно поле g3 · бяла пешка на бяло поле h3 · бяла пешка на бяло поле a2 · бял офицер на черно поле b2 · бяла дама на бяло поле c2 · бяла пешка на черно поле d2 · бял офицер на бяло поле e2 · бял топ на черно поле a1 · бял кон на бяло поле b1 · бял цар на черно поле e1 · бял топ на бяло поле h1 | черен цар на бяло поле c8 · черен топ на черно поле d8 · черен топ на черно поле h8 · черна пешка на черно поле a7 · черна пешка на бяло поле b7 · черна пешка на черно поле c7 · черна дама на черно поле e7 · черна пешка на бяло поле f7 · черна пешка на черно поле g7 · черна пешка на бяло поле c6 · черен офицер на черно поле c5 · черен офицер на бяло поле f5 · черна пешка на бяло поле h5 · бяла пешка на бяло поле c4 · черна пешка на бяло поле e4 · бяла пешка на черно поле f4 · черен кон на бяло поле g4 · бяла пешка на бяло поле b3 · бяла пешка на черно поле e3 · бяла пешка на черно поле g3 · бяла пешка на бяло поле h3 · бяла пешка на бяло поле a2 · бял офицер на черно поле b2 · бяла дама на бяло поле c2 · бяла пешка на черно поле d2 · бял офицер на бяло поле e2 · бял топ на черно поле a1 · бял кон на бяло поле b1 · бял цар на черно поле e1 · бял топ на бяло поле h1 | черен цар на бяло поле c8 · черен топ на черно поле d8 · черен топ на черно поле h8 · черна пешка на черно поле a7 · черна пешка на бяло поле b7 · черна пешка на черно поле c7 · черна дама на черно поле e7 · черна пешка на бяло поле f7 · черна пешка на черно поле g7 · черна пешка на бяло поле c6 · черен офицер на черно поле c5 · черен офицер на бяло поле f5 · черна пешка на бяло поле h5 · бяла пешка на бяло поле c4 · черна пешка на бяло поле e4 · бяла пешка на черно поле f4 · черен кон на бяло поле g4 · бяла пешка на бяло поле b3 · бяла пешка на черно поле e3 · бяла пешка на черно поле g3 · бяла пешка на бяло поле h3 · бяла пешка на бяло поле a2 · бял офицер на черно поле b2 · бяла дама на бяло поле c2 · бяла пешка на черно поле d2 · бял офицер на бяло поле e2 · бял топ на черно поле a1 · бял кон на бяло поле b1 · бял цар на черно поле e1 · бял топ на бяло поле h1 | черен цар на бяло поле c8 · черен топ на черно поле d8 · черен топ на черно поле h8 · черна пешка на черно поле a7 · черна пешка на бяло поле b7 · черна пешка на черно поле c7 · черна дама на черно поле e7 · черна пешка на бяло поле f7 · черна пешка на черно поле g7 · черна пешка на бяло поле c6 · черен офицер на черно поле c5 · черен офицер на бяло поле f5 · черна пешка на бяло поле h5 · бяла пешка на бяло поле c4 · черна пешка на бяло поле e4 · бяла пешка на черно поле f4 · черен кон на бяло поле g4 · бяла пешка на бяло поле b3 · бяла пешка на черно поле e3 · бяла пешка на черно поле g3 · бяла пешка на бяло поле h3 · бяла пешка на бяло поле a2 · бял офицер на черно поле b2 · бяла дама на бяло поле c2 · бяла пешка на черно поле d2 · бял офицер на бяло поле e2 · бял топ на черно поле a1 · бял кон на бяло поле b1 · бял цар на черно поле e1 · бял топ на бяло поле h1 | 5 |
| 4 | черен цар на бяло поле c8 · черен топ на черно поле d8 · черен топ на черно поле h8 · черна пешка на черно поле a7 · черна пешка на бяло поле b7 · черна пешка на черно поле c7 · черна дама на черно поле e7 · черна пешка на бяло поле f7 · черна пешка на черно поле g7 · черна пешка на бяло поле c6 · черен офицер на черно поле c5 · черен офицер на бяло поле f5 · черна пешка на бяло поле h5 · бяла пешка на бяло поле c4 · черна пешка на бяло поле e4 · бяла пешка на черно поле f4 · черен кон на бяло поле g4 · бяла пешка на бяло поле b3 · бяла пешка на черно поле e3 · бяла пешка на черно поле g3 · бяла пешка на бяло поле h3 · бяла пешка на бяло поле a2 · бял офицер на черно поле b2 · бяла дама на бяло поле c2 · бяла пешка на черно поле d2 · бял офицер на бяло поле e2 · бял топ на черно поле a1 · бял кон на бяло поле b1 · бял цар на черно поле e1 · бял топ на бяло поле h1 | черен цар на бяло поле c8 · черен топ на черно поле d8 · черен топ на черно поле h8 · черна пешка на черно поле a7 · черна пешка на бяло поле b7 · черна пешка на черно поле c7 · черна дама на черно поле e7 · черна пешка на бяло поле f7 · черна пешка на черно поле g7 · черна пешка на бяло поле c6 · черен офицер на черно поле c5 · черен офицер на бяло поле f5 · черна пешка на бяло поле h5 · бяла пешка на бяло поле c4 · черна пешка на бяло поле e4 · бяла пешка на черно поле f4 · черен кон на бяло поле g4 · бяла пешка на бяло поле b3 · бяла пешка на черно поле e3 · бяла пешка на черно поле g3 · бяла пешка на бяло поле h3 · бяла пешка на бяло поле a2 · бял офицер на черно поле b2 · бяла дама на бяло поле c2 · бяла пешка на черно поле d2 · бял офицер на бяло поле e2 · бял топ на черно поле a1 · бял кон на бяло поле b1 · бял цар на черно поле e1 · бял топ на бяло поле h1 | черен цар на бяло поле c8 · черен топ на черно поле d8 · черен топ на черно поле h8 · черна пешка на черно поле a7 · черна пешка на бяло поле b7 · черна пешка на черно поле c7 · черна дама на черно поле e7 · черна пешка на бяло поле f7 · черна пешка на черно поле g7 · черна пешка на бяло поле c6 · черен офицер на черно поле c5 · черен офицер на бяло поле f5 · черна пешка на бяло поле h5 · бяла пешка на бяло поле c4 · черна пешка на бяло поле e4 · бяла пешка на черно поле f4 · черен кон на бяло поле g4 · бяла пешка на бяло поле b3 · бяла пешка на черно поле e3 · бяла пешка на черно поле g3 · бяла пешка на бяло поле h3 · бяла пешка на бяло поле a2 · бял офицер на черно поле b2 · бяла дама на бяло поле c2 · бяла пешка на черно поле d2 · бял офицер на бяло поле e2 · бял топ на черно поле a1 · бял кон на бяло поле b1 · бял цар на черно поле e1 · бял топ на бяло поле h1 | черен цар на бяло поле c8 · черен топ на черно поле d8 · черен топ на черно поле h8 · черна пешка на черно поле a7 · черна пешка на бяло поле b7 · черна пешка на черно поле c7 · черна дама на черно поле e7 · черна пешка на бяло поле f7 · черна пешка на черно поле g7 · черна пешка на бяло поле c6 · черен офицер на черно поле c5 · черен офицер на бяло поле f5 · черна пешка на бяло поле h5 · бяла пешка на бяло поле c4 · черна пешка на бяло поле e4 · бяла пешка на черно поле f4 · черен кон на бяло поле g4 · бяла пешка на бяло поле b3 · бяла пешка на черно поле e3 · бяла пешка на черно поле g3 · бяла пешка на бяло поле h3 · бяла пешка на бяло поле a2 · бял офицер на черно поле b2 · бяла дама на бяло поле c2 · бяла пешка на черно поле d2 · бял офицер на бяло поле e2 · бял топ на черно поле a1 · бял кон на бяло поле b1 · бял цар на черно поле e1 · бял топ на бяло поле h1 | черен цар на бяло поле c8 · черен топ на черно поле d8 · черен топ на черно поле h8 · черна пешка на черно поле a7 · черна пешка на бяло поле b7 · черна пешка на черно поле c7 · черна дама на черно поле e7 · черна пешка на бяло поле f7 · черна пешка на черно поле g7 · черна пешка на бяло поле c6 · черен офицер на черно поле c5 · черен офицер на бяло поле f5 · черна пешка на бяло поле h5 · бяла пешка на бяло поле c4 · черна пешка на бяло поле e4 · бяла пешка на черно поле f4 · черен кон на бяло поле g4 · бяла пешка на бяло поле b3 · бяла пешка на черно поле e3 · бяла пешка на черно поле g3 · бяла пешка на бяло поле h3 · бяла пешка на бяло поле a2 · бял офицер на черно поле b2 · бяла дама на бяло поле c2 · бяла пешка на черно поле d2 · бял офицер на бяло поле e2 · бял топ на черно поле a1 · бял кон на бяло поле b1 · бял цар на черно поле e1 · бял топ на бяло поле h1 | черен цар на бяло поле c8 · черен топ на черно поле d8 · черен топ на черно поле h8 · черна пешка на черно поле a7 · черна пешка на бяло поле b7 · черна пешка на черно поле c7 · черна дама на черно поле e7 · черна пешка на бяло поле f7 · черна пешка на черно поле g7 · черна пешка на бяло поле c6 · черен офицер на черно поле c5 · черен офицер на бяло поле f5 · черна пешка на бяло поле h5 · бяла пешка на бяло поле c4 · черна пешка на бяло поле e4 · бяла пешка на черно поле f4 · черен кон на бяло поле g4 · бяла пешка на бяло поле b3 · бяла пешка на черно поле e3 · бяла пешка на черно поле g3 · бяла пешка на бяло поле h3 · бяла пешка на бяло поле a2 · бял офицер на черно поле b2 · бяла дама на бяло поле c2 · бяла пешка на черно поле d2 · бял офицер на бяло поле e2 · бял топ на черно поле a1 · бял кон на бяло поле b1 · бял цар на черно поле e1 · бял топ на бяло поле h1 | черен цар на бяло поле c8 · черен топ на черно поле d8 · черен топ на черно поле h8 · черна пешка на черно поле a7 · черна пешка на бяло поле b7 · черна пешка на черно поле c7 · черна дама на черно поле e7 · черна пешка на бяло поле f7 · черна пешка на черно поле g7 · черна пешка на бяло поле c6 · черен офицер на черно поле c5 · черен офицер на бяло поле f5 · черна пешка на бяло поле h5 · бяла пешка на бяло поле c4 · черна пешка на бяло поле e4 · бяла пешка на черно поле f4 · черен кон на бяло поле g4 · бяла пешка на бяло поле b3 · бяла пешка на черно поле e3 · бяла пешка на черно поле g3 · бяла пешка на бяло поле h3 · бяла пешка на бяло поле a2 · бял офицер на черно поле b2 · бяла дама на бяло поле c2 · бяла пешка на черно поле d2 · бял офицер на бяло поле e2 · бял топ на черно поле a1 · бял кон на бяло поле b1 · бял цар на черно поле e1 · бял топ на бяло поле h1 | черен цар на бяло поле c8 · черен топ на черно поле d8 · черен топ на черно поле h8 · черна пешка на черно поле a7 · черна пешка на бяло поле b7 · черна пешка на черно поле c7 · черна дама на черно поле e7 · черна пешка на бяло поле f7 · черна пешка на черно поле g7 · черна пешка на бяло поле c6 · черен офицер на черно поле c5 · черен офицер на бяло поле f5 · черна пешка на бяло поле h5 · бяла пешка на бяло поле c4 · черна пешка на бяло поле e4 · бяла пешка на черно поле f4 · черен кон на бяло поле g4 · бяла пешка на бяло поле b3 · бяла пешка на черно поле e3 · бяла пешка на черно поле g3 · бяла пешка на бяло поле h3 · бяла пешка на бяло поле a2 · бял офицер на черно поле b2 · бяла дама на бяло поле c2 · бяла пешка на черно поле d2 · бял офицер на бяло поле e2 · бял топ на черно поле a1 · бял кон на бяло поле b1 · бял цар на черно поле e1 · бял топ на бяло поле h1 | 4 |
| 3 | черен цар на бяло поле c8 · черен топ на черно поле d8 · черен топ на черно поле h8 · черна пешка на черно поле a7 · черна пешка на бяло поле b7 · черна пешка на черно поле c7 · черна дама на черно поле e7 · черна пешка на бяло поле f7 · черна пешка на черно поле g7 · черна пешка на бяло поле c6 · черен офицер на черно поле c5 · черен офицер на бяло поле f5 · черна пешка на бяло поле h5 · бяла пешка на бяло поле c4 · черна пешка на бяло поле e4 · бяла пешка на черно поле f4 · черен кон на бяло поле g4 · бяла пешка на бяло поле b3 · бяла пешка на черно поле e3 · бяла пешка на черно поле g3 · бяла пешка на бяло поле h3 · бяла пешка на бяло поле a2 · бял офицер на черно поле b2 · бяла дама на бяло поле c2 · бяла пешка на черно поле d2 · бял офицер на бяло поле e2 · бял топ на черно поле a1 · бял кон на бяло поле b1 · бял цар на черно поле e1 · бял топ на бяло поле h1 | черен цар на бяло поле c8 · черен топ на черно поле d8 · черен топ на черно поле h8 · черна пешка на черно поле a7 · черна пешка на бяло поле b7 · черна пешка на черно поле c7 · черна дама на черно поле e7 · черна пешка на бяло поле f7 · черна пешка на черно поле g7 · черна пешка на бяло поле c6 · черен офицер на черно поле c5 · черен офицер на бяло поле f5 · черна пешка на бяло поле h5 · бяла пешка на бяло поле c4 · черна пешка на бяло поле e4 · бяла пешка на черно поле f4 · черен кон на бяло поле g4 · бяла пешка на бяло поле b3 · бяла пешка на черно поле e3 · бяла пешка на черно поле g3 · бяла пешка на бяло поле h3 · бяла пешка на бяло поле a2 · бял офицер на черно поле b2 · бяла дама на бяло поле c2 · бяла пешка на черно поле d2 · бял офицер на бяло поле e2 · бял топ на черно поле a1 · бял кон на бяло поле b1 · бял цар на черно поле e1 · бял топ на бяло поле h1 | черен цар на бяло поле c8 · черен топ на черно поле d8 · черен топ на черно поле h8 · черна пешка на черно поле a7 · черна пешка на бяло поле b7 · черна пешка на черно поле c7 · черна дама на черно поле e7 · черна пешка на бяло поле f7 · черна пешка на черно поле g7 · черна пешка на бяло поле c6 · черен офицер на черно поле c5 · черен офицер на бяло поле f5 · черна пешка на бяло поле h5 · бяла пешка на бяло поле c4 · черна пешка на бяло поле e4 · бяла пешка на черно поле f4 · черен кон на бяло поле g4 · бяла пешка на бяло поле b3 · бяла пешка на черно поле e3 · бяла пешка на черно поле g3 · бяла пешка на бяло поле h3 · бяла пешка на бяло поле a2 · бял офицер на черно поле b2 · бяла дама на бяло поле c2 · бяла пешка на черно поле d2 · бял офицер на бяло поле e2 · бял топ на черно поле a1 · бял кон на бяло поле b1 · бял цар на черно поле e1 · бял топ на бяло поле h1 | черен цар на бяло поле c8 · черен топ на черно поле d8 · черен топ на черно поле h8 · черна пешка на черно поле a7 · черна пешка на бяло поле b7 · черна пешка на черно поле c7 · черна дама на черно поле e7 · черна пешка на бяло поле f7 · черна пешка на черно поле g7 · черна пешка на бяло поле c6 · черен офицер на черно поле c5 · черен офицер на бяло поле f5 · черна пешка на бяло поле h5 · бяла пешка на бяло поле c4 · черна пешка на бяло поле e4 · бяла пешка на черно поле f4 · черен кон на бяло поле g4 · бяла пешка на бяло поле b3 · бяла пешка на черно поле e3 · бяла пешка на черно поле g3 · бяла пешка на бяло поле h3 · бяла пешка на бяло поле a2 · бял офицер на черно поле b2 · бяла дама на бяло поле c2 · бяла пешка на черно поле d2 · бял офицер на бяло поле e2 · бял топ на черно поле a1 · бял кон на бяло поле b1 · бял цар на черно поле e1 · бял топ на бяло поле h1 | черен цар на бяло поле c8 · черен топ на черно поле d8 · черен топ на черно поле h8 · черна пешка на черно поле a7 · черна пешка на бяло поле b7 · черна пешка на черно поле c7 · черна дама на черно поле e7 · черна пешка на бяло поле f7 · черна пешка на черно поле g7 · черна пешка на бяло поле c6 · черен офицер на черно поле c5 · черен офицер на бяло поле f5 · черна пешка на бяло поле h5 · бяла пешка на бяло поле c4 · черна пешка на бяло поле e4 · бяла пешка на черно поле f4 · черен кон на бяло поле g4 · бяла пешка на бяло поле b3 · бяла пешка на черно поле e3 · бяла пешка на черно поле g3 · бяла пешка на бяло поле h3 · бяла пешка на бяло поле a2 · бял офицер на черно поле b2 · бяла дама на бяло поле c2 · бяла пешка на черно поле d2 · бял офицер на бяло поле e2 · бял топ на черно поле a1 · бял кон на бяло поле b1 · бял цар на черно поле e1 · бял топ на бяло поле h1 | черен цар на бяло поле c8 · черен топ на черно поле d8 · черен топ на черно поле h8 · черна пешка на черно поле a7 · черна пешка на бяло поле b7 · черна пешка на черно поле c7 · черна дама на черно поле e7 · черна пешка на бяло поле f7 · черна пешка на черно поле g7 · черна пешка на бяло поле c6 · черен офицер на черно поле c5 · черен офицер на бяло поле f5 · черна пешка на бяло поле h5 · бяла пешка на бяло поле c4 · черна пешка на бяло поле e4 · бяла пешка на черно поле f4 · черен кон на бяло поле g4 · бяла пешка на бяло поле b3 · бяла пешка на черно поле e3 · бяла пешка на черно поле g3 · бяла пешка на бяло поле h3 · бяла пешка на бяло поле a2 · бял офицер на черно поле b2 · бяла дама на бяло поле c2 · бяла пешка на черно поле d2 · бял офицер на бяло поле e2 · бял топ на черно поле a1 · бял кон на бяло поле b1 · бял цар на черно поле e1 · бял топ на бяло поле h1 | черен цар на бяло поле c8 · черен топ на черно поле d8 · черен топ на черно поле h8 · черна пешка на черно поле a7 · черна пешка на бяло поле b7 · черна пешка на черно поле c7 · черна дама на черно поле e7 · черна пешка на бяло поле f7 · черна пешка на черно поле g7 · черна пешка на бяло поле c6 · черен офицер на черно поле c5 · черен офицер на бяло поле f5 · черна пешка на бяло поле h5 · бяла пешка на бяло поле c4 · черна пешка на бяло поле e4 · бяла пешка на черно поле f4 · черен кон на бяло поле g4 · бяла пешка на бяло поле b3 · бяла пешка на черно поле e3 · бяла пешка на черно поле g3 · бяла пешка на бяло поле h3 · бяла пешка на бяло поле a2 · бял офицер на черно поле b2 · бяла дама на бяло поле c2 · бяла пешка на черно поле d2 · бял офицер на бяло поле e2 · бял топ на черно поле a1 · бял кон на бяло поле b1 · бял цар на черно поле e1 · бял топ на бяло поле h1 | черен цар на бяло поле c8 · черен топ на черно поле d8 · черен топ на черно поле h8 · черна пешка на черно поле a7 · черна пешка на бяло поле b7 · черна пешка на черно поле c7 · черна дама на черно поле e7 · черна пешка на бяло поле f7 · черна пешка на черно поле g7 · черна пешка на бяло поле c6 · черен офицер на черно поле c5 · черен офицер на бяло поле f5 · черна пешка на бяло поле h5 · бяла пешка на бяло поле c4 · черна пешка на бяло поле e4 · бяла пешка на черно поле f4 · черен кон на бяло поле g4 · бяла пешка на бяло поле b3 · бяла пешка на черно поле e3 · бяла пешка на черно поле g3 · бяла пешка на бяло поле h3 · бяла пешка на бяло поле a2 · бял офицер на черно поле b2 · бяла дама на бяло поле c2 · бяла пешка на черно поле d2 · бял офицер на бяло поле e2 · бял топ на черно поле a1 · бял кон на бяло поле b1 · бял цар на черно поле e1 · бял топ на бяло поле h1 | 3 |
| 2 | черен цар на бяло поле c8 · черен топ на черно поле d8 · черен топ на черно поле h8 · черна пешка на черно поле a7 · черна пешка на бяло поле b7 · черна пешка на черно поле c7 · черна дама на черно поле e7 · черна пешка на бяло поле f7 · черна пешка на черно поле g7 · черна пешка на бяло поле c6 · черен офицер на черно поле c5 · черен офицер на бяло поле f5 · черна пешка на бяло поле h5 · бяла пешка на бяло поле c4 · черна пешка на бяло поле e4 · бяла пешка на черно поле f4 · черен кон на бяло поле g4 · бяла пешка на бяло поле b3 · бяла пешка на черно поле e3 · бяла пешка на черно поле g3 · бяла пешка на бяло поле h3 · бяла пешка на бяло поле a2 · бял офицер на черно поле b2 · бяла дама на бяло поле c2 · бяла пешка на черно поле d2 · бял офицер на бяло поле e2 · бял топ на черно поле a1 · бял кон на бяло поле b1 · бял цар на черно поле e1 · бял топ на бяло поле h1 | черен цар на бяло поле c8 · черен топ на черно поле d8 · черен топ на черно поле h8 · черна пешка на черно поле a7 · черна пешка на бяло поле b7 · черна пешка на черно поле c7 · черна дама на черно поле e7 · черна пешка на бяло поле f7 · черна пешка на черно поле g7 · черна пешка на бяло поле c6 · черен офицер на черно поле c5 · черен офицер на бяло поле f5 · черна пешка на бяло поле h5 · бяла пешка на бяло поле c4 · черна пешка на бяло поле e4 · бяла пешка на черно поле f4 · черен кон на бяло поле g4 · бяла пешка на бяло поле b3 · бяла пешка на черно поле e3 · бяла пешка на черно поле g3 · бяла пешка на бяло поле h3 · бяла пешка на бяло поле a2 · бял офицер на черно поле b2 · бяла дама на бяло поле c2 · бяла пешка на черно поле d2 · бял офицер на бяло поле e2 · бял топ на черно поле a1 · бял кон на бяло поле b1 · бял цар на черно поле e1 · бял топ на бяло поле h1 | черен цар на бяло поле c8 · черен топ на черно поле d8 · черен топ на черно поле h8 · черна пешка на черно поле a7 · черна пешка на бяло поле b7 · черна пешка на черно поле c7 · черна дама на черно поле e7 · черна пешка на бяло поле f7 · черна пешка на черно поле g7 · черна пешка на бяло поле c6 · черен офицер на черно поле c5 · черен офицер на бяло поле f5 · черна пешка на бяло поле h5 · бяла пешка на бяло поле c4 · черна пешка на бяло поле e4 · бяла пешка на черно поле f4 · черен кон на бяло поле g4 · бяла пешка на бяло поле b3 · бяла пешка на черно поле e3 · бяла пешка на черно поле g3 · бяла пешка на бяло поле h3 · бяла пешка на бяло поле a2 · бял офицер на черно поле b2 · бяла дама на бяло поле c2 · бяла пешка на черно поле d2 · бял офицер на бяло поле e2 · бял топ на черно поле a1 · бял кон на бяло поле b1 · бял цар на черно поле e1 · бял топ на бяло поле h1 | черен цар на бяло поле c8 · черен топ на черно поле d8 · черен топ на черно поле h8 · черна пешка на черно поле a7 · черна пешка на бяло поле b7 · черна пешка на черно поле c7 · черна дама на черно поле e7 · черна пешка на бяло поле f7 · черна пешка на черно поле g7 · черна пешка на бяло поле c6 · черен офицер на черно поле c5 · черен офицер на бяло поле f5 · черна пешка на бяло поле h5 · бяла пешка на бяло поле c4 · черна пешка на бяло поле e4 · бяла пешка на черно поле f4 · черен кон на бяло поле g4 · бяла пешка на бяло поле b3 · бяла пешка на черно поле e3 · бяла пешка на черно поле g3 · бяла пешка на бяло поле h3 · бяла пешка на бяло поле a2 · бял офицер на черно поле b2 · бяла дама на бяло поле c2 · бяла пешка на черно поле d2 · бял офицер на бяло поле e2 · бял топ на черно поле a1 · бял кон на бяло поле b1 · бял цар на черно поле e1 · бял топ на бяло поле h1 | черен цар на бяло поле c8 · черен топ на черно поле d8 · черен топ на черно поле h8 · черна пешка на черно поле a7 · черна пешка на бяло поле b7 · черна пешка на черно поле c7 · черна дама на черно поле e7 · черна пешка на бяло поле f7 · черна пешка на черно поле g7 · черна пешка на бяло поле c6 · черен офицер на черно поле c5 · черен офицер на бяло поле f5 · черна пешка на бяло поле h5 · бяла пешка на бяло поле c4 · черна пешка на бяло поле e4 · бяла пешка на черно поле f4 · черен кон на бяло поле g4 · бяла пешка на бяло поле b3 · бяла пешка на черно поле e3 · бяла пешка на черно поле g3 · бяла пешка на бяло поле h3 · бяла пешка на бяло поле a2 · бял офицер на черно поле b2 · бяла дама на бяло поле c2 · бяла пешка на черно поле d2 · бял офицер на бяло поле e2 · бял топ на черно поле a1 · бял кон на бяло поле b1 · бял цар на черно поле e1 · бял топ на бяло поле h1 | черен цар на бяло поле c8 · черен топ на черно поле d8 · черен топ на черно поле h8 · черна пешка на черно поле a7 · черна пешка на бяло поле b7 · черна пешка на черно поле c7 · черна дама на черно поле e7 · черна пешка на бяло поле f7 · черна пешка на черно поле g7 · черна пешка на бяло поле c6 · черен офицер на черно поле c5 · черен офицер на бяло поле f5 · черна пешка на бяло поле h5 · бяла пешка на бяло поле c4 · черна пешка на бяло поле e4 · бяла пешка на черно поле f4 · черен кон на бяло поле g4 · бяла пешка на бяло поле b3 · бяла пешка на черно поле e3 · бяла пешка на черно поле g3 · бяла пешка на бяло поле h3 · бяла пешка на бяло поле a2 · бял офицер на черно поле b2 · бяла дама на бяло поле c2 · бяла пешка на черно поле d2 · бял офицер на бяло поле e2 · бял топ на черно поле a1 · бял кон на бяло поле b1 · бял цар на черно поле e1 · бял топ на бяло поле h1 | черен цар на бяло поле c8 · черен топ на черно поле d8 · черен топ на черно поле h8 · черна пешка на черно поле a7 · черна пешка на бяло поле b7 · черна пешка на черно поле c7 · черна дама на черно поле e7 · черна пешка на бяло поле f7 · черна пешка на черно поле g7 · черна пешка на бяло поле c6 · черен офицер на черно поле c5 · черен офицер на бяло поле f5 · черна пешка на бяло поле h5 · бяла пешка на бяло поле c4 · черна пешка на бяло поле e4 · бяла пешка на черно поле f4 · черен кон на бяло поле g4 · бяла пешка на бяло поле b3 · бяла пешка на черно поле e3 · бяла пешка на черно поле g3 · бяла пешка на бяло поле h3 · бяла пешка на бяло поле a2 · бял офицер на черно поле b2 · бяла дама на бяло поле c2 · бяла пешка на черно поле d2 · бял офицер на бяло поле e2 · бял топ на черно поле a1 · бял кон на бяло поле b1 · бял цар на черно поле e1 · бял топ на бяло поле h1 | черен цар на бяло поле c8 · черен топ на черно поле d8 · черен топ на черно поле h8 · черна пешка на черно поле a7 · черна пешка на бяло поле b7 · черна пешка на черно поле c7 · черна дама на черно поле e7 · черна пешка на бяло поле f7 · черна пешка на черно поле g7 · черна пешка на бяло поле c6 · черен офицер на черно поле c5 · черен офицер на бяло поле f5 · черна пешка на бяло поле h5 · бяла пешка на бяло поле c4 · черна пешка на бяло поле e4 · бяла пешка на черно поле f4 · черен кон на бяло поле g4 · бяла пешка на бяло поле b3 · бяла пешка на черно поле e3 · бяла пешка на черно поле g3 · бяла пешка на бяло поле h3 · бяла пешка на бяло поле a2 · бял офицер на черно поле b2 · бяла дама на бяло поле c2 · бяла пешка на черно поле d2 · бял офицер на бяло поле e2 · бял топ на черно поле a1 · бял кон на бяло поле b1 · бял цар на черно поле e1 · бял топ на бяло поле h1 | 2 |
| 1 | черен цар на бяло поле c8 · черен топ на черно поле d8 · черен топ на черно поле h8 · черна пешка на черно поле a7 · черна пешка на бяло поле b7 · черна пешка на черно поле c7 · черна дама на черно поле e7 · черна пешка на бяло поле f7 · черна пешка на черно поле g7 · черна пешка на бяло поле c6 · черен офицер на черно поле c5 · черен офицер на бяло поле f5 · черна пешка на бяло поле h5 · бяла пешка на бяло поле c4 · черна пешка на бяло поле e4 · бяла пешка на черно поле f4 · черен кон на бяло поле g4 · бяла пешка на бяло поле b3 · бяла пешка на черно поле e3 · бяла пешка на черно поле g3 · бяла пешка на бяло поле h3 · бяла пешка на бяло поле a2 · бял офицер на черно поле b2 · бяла дама на бяло поле c2 · бяла пешка на черно поле d2 · бял офицер на бяло поле e2 · бял топ на черно поле a1 · бял кон на бяло поле b1 · бял цар на черно поле e1 · бял топ на бяло поле h1 | черен цар на бяло поле c8 · черен топ на черно поле d8 · черен топ на черно поле h8 · черна пешка на черно поле a7 · черна пешка на бяло поле b7 · черна пешка на черно поле c7 · черна дама на черно поле e7 · черна пешка на бяло поле f7 · черна пешка на черно поле g7 · черна пешка на бяло поле c6 · черен офицер на черно поле c5 · черен офицер на бяло поле f5 · черна пешка на бяло поле h5 · бяла пешка на бяло поле c4 · черна пешка на бяло поле e4 · бяла пешка на черно поле f4 · черен кон на бяло поле g4 · бяла пешка на бяло поле b3 · бяла пешка на черно поле e3 · бяла пешка на черно поле g3 · бяла пешка на бяло поле h3 · бяла пешка на бяло поле a2 · бял офицер на черно поле b2 · бяла дама на бяло поле c2 · бяла пешка на черно поле d2 · бял офицер на бяло поле e2 · бял топ на черно поле a1 · бял кон на бяло поле b1 · бял цар на черно поле e1 · бял топ на бяло поле h1 | черен цар на бяло поле c8 · черен топ на черно поле d8 · черен топ на черно поле h8 · черна пешка на черно поле a7 · черна пешка на бяло поле b7 · черна пешка на черно поле c7 · черна дама на черно поле e7 · черна пешка на бяло поле f7 · черна пешка на черно поле g7 · черна пешка на бяло поле c6 · черен офицер на черно поле c5 · черен офицер на бяло поле f5 · черна пешка на бяло поле h5 · бяла пешка на бяло поле c4 · черна пешка на бяло поле e4 · бяла пешка на черно поле f4 · черен кон на бяло поле g4 · бяла пешка на бяло поле b3 · бяла пешка на черно поле e3 · бяла пешка на черно поле g3 · бяла пешка на бяло поле h3 · бяла пешка на бяло поле a2 · бял офицер на черно поле b2 · бяла дама на бяло поле c2 · бяла пешка на черно поле d2 · бял офицер на бяло поле e2 · бял топ на черно поле a1 · бял кон на бяло поле b1 · бял цар на черно поле e1 · бял топ на бяло поле h1 | черен цар на бяло поле c8 · черен топ на черно поле d8 · черен топ на черно поле h8 · черна пешка на черно поле a7 · черна пешка на бяло поле b7 · черна пешка на черно поле c7 · черна дама на черно поле e7 · черна пешка на бяло поле f7 · черна пешка на черно поле g7 · черна пешка на бяло поле c6 · черен офицер на черно поле c5 · черен офицер на бяло поле f5 · черна пешка на бяло поле h5 · бяла пешка на бяло поле c4 · черна пешка на бяло поле e4 · бяла пешка на черно поле f4 · черен кон на бяло поле g4 · бяла пешка на бяло поле b3 · бяла пешка на черно поле e3 · бяла пешка на черно поле g3 · бяла пешка на бяло поле h3 · бяла пешка на бяло поле a2 · бял офицер на черно поле b2 · бяла дама на бяло поле c2 · бяла пешка на черно поле d2 · бял офицер на бяло поле e2 · бял топ на черно поле a1 · бял кон на бяло поле b1 · бял цар на черно поле e1 · бял топ на бяло поле h1 | черен цар на бяло поле c8 · черен топ на черно поле d8 · черен топ на черно поле h8 · черна пешка на черно поле a7 · черна пешка на бяло поле b7 · черна пешка на черно поле c7 · черна дама на черно поле e7 · черна пешка на бяло поле f7 · черна пешка на черно поле g7 · черна пешка на бяло поле c6 · черен офицер на черно поле c5 · черен офицер на бяло поле f5 · черна пешка на бяло поле h5 · бяла пешка на бяло поле c4 · черна пешка на бяло поле e4 · бяла пешка на черно поле f4 · черен кон на бяло поле g4 · бяла пешка на бяло поле b3 · бяла пешка на черно поле e3 · бяла пешка на черно поле g3 · бяла пешка на бяло поле h3 · бяла пешка на бяло поле a2 · бял офицер на черно поле b2 · бяла дама на бяло поле c2 · бяла пешка на черно поле d2 · бял офицер на бяло поле e2 · бял топ на черно поле a1 · бял кон на бяло поле b1 · бял цар на черно поле e1 · бял топ на бяло поле h1 | черен цар на бяло поле c8 · черен топ на черно поле d8 · черен топ на черно поле h8 · черна пешка на черно поле a7 · черна пешка на бяло поле b7 · черна пешка на черно поле c7 · черна дама на черно поле e7 · черна пешка на бяло поле f7 · черна пешка на черно поле g7 · черна пешка на бяло поле c6 · черен офицер на черно поле c5 · черен офицер на бяло поле f5 · черна пешка на бяло поле h5 · бяла пешка на бяло поле c4 · черна пешка на бяло поле e4 · бяла пешка на черно поле f4 · черен кон на бяло поле g4 · бяла пешка на бяло поле b3 · бяла пешка на черно поле e3 · бяла пешка на черно поле g3 · бяла пешка на бяло поле h3 · бяла пешка на бяло поле a2 · бял офицер на черно поле b2 · бяла дама на бяло поле c2 · бяла пешка на черно поле d2 · бял офицер на бяло поле e2 · бял топ на черно поле a1 · бял кон на бяло поле b1 · бял цар на черно поле e1 · бял топ на бяло поле h1 | черен цар на бяло поле c8 · черен топ на черно поле d8 · черен топ на черно поле h8 · черна пешка на черно поле a7 · черна пешка на бяло поле b7 · черна пешка на черно поле c7 · черна дама на черно поле e7 · черна пешка на бяло поле f7 · черна пешка на черно поле g7 · черна пешка на бяло поле c6 · черен офицер на черно поле c5 · черен офицер на бяло поле f5 · черна пешка на бяло поле h5 · бяла пешка на бяло поле c4 · черна пешка на бяло поле e4 · бяла пешка на черно поле f4 · черен кон на бяло поле g4 · бяла пешка на бяло поле b3 · бяла пешка на черно поле e3 · бяла пешка на черно поле g3 · бяла пешка на бяло поле h3 · бяла пешка на бяло поле a2 · бял офицер на черно поле b2 · бяла дама на бяло поле c2 · бяла пешка на черно поле d2 · бял офицер на бяло поле e2 · бял топ на черно поле a1 · бял кон на бяло поле b1 · бял цар на черно поле e1 · бял топ на бяло поле h1 | черен цар на бяло поле c8 · черен топ на черно поле d8 · черен топ на черно поле h8 · черна пешка на черно поле a7 · черна пешка на бяло поле b7 · черна пешка на черно поле c7 · черна дама на черно поле e7 · черна пешка на бяло поле f7 · черна пешка на черно поле g7 · черна пешка на бяло поле c6 · черен офицер на черно поле c5 · черен офицер на бяло поле f5 · черна пешка на бяло поле h5 · бяла пешка на бяло поле c4 · черна пешка на бяло поле e4 · бяла пешка на черно поле f4 · черен кон на бяло поле g4 · бяла пешка на бяло поле b3 · бяла пешка на черно поле e3 · бяла пешка на черно поле g3 · бяла пешка на бяло поле h3 · бяла пешка на бяло поле a2 · бял офицер на черно поле b2 · бяла дама на бяло поле c2 · бяла пешка на черно поле d2 · бял офицер на бяло поле e2 · бял топ на черно поле a1 · бял кон на бяло поле b1 · бял цар на черно поле e1 · бял топ на бяло поле h1 | 1 |
|   | a | b | c | d | e | f | g | h |   |

|   | a | b | c | d | e | f | g | h |   |
| 8 | черен цар на бяло поле c8 · черен топ на черно поле d8 · черна пешка на черно поле a7 · черна пешка на бяло поле b7 · черна пешка на черно поле c7 · черна пешка на бяло поле f7 · черна пешка на черно поле g7 · черна пешка на бяло поле c6 · черен офицер на черно поле c5 · черен офицер на бяло поле f5 · бяла пешка на бяло поле c4 · черна пешка на бяло поле e4 · бяла пешка на черно поле f4 · бяла пешка на бяло поле g4 · черна дама на черно поле h4 · бяла пешка на бяло поле b3 · бяла пешка на черно поле e3 · бяла пешка на бяло поле a2 · бял офицер на черно поле b2 · бяла дама на бяло поле c2 · бяла пешка на черно поле d2 · бял офицер на бяло поле e2 · бял топ на черно поле a1 · бял кон на бяло поле b1 · бял цар на бяло поле d1 · черна дама на бяло поле f1 | черен цар на бяло поле c8 · черен топ на черно поле d8 · черна пешка на черно поле a7 · черна пешка на бяло поле b7 · черна пешка на черно поле c7 · черна пешка на бяло поле f7 · черна пешка на черно поле g7 · черна пешка на бяло поле c6 · черен офицер на черно поле c5 · черен офицер на бяло поле f5 · бяла пешка на бяло поле c4 · черна пешка на бяло поле e4 · бяла пешка на черно поле f4 · бяла пешка на бяло поле g4 · черна дама на черно поле h4 · бяла пешка на бяло поле b3 · бяла пешка на черно поле e3 · бяла пешка на бяло поле a2 · бял офицер на черно поле b2 · бяла дама на бяло поле c2 · бяла пешка на черно поле d2 · бял офицер на бяло поле e2 · бял топ на черно поле a1 · бял кон на бяло поле b1 · бял цар на бяло поле d1 · черна дама на бяло поле f1 | черен цар на бяло поле c8 · черен топ на черно поле d8 · черна пешка на черно поле a7 · черна пешка на бяло поле b7 · черна пешка на черно поле c7 · черна пешка на бяло поле f7 · черна пешка на черно поле g7 · черна пешка на бяло поле c6 · черен офицер на черно поле c5 · черен офицер на бяло поле f5 · бяла пешка на бяло поле c4 · черна пешка на бяло поле e4 · бяла пешка на черно поле f4 · бяла пешка на бяло поле g4 · черна дама на черно поле h4 · бяла пешка на бяло поле b3 · бяла пешка на черно поле e3 · бяла пешка на бяло поле a2 · бял офицер на черно поле b2 · бяла дама на бяло поле c2 · бяла пешка на черно поле d2 · бял офицер на бяло поле e2 · бял топ на черно поле a1 · бял кон на бяло поле b1 · бял цар на бяло поле d1 · черна дама на бяло поле f1 | черен цар на бяло поле c8 · черен топ на черно поле d8 · черна пешка на черно поле a7 · черна пешка на бяло поле b7 · черна пешка на черно поле c7 · черна пешка на бяло поле f7 · черна пешка на черно поле g7 · черна пешка на бяло поле c6 · черен офицер на черно поле c5 · черен офицер на бяло поле f5 · бяла пешка на бяло поле c4 · черна пешка на бяло поле e4 · бяла пешка на черно поле f4 · бяла пешка на бяло поле g4 · черна дама на черно поле h4 · бяла пешка на бяло поле b3 · бяла пешка на черно поле e3 · бяла пешка на бяло поле a2 · бял офицер на черно поле b2 · бяла дама на бяло поле c2 · бяла пешка на черно поле d2 · бял офицер на бяло поле e2 · бял топ на черно поле a1 · бял кон на бяло поле b1 · бял цар на бяло поле d1 · черна дама на бяло поле f1 | черен цар на бяло поле c8 · черен топ на черно поле d8 · черна пешка на черно поле a7 · черна пешка на бяло поле b7 · черна пешка на черно поле c7 · черна пешка на бяло поле f7 · черна пешка на черно поле g7 · черна пешка на бяло поле c6 · черен офицер на черно поле c5 · черен офицер на бяло поле f5 · бяла пешка на бяло поле c4 · черна пешка на бяло поле e4 · бяла пешка на черно поле f4 · бяла пешка на бяло поле g4 · черна дама на черно поле h4 · бяла пешка на бяло поле b3 · бяла пешка на черно поле e3 · бяла пешка на бяло поле a2 · бял офицер на черно поле b2 · бяла дама на бяло поле c2 · бяла пешка на черно поле d2 · бял офицер на бяло поле e2 · бял топ на черно поле a1 · бял кон на бяло поле b1 · бял цар на бяло поле d1 · черна дама на бяло поле f1 | черен цар на бяло поле c8 · черен топ на черно поле d8 · черна пешка на черно поле a7 · черна пешка на бяло поле b7 · черна пешка на черно поле c7 · черна пешка на бяло поле f7 · черна пешка на черно поле g7 · черна пешка на бяло поле c6 · черен офицер на черно поле c5 · черен офицер на бяло поле f5 · бяла пешка на бяло поле c4 · черна пешка на бяло поле e4 · бяла пешка на черно поле f4 · бяла пешка на бяло поле g4 · черна дама на черно поле h4 · бяла пешка на бяло поле b3 · бяла пешка на черно поле e3 · бяла пешка на бяло поле a2 · бял офицер на черно поле b2 · бяла дама на бяло поле c2 · бяла пешка на черно поле d2 · бял офицер на бяло поле e2 · бял топ на черно поле a1 · бял кон на бяло поле b1 · бял цар на бяло поле d1 · черна дама на бяло поле f1 | черен цар на бяло поле c8 · черен топ на черно поле d8 · черна пешка на черно поле a7 · черна пешка на бяло поле b7 · черна пешка на черно поле c7 · черна пешка на бяло поле f7 · черна пешка на черно поле g7 · черна пешка на бяло поле c6 · черен офицер на черно поле c5 · черен офицер на бяло поле f5 · бяла пешка на бяло поле c4 · черна пешка на бяло поле e4 · бяла пешка на черно поле f4 · бяла пешка на бяло поле g4 · черна дама на черно поле h4 · бяла пешка на бяло поле b3 · бяла пешка на черно поле e3 · бяла пешка на бяло поле a2 · бял офицер на черно поле b2 · бяла дама на бяло поле c2 · бяла пешка на черно поле d2 · бял офицер на бяло поле e2 · бял топ на черно поле a1 · бял кон на бяло поле b1 · бял цар на бяло поле d1 · черна дама на бяло поле f1 | черен цар на бяло поле c8 · черен топ на черно поле d8 · черна пешка на черно поле a7 · черна пешка на бяло поле b7 · черна пешка на черно поле c7 · черна пешка на бяло поле f7 · черна пешка на черно поле g7 · черна пешка на бяло поле c6 · черен офицер на черно поле c5 · черен офицер на бяло поле f5 · бяла пешка на бяло поле c4 · черна пешка на бяло поле e4 · бяла пешка на черно поле f4 · бяла пешка на бяло поле g4 · черна дама на черно поле h4 · бяла пешка на бяло поле b3 · бяла пешка на черно поле e3 · бяла пешка на бяло поле a2 · бял офицер на черно поле b2 · бяла дама на бяло поле c2 · бяла пешка на черно поле d2 · бял офицер на бяло поле e2 · бял топ на черно поле a1 · бял кон на бяло поле b1 · бял цар на бяло поле d1 · черна дама на бяло поле f1 | 8 |
| 7 | черен цар на бяло поле c8 · черен топ на черно поле d8 · черна пешка на черно поле a7 · черна пешка на бяло поле b7 · черна пешка на черно поле c7 · черна пешка на бяло поле f7 · черна пешка на черно поле g7 · черна пешка на бяло поле c6 · черен офицер на черно поле c5 · черен офицер на бяло поле f5 · бяла пешка на бяло поле c4 · черна пешка на бяло поле e4 · бяла пешка на черно поле f4 · бяла пешка на бяло поле g4 · черна дама на черно поле h4 · бяла пешка на бяло поле b3 · бяла пешка на черно поле e3 · бяла пешка на бяло поле a2 · бял офицер на черно поле b2 · бяла дама на бяло поле c2 · бяла пешка на черно поле d2 · бял офицер на бяло поле e2 · бял топ на черно поле a1 · бял кон на бяло поле b1 · бял цар на бяло поле d1 · черна дама на бяло поле f1 | черен цар на бяло поле c8 · черен топ на черно поле d8 · черна пешка на черно поле a7 · черна пешка на бяло поле b7 · черна пешка на черно поле c7 · черна пешка на бяло поле f7 · черна пешка на черно поле g7 · черна пешка на бяло поле c6 · черен офицер на черно поле c5 · черен офицер на бяло поле f5 · бяла пешка на бяло поле c4 · черна пешка на бяло поле e4 · бяла пешка на черно поле f4 · бяла пешка на бяло поле g4 · черна дама на черно поле h4 · бяла пешка на бяло поле b3 · бяла пешка на черно поле e3 · бяла пешка на бяло поле a2 · бял офицер на черно поле b2 · бяла дама на бяло поле c2 · бяла пешка на черно поле d2 · бял офицер на бяло поле e2 · бял топ на черно поле a1 · бял кон на бяло поле b1 · бял цар на бяло поле d1 · черна дама на бяло поле f1 | черен цар на бяло поле c8 · черен топ на черно поле d8 · черна пешка на черно поле a7 · черна пешка на бяло поле b7 · черна пешка на черно поле c7 · черна пешка на бяло поле f7 · черна пешка на черно поле g7 · черна пешка на бяло поле c6 · черен офицер на черно поле c5 · черен офицер на бяло поле f5 · бяла пешка на бяло поле c4 · черна пешка на бяло поле e4 · бяла пешка на черно поле f4 · бяла пешка на бяло поле g4 · черна дама на черно поле h4 · бяла пешка на бяло поле b3 · бяла пешка на черно поле e3 · бяла пешка на бяло поле a2 · бял офицер на черно поле b2 · бяла дама на бяло поле c2 · бяла пешка на черно поле d2 · бял офицер на бяло поле e2 · бял топ на черно поле a1 · бял кон на бяло поле b1 · бял цар на бяло поле d1 · черна дама на бяло поле f1 | черен цар на бяло поле c8 · черен топ на черно поле d8 · черна пешка на черно поле a7 · черна пешка на бяло поле b7 · черна пешка на черно поле c7 · черна пешка на бяло поле f7 · черна пешка на черно поле g7 · черна пешка на бяло поле c6 · черен офицер на черно поле c5 · черен офицер на бяло поле f5 · бяла пешка на бяло поле c4 · черна пешка на бяло поле e4 · бяла пешка на черно поле f4 · бяла пешка на бяло поле g4 · черна дама на черно поле h4 · бяла пешка на бяло поле b3 · бяла пешка на черно поле e3 · бяла пешка на бяло поле a2 · бял офицер на черно поле b2 · бяла дама на бяло поле c2 · бяла пешка на черно поле d2 · бял офицер на бяло поле e2 · бял топ на черно поле a1 · бял кон на бяло поле b1 · бял цар на бяло поле d1 · черна дама на бяло поле f1 | черен цар на бяло поле c8 · черен топ на черно поле d8 · черна пешка на черно поле a7 · черна пешка на бяло поле b7 · черна пешка на черно поле c7 · черна пешка на бяло поле f7 · черна пешка на черно поле g7 · черна пешка на бяло поле c6 · черен офицер на черно поле c5 · черен офицер на бяло поле f5 · бяла пешка на бяло поле c4 · черна пешка на бяло поле e4 · бяла пешка на черно поле f4 · бяла пешка на бяло поле g4 · черна дама на черно поле h4 · бяла пешка на бяло поле b3 · бяла пешка на черно поле e3 · бяла пешка на бяло поле a2 · бял офицер на черно поле b2 · бяла дама на бяло поле c2 · бяла пешка на черно поле d2 · бял офицер на бяло поле e2 · бял топ на черно поле a1 · бял кон на бяло поле b1 · бял цар на бяло поле d1 · черна дама на бяло поле f1 | черен цар на бяло поле c8 · черен топ на черно поле d8 · черна пешка на черно поле a7 · черна пешка на бяло поле b7 · черна пешка на черно поле c7 · черна пешка на бяло поле f7 · черна пешка на черно поле g7 · черна пешка на бяло поле c6 · черен офицер на черно поле c5 · черен офицер на бяло поле f5 · бяла пешка на бяло поле c4 · черна пешка на бяло поле e4 · бяла пешка на черно поле f4 · бяла пешка на бяло поле g4 · черна дама на черно поле h4 · бяла пешка на бяло поле b3 · бяла пешка на черно поле e3 · бяла пешка на бяло поле a2 · бял офицер на черно поле b2 · бяла дама на бяло поле c2 · бяла пешка на черно поле d2 · бял офицер на бяло поле e2 · бял топ на черно поле a1 · бял кон на бяло поле b1 · бял цар на бяло поле d1 · черна дама на бяло поле f1 | черен цар на бяло поле c8 · черен топ на черно поле d8 · черна пешка на черно поле a7 · черна пешка на бяло поле b7 · черна пешка на черно поле c7 · черна пешка на бяло поле f7 · черна пешка на черно поле g7 · черна пешка на бяло поле c6 · черен офицер на черно поле c5 · черен офицер на бяло поле f5 · бяла пешка на бяло поле c4 · черна пешка на бяло поле e4 · бяла пешка на черно поле f4 · бяла пешка на бяло поле g4 · черна дама на черно поле h4 · бяла пешка на бяло поле b3 · бяла пешка на черно поле e3 · бяла пешка на бяло поле a2 · бял офицер на черно поле b2 · бяла дама на бяло поле c2 · бяла пешка на черно поле d2 · бял офицер на бяло поле e2 · бял топ на черно поле a1 · бял кон на бяло поле b1 · бял цар на бяло поле d1 · черна дама на бяло поле f1 | черен цар на бяло поле c8 · черен топ на черно поле d8 · черна пешка на черно поле a7 · черна пешка на бяло поле b7 · черна пешка на черно поле c7 · черна пешка на бяло поле f7 · черна пешка на черно поле g7 · черна пешка на бяло поле c6 · черен офицер на черно поле c5 · черен офицер на бяло поле f5 · бяла пешка на бяло поле c4 · черна пешка на бяло поле e4 · бяла пешка на черно поле f4 · бяла пешка на бяло поле g4 · черна дама на черно поле h4 · бяла пешка на бяло поле b3 · бяла пешка на черно поле e3 · бяла пешка на бяло поле a2 · бял офицер на черно поле b2 · бяла дама на бяло поле c2 · бяла пешка на черно поле d2 · бял офицер на бяло поле e2 · бял топ на черно поле a1 · бял кон на бяло поле b1 · бял цар на бяло поле d1 · черна дама на бяло поле f1 | 7 |
| 6 | черен цар на бяло поле c8 · черен топ на черно поле d8 · черна пешка на черно поле a7 · черна пешка на бяло поле b7 · черна пешка на черно поле c7 · черна пешка на бяло поле f7 · черна пешка на черно поле g7 · черна пешка на бяло поле c6 · черен офицер на черно поле c5 · черен офицер на бяло поле f5 · бяла пешка на бяло поле c4 · черна пешка на бяло поле e4 · бяла пешка на черно поле f4 · бяла пешка на бяло поле g4 · черна дама на черно поле h4 · бяла пешка на бяло поле b3 · бяла пешка на черно поле e3 · бяла пешка на бяло поле a2 · бял офицер на черно поле b2 · бяла дама на бяло поле c2 · бяла пешка на черно поле d2 · бял офицер на бяло поле e2 · бял топ на черно поле a1 · бял кон на бяло поле b1 · бял цар на бяло поле d1 · черна дама на бяло поле f1 | черен цар на бяло поле c8 · черен топ на черно поле d8 · черна пешка на черно поле a7 · черна пешка на бяло поле b7 · черна пешка на черно поле c7 · черна пешка на бяло поле f7 · черна пешка на черно поле g7 · черна пешка на бяло поле c6 · черен офицер на черно поле c5 · черен офицер на бяло поле f5 · бяла пешка на бяло поле c4 · черна пешка на бяло поле e4 · бяла пешка на черно поле f4 · бяла пешка на бяло поле g4 · черна дама на черно поле h4 · бяла пешка на бяло поле b3 · бяла пешка на черно поле e3 · бяла пешка на бяло поле a2 · бял офицер на черно поле b2 · бяла дама на бяло поле c2 · бяла пешка на черно поле d2 · бял офицер на бяло поле e2 · бял топ на черно поле a1 · бял кон на бяло поле b1 · бял цар на бяло поле d1 · черна дама на бяло поле f1 | черен цар на бяло поле c8 · черен топ на черно поле d8 · черна пешка на черно поле a7 · черна пешка на бяло поле b7 · черна пешка на черно поле c7 · черна пешка на бяло поле f7 · черна пешка на черно поле g7 · черна пешка на бяло поле c6 · черен офицер на черно поле c5 · черен офицер на бяло поле f5 · бяла пешка на бяло поле c4 · черна пешка на бяло поле e4 · бяла пешка на черно поле f4 · бяла пешка на бяло поле g4 · черна дама на черно поле h4 · бяла пешка на бяло поле b3 · бяла пешка на черно поле e3 · бяла пешка на бяло поле a2 · бял офицер на черно поле b2 · бяла дама на бяло поле c2 · бяла пешка на черно поле d2 · бял офицер на бяло поле e2 · бял топ на черно поле a1 · бял кон на бяло поле b1 · бял цар на бяло поле d1 · черна дама на бяло поле f1 | черен цар на бяло поле c8 · черен топ на черно поле d8 · черна пешка на черно поле a7 · черна пешка на бяло поле b7 · черна пешка на черно поле c7 · черна пешка на бяло поле f7 · черна пешка на черно поле g7 · черна пешка на бяло поле c6 · черен офицер на черно поле c5 · черен офицер на бяло поле f5 · бяла пешка на бяло поле c4 · черна пешка на бяло поле e4 · бяла пешка на черно поле f4 · бяла пешка на бяло поле g4 · черна дама на черно поле h4 · бяла пешка на бяло поле b3 · бяла пешка на черно поле e3 · бяла пешка на бяло поле a2 · бял офицер на черно поле b2 · бяла дама на бяло поле c2 · бяла пешка на черно поле d2 · бял офицер на бяло поле e2 · бял топ на черно поле a1 · бял кон на бяло поле b1 · бял цар на бяло поле d1 · черна дама на бяло поле f1 | черен цар на бяло поле c8 · черен топ на черно поле d8 · черна пешка на черно поле a7 · черна пешка на бяло поле b7 · черна пешка на черно поле c7 · черна пешка на бяло поле f7 · черна пешка на черно поле g7 · черна пешка на бяло поле c6 · черен офицер на черно поле c5 · черен офицер на бяло поле f5 · бяла пешка на бяло поле c4 · черна пешка на бяло поле e4 · бяла пешка на черно поле f4 · бяла пешка на бяло поле g4 · черна дама на черно поле h4 · бяла пешка на бяло поле b3 · бяла пешка на черно поле e3 · бяла пешка на бяло поле a2 · бял офицер на черно поле b2 · бяла дама на бяло поле c2 · бяла пешка на черно поле d2 · бял офицер на бяло поле e2 · бял топ на черно поле a1 · бял кон на бяло поле b1 · бял цар на бяло поле d1 · черна дама на бяло поле f1 | черен цар на бяло поле c8 · черен топ на черно поле d8 · черна пешка на черно поле a7 · черна пешка на бяло поле b7 · черна пешка на черно поле c7 · черна пешка на бяло поле f7 · черна пешка на черно поле g7 · черна пешка на бяло поле c6 · черен офицер на черно поле c5 · черен офицер на бяло поле f5 · бяла пешка на бяло поле c4 · черна пешка на бяло поле e4 · бяла пешка на черно поле f4 · бяла пешка на бяло поле g4 · черна дама на черно поле h4 · бяла пешка на бяло поле b3 · бяла пешка на черно поле e3 · бяла пешка на бяло поле a2 · бял офицер на черно поле b2 · бяла дама на бяло поле c2 · бяла пешка на черно поле d2 · бял офицер на бяло поле e2 · бял топ на черно поле a1 · бял кон на бяло поле b1 · бял цар на бяло поле d1 · черна дама на бяло поле f1 | черен цар на бяло поле c8 · черен топ на черно поле d8 · черна пешка на черно поле a7 · черна пешка на бяло поле b7 · черна пешка на черно поле c7 · черна пешка на бяло поле f7 · черна пешка на черно поле g7 · черна пешка на бяло поле c6 · черен офицер на черно поле c5 · черен офицер на бяло поле f5 · бяла пешка на бяло поле c4 · черна пешка на бяло поле e4 · бяла пешка на черно поле f4 · бяла пешка на бяло поле g4 · черна дама на черно поле h4 · бяла пешка на бяло поле b3 · бяла пешка на черно поле e3 · бяла пешка на бяло поле a2 · бял офицер на черно поле b2 · бяла дама на бяло поле c2 · бяла пешка на черно поле d2 · бял офицер на бяло поле e2 · бял топ на черно поле a1 · бял кон на бяло поле b1 · бял цар на бяло поле d1 · черна дама на бяло поле f1 | черен цар на бяло поле c8 · черен топ на черно поле d8 · черна пешка на черно поле a7 · черна пешка на бяло поле b7 · черна пешка на черно поле c7 · черна пешка на бяло поле f7 · черна пешка на черно поле g7 · черна пешка на бяло поле c6 · черен офицер на черно поле c5 · черен офицер на бяло поле f5 · бяла пешка на бяло поле c4 · черна пешка на бяло поле e4 · бяла пешка на черно поле f4 · бяла пешка на бяло поле g4 · черна дама на черно поле h4 · бяла пешка на бяло поле b3 · бяла пешка на черно поле e3 · бяла пешка на бяло поле a2 · бял офицер на черно поле b2 · бяла дама на бяло поле c2 · бяла пешка на черно поле d2 · бял офицер на бяло поле e2 · бял топ на черно поле a1 · бял кон на бяло поле b1 · бял цар на бяло поле d1 · черна дама на бяло поле f1 | 6 |
| 5 | черен цар на бяло поле c8 · черен топ на черно поле d8 · черна пешка на черно поле a7 · черна пешка на бяло поле b7 · черна пешка на черно поле c7 · черна пешка на бяло поле f7 · черна пешка на черно поле g7 · черна пешка на бяло поле c6 · черен офицер на черно поле c5 · черен офицер на бяло поле f5 · бяла пешка на бяло поле c4 · черна пешка на бяло поле e4 · бяла пешка на черно поле f4 · бяла пешка на бяло поле g4 · черна дама на черно поле h4 · бяла пешка на бяло поле b3 · бяла пешка на черно поле e3 · бяла пешка на бяло поле a2 · бял офицер на черно поле b2 · бяла дама на бяло поле c2 · бяла пешка на черно поле d2 · бял офицер на бяло поле e2 · бял топ на черно поле a1 · бял кон на бяло поле b1 · бял цар на бяло поле d1 · черна дама на бяло поле f1 | черен цар на бяло поле c8 · черен топ на черно поле d8 · черна пешка на черно поле a7 · черна пешка на бяло поле b7 · черна пешка на черно поле c7 · черна пешка на бяло поле f7 · черна пешка на черно поле g7 · черна пешка на бяло поле c6 · черен офицер на черно поле c5 · черен офицер на бяло поле f5 · бяла пешка на бяло поле c4 · черна пешка на бяло поле e4 · бяла пешка на черно поле f4 · бяла пешка на бяло поле g4 · черна дама на черно поле h4 · бяла пешка на бяло поле b3 · бяла пешка на черно поле e3 · бяла пешка на бяло поле a2 · бял офицер на черно поле b2 · бяла дама на бяло поле c2 · бяла пешка на черно поле d2 · бял офицер на бяло поле e2 · бял топ на черно поле a1 · бял кон на бяло поле b1 · бял цар на бяло поле d1 · черна дама на бяло поле f1 | черен цар на бяло поле c8 · черен топ на черно поле d8 · черна пешка на черно поле a7 · черна пешка на бяло поле b7 · черна пешка на черно поле c7 · черна пешка на бяло поле f7 · черна пешка на черно поле g7 · черна пешка на бяло поле c6 · черен офицер на черно поле c5 · черен офицер на бяло поле f5 · бяла пешка на бяло поле c4 · черна пешка на бяло поле e4 · бяла пешка на черно поле f4 · бяла пешка на бяло поле g4 · черна дама на черно поле h4 · бяла пешка на бяло поле b3 · бяла пешка на черно поле e3 · бяла пешка на бяло поле a2 · бял офицер на черно поле b2 · бяла дама на бяло поле c2 · бяла пешка на черно поле d2 · бял офицер на бяло поле e2 · бял топ на черно поле a1 · бял кон на бяло поле b1 · бял цар на бяло поле d1 · черна дама на бяло поле f1 | черен цар на бяло поле c8 · черен топ на черно поле d8 · черна пешка на черно поле a7 · черна пешка на бяло поле b7 · черна пешка на черно поле c7 · черна пешка на бяло поле f7 · черна пешка на черно поле g7 · черна пешка на бяло поле c6 · черен офицер на черно поле c5 · черен офицер на бяло поле f5 · бяла пешка на бяло поле c4 · черна пешка на бяло поле e4 · бяла пешка на черно поле f4 · бяла пешка на бяло поле g4 · черна дама на черно поле h4 · бяла пешка на бяло поле b3 · бяла пешка на черно поле e3 · бяла пешка на бяло поле a2 · бял офицер на черно поле b2 · бяла дама на бяло поле c2 · бяла пешка на черно поле d2 · бял офицер на бяло поле e2 · бял топ на черно поле a1 · бял кон на бяло поле b1 · бял цар на бяло поле d1 · черна дама на бяло поле f1 | черен цар на бяло поле c8 · черен топ на черно поле d8 · черна пешка на черно поле a7 · черна пешка на бяло поле b7 · черна пешка на черно поле c7 · черна пешка на бяло поле f7 · черна пешка на черно поле g7 · черна пешка на бяло поле c6 · черен офицер на черно поле c5 · черен офицер на бяло поле f5 · бяла пешка на бяло поле c4 · черна пешка на бяло поле e4 · бяла пешка на черно поле f4 · бяла пешка на бяло поле g4 · черна дама на черно поле h4 · бяла пешка на бяло поле b3 · бяла пешка на черно поле e3 · бяла пешка на бяло поле a2 · бял офицер на черно поле b2 · бяла дама на бяло поле c2 · бяла пешка на черно поле d2 · бял офицер на бяло поле e2 · бял топ на черно поле a1 · бял кон на бяло поле b1 · бял цар на бяло поле d1 · черна дама на бяло поле f1 | черен цар на бяло поле c8 · черен топ на черно поле d8 · черна пешка на черно поле a7 · черна пешка на бяло поле b7 · черна пешка на черно поле c7 · черна пешка на бяло поле f7 · черна пешка на черно поле g7 · черна пешка на бяло поле c6 · черен офицер на черно поле c5 · черен офицер на бяло поле f5 · бяла пешка на бяло поле c4 · черна пешка на бяло поле e4 · бяла пешка на черно поле f4 · бяла пешка на бяло поле g4 · черна дама на черно поле h4 · бяла пешка на бяло поле b3 · бяла пешка на черно поле e3 · бяла пешка на бяло поле a2 · бял офицер на черно поле b2 · бяла дама на бяло поле c2 · бяла пешка на черно поле d2 · бял офицер на бяло поле e2 · бял топ на черно поле a1 · бял кон на бяло поле b1 · бял цар на бяло поле d1 · черна дама на бяло поле f1 | черен цар на бяло поле c8 · черен топ на черно поле d8 · черна пешка на черно поле a7 · черна пешка на бяло поле b7 · черна пешка на черно поле c7 · черна пешка на бяло поле f7 · черна пешка на черно поле g7 · черна пешка на бяло поле c6 · черен офицер на черно поле c5 · черен офицер на бяло поле f5 · бяла пешка на бяло поле c4 · черна пешка на бяло поле e4 · бяла пешка на черно поле f4 · бяла пешка на бяло поле g4 · черна дама на черно поле h4 · бяла пешка на бяло поле b3 · бяла пешка на черно поле e3 · бяла пешка на бяло поле a2 · бял офицер на черно поле b2 · бяла дама на бяло поле c2 · бяла пешка на черно поле d2 · бял офицер на бяло поле e2 · бял топ на черно поле a1 · бял кон на бяло поле b1 · бял цар на бяло поле d1 · черна дама на бяло поле f1 | черен цар на бяло поле c8 · черен топ на черно поле d8 · черна пешка на черно поле a7 · черна пешка на бяло поле b7 · черна пешка на черно поле c7 · черна пешка на бяло поле f7 · черна пешка на черно поле g7 · черна пешка на бяло поле c6 · черен офицер на черно поле c5 · черен офицер на бяло поле f5 · бяла пешка на бяло поле c4 · черна пешка на бяло поле e4 · бяла пешка на черно поле f4 · бяла пешка на бяло поле g4 · черна дама на черно поле h4 · бяла пешка на бяло поле b3 · бяла пешка на черно поле e3 · бяла пешка на бяло поле a2 · бял офицер на черно поле b2 · бяла дама на бяло поле c2 · бяла пешка на черно поле d2 · бял офицер на бяло поле e2 · бял топ на черно поле a1 · бял кон на бяло поле b1 · бял цар на бяло поле d1 · черна дама на бяло поле f1 | 5 |
| 4 | черен цар на бяло поле c8 · черен топ на черно поле d8 · черна пешка на черно поле a7 · черна пешка на бяло поле b7 · черна пешка на черно поле c7 · черна пешка на бяло поле f7 · черна пешка на черно поле g7 · черна пешка на бяло поле c6 · черен офицер на черно поле c5 · черен офицер на бяло поле f5 · бяла пешка на бяло поле c4 · черна пешка на бяло поле e4 · бяла пешка на черно поле f4 · бяла пешка на бяло поле g4 · черна дама на черно поле h4 · бяла пешка на бяло поле b3 · бяла пешка на черно поле e3 · бяла пешка на бяло поле a2 · бял офицер на черно поле b2 · бяла дама на бяло поле c2 · бяла пешка на черно поле d2 · бял офицер на бяло поле e2 · бял топ на черно поле a1 · бял кон на бяло поле b1 · бял цар на бяло поле d1 · черна дама на бяло поле f1 | черен цар на бяло поле c8 · черен топ на черно поле d8 · черна пешка на черно поле a7 · черна пешка на бяло поле b7 · черна пешка на черно поле c7 · черна пешка на бяло поле f7 · черна пешка на черно поле g7 · черна пешка на бяло поле c6 · черен офицер на черно поле c5 · черен офицер на бяло поле f5 · бяла пешка на бяло поле c4 · черна пешка на бяло поле e4 · бяла пешка на черно поле f4 · бяла пешка на бяло поле g4 · черна дама на черно поле h4 · бяла пешка на бяло поле b3 · бяла пешка на черно поле e3 · бяла пешка на бяло поле a2 · бял офицер на черно поле b2 · бяла дама на бяло поле c2 · бяла пешка на черно поле d2 · бял офицер на бяло поле e2 · бял топ на черно поле a1 · бял кон на бяло поле b1 · бял цар на бяло поле d1 · черна дама на бяло поле f1 | черен цар на бяло поле c8 · черен топ на черно поле d8 · черна пешка на черно поле a7 · черна пешка на бяло поле b7 · черна пешка на черно поле c7 · черна пешка на бяло поле f7 · черна пешка на черно поле g7 · черна пешка на бяло поле c6 · черен офицер на черно поле c5 · черен офицер на бяло поле f5 · бяла пешка на бяло поле c4 · черна пешка на бяло поле e4 · бяла пешка на черно поле f4 · бяла пешка на бяло поле g4 · черна дама на черно поле h4 · бяла пешка на бяло поле b3 · бяла пешка на черно поле e3 · бяла пешка на бяло поле a2 · бял офицер на черно поле b2 · бяла дама на бяло поле c2 · бяла пешка на черно поле d2 · бял офицер на бяло поле e2 · бял топ на черно поле a1 · бял кон на бяло поле b1 · бял цар на бяло поле d1 · черна дама на бяло поле f1 | черен цар на бяло поле c8 · черен топ на черно поле d8 · черна пешка на черно поле a7 · черна пешка на бяло поле b7 · черна пешка на черно поле c7 · черна пешка на бяло поле f7 · черна пешка на черно поле g7 · черна пешка на бяло поле c6 · черен офицер на черно поле c5 · черен офицер на бяло поле f5 · бяла пешка на бяло поле c4 · черна пешка на бяло поле e4 · бяла пешка на черно поле f4 · бяла пешка на бяло поле g4 · черна дама на черно поле h4 · бяла пешка на бяло поле b3 · бяла пешка на черно поле e3 · бяла пешка на бяло поле a2 · бял офицер на черно поле b2 · бяла дама на бяло поле c2 · бяла пешка на черно поле d2 · бял офицер на бяло поле e2 · бял топ на черно поле a1 · бял кон на бяло поле b1 · бял цар на бяло поле d1 · черна дама на бяло поле f1 | черен цар на бяло поле c8 · черен топ на черно поле d8 · черна пешка на черно поле a7 · черна пешка на бяло поле b7 · черна пешка на черно поле c7 · черна пешка на бяло поле f7 · черна пешка на черно поле g7 · черна пешка на бяло поле c6 · черен офицер на черно поле c5 · черен офицер на бяло поле f5 · бяла пешка на бяло поле c4 · черна пешка на бяло поле e4 · бяла пешка на черно поле f4 · бяла пешка на бяло поле g4 · черна дама на черно поле h4 · бяла пешка на бяло поле b3 · бяла пешка на черно поле e3 · бяла пешка на бяло поле a2 · бял офицер на черно поле b2 · бяла дама на бяло поле c2 · бяла пешка на черно поле d2 · бял офицер на бяло поле e2 · бял топ на черно поле a1 · бял кон на бяло поле b1 · бял цар на бяло поле d1 · черна дама на бяло поле f1 | черен цар на бяло поле c8 · черен топ на черно поле d8 · черна пешка на черно поле a7 · черна пешка на бяло поле b7 · черна пешка на черно поле c7 · черна пешка на бяло поле f7 · черна пешка на черно поле g7 · черна пешка на бяло поле c6 · черен офицер на черно поле c5 · черен офицер на бяло поле f5 · бяла пешка на бяло поле c4 · черна пешка на бяло поле e4 · бяла пешка на черно поле f4 · бяла пешка на бяло поле g4 · черна дама на черно поле h4 · бяла пешка на бяло поле b3 · бяла пешка на черно поле e3 · бяла пешка на бяло поле a2 · бял офицер на черно поле b2 · бяла дама на бяло поле c2 · бяла пешка на черно поле d2 · бял офицер на бяло поле e2 · бял топ на черно поле a1 · бял кон на бяло поле b1 · бял цар на бяло поле d1 · черна дама на бяло поле f1 | черен цар на бяло поле c8 · черен топ на черно поле d8 · черна пешка на черно поле a7 · черна пешка на бяло поле b7 · черна пешка на черно поле c7 · черна пешка на бяло поле f7 · черна пешка на черно поле g7 · черна пешка на бяло поле c6 · черен офицер на черно поле c5 · черен офицер на бяло поле f5 · бяла пешка на бяло поле c4 · черна пешка на бяло поле e4 · бяла пешка на черно поле f4 · бяла пешка на бяло поле g4 · черна дама на черно поле h4 · бяла пешка на бяло поле b3 · бяла пешка на черно поле e3 · бяла пешка на бяло поле a2 · бял офицер на черно поле b2 · бяла дама на бяло поле c2 · бяла пешка на черно поле d2 · бял офицер на бяло поле e2 · бял топ на черно поле a1 · бял кон на бяло поле b1 · бял цар на бяло поле d1 · черна дама на бяло поле f1 | черен цар на бяло поле c8 · черен топ на черно поле d8 · черна пешка на черно поле a7 · черна пешка на бяло поле b7 · черна пешка на черно поле c7 · черна пешка на бяло поле f7 · черна пешка на черно поле g7 · черна пешка на бяло поле c6 · черен офицер на черно поле c5 · черен офицер на бяло поле f5 · бяла пешка на бяло поле c4 · черна пешка на бяло поле e4 · бяла пешка на черно поле f4 · бяла пешка на бяло поле g4 · черна дама на черно поле h4 · бяла пешка на бяло поле b3 · бяла пешка на черно поле e3 · бяла пешка на бяло поле a2 · бял офицер на черно поле b2 · бяла дама на бяло поле c2 · бяла пешка на черно поле d2 · бял офицер на бяло поле e2 · бял топ на черно поле a1 · бял кон на бяло поле b1 · бял цар на бяло поле d1 · черна дама на бяло поле f1 | 4 |
| 3 | черен цар на бяло поле c8 · черен топ на черно поле d8 · черна пешка на черно поле a7 · черна пешка на бяло поле b7 · черна пешка на черно поле c7 · черна пешка на бяло поле f7 · черна пешка на черно поле g7 · черна пешка на бяло поле c6 · черен офицер на черно поле c5 · черен офицер на бяло поле f5 · бяла пешка на бяло поле c4 · черна пешка на бяло поле e4 · бяла пешка на черно поле f4 · бяла пешка на бяло поле g4 · черна дама на черно поле h4 · бяла пешка на бяло поле b3 · бяла пешка на черно поле e3 · бяла пешка на бяло поле a2 · бял офицер на черно поле b2 · бяла дама на бяло поле c2 · бяла пешка на черно поле d2 · бял офицер на бяло поле e2 · бял топ на черно поле a1 · бял кон на бяло поле b1 · бял цар на бяло поле d1 · черна дама на бяло поле f1 | черен цар на бяло поле c8 · черен топ на черно поле d8 · черна пешка на черно поле a7 · черна пешка на бяло поле b7 · черна пешка на черно поле c7 · черна пешка на бяло поле f7 · черна пешка на черно поле g7 · черна пешка на бяло поле c6 · черен офицер на черно поле c5 · черен офицер на бяло поле f5 · бяла пешка на бяло поле c4 · черна пешка на бяло поле e4 · бяла пешка на черно поле f4 · бяла пешка на бяло поле g4 · черна дама на черно поле h4 · бяла пешка на бяло поле b3 · бяла пешка на черно поле e3 · бяла пешка на бяло поле a2 · бял офицер на черно поле b2 · бяла дама на бяло поле c2 · бяла пешка на черно поле d2 · бял офицер на бяло поле e2 · бял топ на черно поле a1 · бял кон на бяло поле b1 · бял цар на бяло поле d1 · черна дама на бяло поле f1 | черен цар на бяло поле c8 · черен топ на черно поле d8 · черна пешка на черно поле a7 · черна пешка на бяло поле b7 · черна пешка на черно поле c7 · черна пешка на бяло поле f7 · черна пешка на черно поле g7 · черна пешка на бяло поле c6 · черен офицер на черно поле c5 · черен офицер на бяло поле f5 · бяла пешка на бяло поле c4 · черна пешка на бяло поле e4 · бяла пешка на черно поле f4 · бяла пешка на бяло поле g4 · черна дама на черно поле h4 · бяла пешка на бяло поле b3 · бяла пешка на черно поле e3 · бяла пешка на бяло поле a2 · бял офицер на черно поле b2 · бяла дама на бяло поле c2 · бяла пешка на черно поле d2 · бял офицер на бяло поле e2 · бял топ на черно поле a1 · бял кон на бяло поле b1 · бял цар на бяло поле d1 · черна дама на бяло поле f1 | черен цар на бяло поле c8 · черен топ на черно поле d8 · черна пешка на черно поле a7 · черна пешка на бяло поле b7 · черна пешка на черно поле c7 · черна пешка на бяло поле f7 · черна пешка на черно поле g7 · черна пешка на бяло поле c6 · черен офицер на черно поле c5 · черен офицер на бяло поле f5 · бяла пешка на бяло поле c4 · черна пешка на бяло поле e4 · бяла пешка на черно поле f4 · бяла пешка на бяло поле g4 · черна дама на черно поле h4 · бяла пешка на бяло поле b3 · бяла пешка на черно поле e3 · бяла пешка на бяло поле a2 · бял офицер на черно поле b2 · бяла дама на бяло поле c2 · бяла пешка на черно поле d2 · бял офицер на бяло поле e2 · бял топ на черно поле a1 · бял кон на бяло поле b1 · бял цар на бяло поле d1 · черна дама на бяло поле f1 | черен цар на бяло поле c8 · черен топ на черно поле d8 · черна пешка на черно поле a7 · черна пешка на бяло поле b7 · черна пешка на черно поле c7 · черна пешка на бяло поле f7 · черна пешка на черно поле g7 · черна пешка на бяло поле c6 · черен офицер на черно поле c5 · черен офицер на бяло поле f5 · бяла пешка на бяло поле c4 · черна пешка на бяло поле e4 · бяла пешка на черно поле f4 · бяла пешка на бяло поле g4 · черна дама на черно поле h4 · бяла пешка на бяло поле b3 · бяла пешка на черно поле e3 · бяла пешка на бяло поле a2 · бял офицер на черно поле b2 · бяла дама на бяло поле c2 · бяла пешка на черно поле d2 · бял офицер на бяло поле e2 · бял топ на черно поле a1 · бял кон на бяло поле b1 · бял цар на бяло поле d1 · черна дама на бяло поле f1 | черен цар на бяло поле c8 · черен топ на черно поле d8 · черна пешка на черно поле a7 · черна пешка на бяло поле b7 · черна пешка на черно поле c7 · черна пешка на бяло поле f7 · черна пешка на черно поле g7 · черна пешка на бяло поле c6 · черен офицер на черно поле c5 · черен офицер на бяло поле f5 · бяла пешка на бяло поле c4 · черна пешка на бяло поле e4 · бяла пешка на черно поле f4 · бяла пешка на бяло поле g4 · черна дама на черно поле h4 · бяла пешка на бяло поле b3 · бяла пешка на черно поле e3 · бяла пешка на бяло поле a2 · бял офицер на черно поле b2 · бяла дама на бяло поле c2 · бяла пешка на черно поле d2 · бял офицер на бяло поле e2 · бял топ на черно поле a1 · бял кон на бяло поле b1 · бял цар на бяло поле d1 · черна дама на бяло поле f1 | черен цар на бяло поле c8 · черен топ на черно поле d8 · черна пешка на черно поле a7 · черна пешка на бяло поле b7 · черна пешка на черно поле c7 · черна пешка на бяло поле f7 · черна пешка на черно поле g7 · черна пешка на бяло поле c6 · черен офицер на черно поле c5 · черен офицер на бяло поле f5 · бяла пешка на бяло поле c4 · черна пешка на бяло поле e4 · бяла пешка на черно поле f4 · бяла пешка на бяло поле g4 · черна дама на черно поле h4 · бяла пешка на бяло поле b3 · бяла пешка на черно поле e3 · бяла пешка на бяло поле a2 · бял офицер на черно поле b2 · бяла дама на бяло поле c2 · бяла пешка на черно поле d2 · бял офицер на бяло поле e2 · бял топ на черно поле a1 · бял кон на бяло поле b1 · бял цар на бяло поле d1 · черна дама на бяло поле f1 | черен цар на бяло поле c8 · черен топ на черно поле d8 · черна пешка на черно поле a7 · черна пешка на бяло поле b7 · черна пешка на черно поле c7 · черна пешка на бяло поле f7 · черна пешка на черно поле g7 · черна пешка на бяло поле c6 · черен офицер на черно поле c5 · черен офицер на бяло поле f5 · бяла пешка на бяло поле c4 · черна пешка на бяло поле e4 · бяла пешка на черно поле f4 · бяла пешка на бяло поле g4 · черна дама на черно поле h4 · бяла пешка на бяло поле b3 · бяла пешка на черно поле e3 · бяла пешка на бяло поле a2 · бял офицер на черно поле b2 · бяла дама на бяло поле c2 · бяла пешка на черно поле d2 · бял офицер на бяло поле e2 · бял топ на черно поле a1 · бял кон на бяло поле b1 · бял цар на бяло поле d1 · черна дама на бяло поле f1 | 3 |
| 2 | черен цар на бяло поле c8 · черен топ на черно поле d8 · черна пешка на черно поле a7 · черна пешка на бяло поле b7 · черна пешка на черно поле c7 · черна пешка на бяло поле f7 · черна пешка на черно поле g7 · черна пешка на бяло поле c6 · черен офицер на черно поле c5 · черен офицер на бяло поле f5 · бяла пешка на бяло поле c4 · черна пешка на бяло поле e4 · бяла пешка на черно поле f4 · бяла пешка на бяло поле g4 · черна дама на черно поле h4 · бяла пешка на бяло поле b3 · бяла пешка на черно поле e3 · бяла пешка на бяло поле a2 · бял офицер на черно поле b2 · бяла дама на бяло поле c2 · бяла пешка на черно поле d2 · бял офицер на бяло поле e2 · бял топ на черно поле a1 · бял кон на бяло поле b1 · бял цар на бяло поле d1 · черна дама на бяло поле f1 | черен цар на бяло поле c8 · черен топ на черно поле d8 · черна пешка на черно поле a7 · черна пешка на бяло поле b7 · черна пешка на черно поле c7 · черна пешка на бяло поле f7 · черна пешка на черно поле g7 · черна пешка на бяло поле c6 · черен офицер на черно поле c5 · черен офицер на бяло поле f5 · бяла пешка на бяло поле c4 · черна пешка на бяло поле e4 · бяла пешка на черно поле f4 · бяла пешка на бяло поле g4 · черна дама на черно поле h4 · бяла пешка на бяло поле b3 · бяла пешка на черно поле e3 · бяла пешка на бяло поле a2 · бял офицер на черно поле b2 · бяла дама на бяло поле c2 · бяла пешка на черно поле d2 · бял офицер на бяло поле e2 · бял топ на черно поле a1 · бял кон на бяло поле b1 · бял цар на бяло поле d1 · черна дама на бяло поле f1 | черен цар на бяло поле c8 · черен топ на черно поле d8 · черна пешка на черно поле a7 · черна пешка на бяло поле b7 · черна пешка на черно поле c7 · черна пешка на бяло поле f7 · черна пешка на черно поле g7 · черна пешка на бяло поле c6 · черен офицер на черно поле c5 · черен офицер на бяло поле f5 · бяла пешка на бяло поле c4 · черна пешка на бяло поле e4 · бяла пешка на черно поле f4 · бяла пешка на бяло поле g4 · черна дама на черно поле h4 · бяла пешка на бяло поле b3 · бяла пешка на черно поле e3 · бяла пешка на бяло поле a2 · бял офицер на черно поле b2 · бяла дама на бяло поле c2 · бяла пешка на черно поле d2 · бял офицер на бяло поле e2 · бял топ на черно поле a1 · бял кон на бяло поле b1 · бял цар на бяло поле d1 · черна дама на бяло поле f1 | черен цар на бяло поле c8 · черен топ на черно поле d8 · черна пешка на черно поле a7 · черна пешка на бяло поле b7 · черна пешка на черно поле c7 · черна пешка на бяло поле f7 · черна пешка на черно поле g7 · черна пешка на бяло поле c6 · черен офицер на черно поле c5 · черен офицер на бяло поле f5 · бяла пешка на бяло поле c4 · черна пешка на бяло поле e4 · бяла пешка на черно поле f4 · бяла пешка на бяло поле g4 · черна дама на черно поле h4 · бяла пешка на бяло поле b3 · бяла пешка на черно поле e3 · бяла пешка на бяло поле a2 · бял офицер на черно поле b2 · бяла дама на бяло поле c2 · бяла пешка на черно поле d2 · бял офицер на бяло поле e2 · бял топ на черно поле a1 · бял кон на бяло поле b1 · бял цар на бяло поле d1 · черна дама на бяло поле f1 | черен цар на бяло поле c8 · черен топ на черно поле d8 · черна пешка на черно поле a7 · черна пешка на бяло поле b7 · черна пешка на черно поле c7 · черна пешка на бяло поле f7 · черна пешка на черно поле g7 · черна пешка на бяло поле c6 · черен офицер на черно поле c5 · черен офицер на бяло поле f5 · бяла пешка на бяло поле c4 · черна пешка на бяло поле e4 · бяла пешка на черно поле f4 · бяла пешка на бяло поле g4 · черна дама на черно поле h4 · бяла пешка на бяло поле b3 · бяла пешка на черно поле e3 · бяла пешка на бяло поле a2 · бял офицер на черно поле b2 · бяла дама на бяло поле c2 · бяла пешка на черно поле d2 · бял офицер на бяло поле e2 · бял топ на черно поле a1 · бял кон на бяло поле b1 · бял цар на бяло поле d1 · черна дама на бяло поле f1 | черен цар на бяло поле c8 · черен топ на черно поле d8 · черна пешка на черно поле a7 · черна пешка на бяло поле b7 · черна пешка на черно поле c7 · черна пешка на бяло поле f7 · черна пешка на черно поле g7 · черна пешка на бяло поле c6 · черен офицер на черно поле c5 · черен офицер на бяло поле f5 · бяла пешка на бяло поле c4 · черна пешка на бяло поле e4 · бяла пешка на черно поле f4 · бяла пешка на бяло поле g4 · черна дама на черно поле h4 · бяла пешка на бяло поле b3 · бяла пешка на черно поле e3 · бяла пешка на бяло поле a2 · бял офицер на черно поле b2 · бяла дама на бяло поле c2 · бяла пешка на черно поле d2 · бял офицер на бяло поле e2 · бял топ на черно поле a1 · бял кон на бяло поле b1 · бял цар на бяло поле d1 · черна дама на бяло поле f1 | черен цар на бяло поле c8 · черен топ на черно поле d8 · черна пешка на черно поле a7 · черна пешка на бяло поле b7 · черна пешка на черно поле c7 · черна пешка на бяло поле f7 · черна пешка на черно поле g7 · черна пешка на бяло поле c6 · черен офицер на черно поле c5 · черен офицер на бяло поле f5 · бяла пешка на бяло поле c4 · черна пешка на бяло поле e4 · бяла пешка на черно поле f4 · бяла пешка на бяло поле g4 · черна дама на черно поле h4 · бяла пешка на бяло поле b3 · бяла пешка на черно поле e3 · бяла пешка на бяло поле a2 · бял офицер на черно поле b2 · бяла дама на бяло поле c2 · бяла пешка на черно поле d2 · бял офицер на бяло поле e2 · бял топ на черно поле a1 · бял кон на бяло поле b1 · бял цар на бяло поле d1 · черна дама на бяло поле f1 | черен цар на бяло поле c8 · черен топ на черно поле d8 · черна пешка на черно поле a7 · черна пешка на бяло поле b7 · черна пешка на черно поле c7 · черна пешка на бяло поле f7 · черна пешка на черно поле g7 · черна пешка на бяло поле c6 · черен офицер на черно поле c5 · черен офицер на бяло поле f5 · бяла пешка на бяло поле c4 · черна пешка на бяло поле e4 · бяла пешка на черно поле f4 · бяла пешка на бяло поле g4 · черна дама на черно поле h4 · бяла пешка на бяло поле b3 · бяла пешка на черно поле e3 · бяла пешка на бяло поле a2 · бял офицер на черно поле b2 · бяла дама на бяло поле c2 · бяла пешка на черно поле d2 · бял офицер на бяло поле e2 · бял топ на черно поле a1 · бял кон на бяло поле b1 · бял цар на бяло поле d1 · черна дама на бяло поле f1 | 2 |
| 1 | черен цар на бяло поле c8 · черен топ на черно поле d8 · черна пешка на черно поле a7 · черна пешка на бяло поле b7 · черна пешка на черно поле c7 · черна пешка на бяло поле f7 · черна пешка на черно поле g7 · черна пешка на бяло поле c6 · черен офицер на черно поле c5 · черен офицер на бяло поле f5 · бяла пешка на бяло поле c4 · черна пешка на бяло поле e4 · бяла пешка на черно поле f4 · бяла пешка на бяло поле g4 · черна дама на черно поле h4 · бяла пешка на бяло поле b3 · бяла пешка на черно поле e3 · бяла пешка на бяло поле a2 · бял офицер на черно поле b2 · бяла дама на бяло поле c2 · бяла пешка на черно поле d2 · бял офицер на бяло поле e2 · бял топ на черно поле a1 · бял кон на бяло поле b1 · бял цар на бяло поле d1 · черна дама на бяло поле f1 | черен цар на бяло поле c8 · черен топ на черно поле d8 · черна пешка на черно поле a7 · черна пешка на бяло поле b7 · черна пешка на черно поле c7 · черна пешка на бяло поле f7 · черна пешка на черно поле g7 · черна пешка на бяло поле c6 · черен офицер на черно поле c5 · черен офицер на бяло поле f5 · бяла пешка на бяло поле c4 · черна пешка на бяло поле e4 · бяла пешка на черно поле f4 · бяла пешка на бяло поле g4 · черна дама на черно поле h4 · бяла пешка на бяло поле b3 · бяла пешка на черно поле e3 · бяла пешка на бяло поле a2 · бял офицер на черно поле b2 · бяла дама на бяло поле c2 · бяла пешка на черно поле d2 · бял офицер на бяло поле e2 · бял топ на черно поле a1 · бял кон на бяло поле b1 · бял цар на бяло поле d1 · черна дама на бяло поле f1 | черен цар на бяло поле c8 · черен топ на черно поле d8 · черна пешка на черно поле a7 · черна пешка на бяло поле b7 · черна пешка на черно поле c7 · черна пешка на бяло поле f7 · черна пешка на черно поле g7 · черна пешка на бяло поле c6 · черен офицер на черно поле c5 · черен офицер на бяло поле f5 · бяла пешка на бяло поле c4 · черна пешка на бяло поле e4 · бяла пешка на черно поле f4 · бяла пешка на бяло поле g4 · черна дама на черно поле h4 · бяла пешка на бяло поле b3 · бяла пешка на черно поле e3 · бяла пешка на бяло поле a2 · бял офицер на черно поле b2 · бяла дама на бяло поле c2 · бяла пешка на черно поле d2 · бял офицер на бяло поле e2 · бял топ на черно поле a1 · бял кон на бяло поле b1 · бял цар на бяло поле d1 · черна дама на бяло поле f1 | черен цар на бяло поле c8 · черен топ на черно поле d8 · черна пешка на черно поле a7 · черна пешка на бяло поле b7 · черна пешка на черно поле c7 · черна пешка на бяло поле f7 · черна пешка на черно поле g7 · черна пешка на бяло поле c6 · черен офицер на черно поле c5 · черен офицер на бяло поле f5 · бяла пешка на бяло поле c4 · черна пешка на бяло поле e4 · бяла пешка на черно поле f4 · бяла пешка на бяло поле g4 · черна дама на черно поле h4 · бяла пешка на бяло поле b3 · бяла пешка на черно поле e3 · бяла пешка на бяло поле a2 · бял офицер на черно поле b2 · бяла дама на бяло поле c2 · бяла пешка на черно поле d2 · бял офицер на бяло поле e2 · бял топ на черно поле a1 · бял кон на бяло поле b1 · бял цар на бяло поле d1 · черна дама на бяло поле f1 | черен цар на бяло поле c8 · черен топ на черно поле d8 · черна пешка на черно поле a7 · черна пешка на бяло поле b7 · черна пешка на черно поле c7 · черна пешка на бяло поле f7 · черна пешка на черно поле g7 · черна пешка на бяло поле c6 · черен офицер на черно поле c5 · черен офицер на бяло поле f5 · бяла пешка на бяло поле c4 · черна пешка на бяло поле e4 · бяла пешка на черно поле f4 · бяла пешка на бяло поле g4 · черна дама на черно поле h4 · бяла пешка на бяло поле b3 · бяла пешка на черно поле e3 · бяла пешка на бяло поле a2 · бял офицер на черно поле b2 · бяла дама на бяло поле c2 · бяла пешка на черно поле d2 · бял офицер на бяло поле e2 · бял топ на черно поле a1 · бял кон на бяло поле b1 · бял цар на бяло поле d1 · черна дама на бяло поле f1 | черен цар на бяло поле c8 · черен топ на черно поле d8 · черна пешка на черно поле a7 · черна пешка на бяло поле b7 · черна пешка на черно поле c7 · черна пешка на бяло поле f7 · черна пешка на черно поле g7 · черна пешка на бяло поле c6 · черен офицер на черно поле c5 · черен офицер на бяло поле f5 · бяла пешка на бяло поле c4 · черна пешка на бяло поле e4 · бяла пешка на черно поле f4 · бяла пешка на бяло поле g4 · черна дама на черно поле h4 · бяла пешка на бяло поле b3 · бяла пешка на черно поле e3 · бяла пешка на бяло поле a2 · бял офицер на черно поле b2 · бяла дама на бяло поле c2 · бяла пешка на черно поле d2 · бял офицер на бяло поле e2 · бял топ на черно поле a1 · бял кон на бяло поле b1 · бял цар на бяло поле d1 · черна дама на бяло поле f1 | черен цар на бяло поле c8 · черен топ на черно поле d8 · черна пешка на черно поле a7 · черна пешка на бяло поле b7 · черна пешка на черно поле c7 · черна пешка на бяло поле f7 · черна пешка на черно поле g7 · черна пешка на бяло поле c6 · черен офицер на черно поле c5 · черен офицер на бяло поле f5 · бяла пешка на бяло поле c4 · черна пешка на бяло поле e4 · бяла пешка на черно поле f4 · бяла пешка на бяло поле g4 · черна дама на черно поле h4 · бяла пешка на бяло поле b3 · бяла пешка на черно поле e3 · бяла пешка на бяло поле a2 · бял офицер на черно поле b2 · бяла дама на бяло поле c2 · бяла пешка на черно поле d2 · бял офицер на бяло поле e2 · бял топ на черно поле a1 · бял кон на бяло поле b1 · бял цар на бяло поле d1 · черна дама на бяло поле f1 | черен цар на бяло поле c8 · черен топ на черно поле d8 · черна пешка на черно поле a7 · черна пешка на бяло поле b7 · черна пешка на черно поле c7 · черна пешка на бяло поле f7 · черна пешка на черно поле g7 · черна пешка на бяло поле c6 · черен офицер на черно поле c5 · черен офицер на бяло поле f5 · бяла пешка на бяло поле c4 · черна пешка на бяло поле e4 · бяла пешка на черно поле f4 · бяла пешка на бяло поле g4 · черна дама на черно поле h4 · бяла пешка на бяло поле b3 · бяла пешка на черно поле e3 · бяла пешка на бяло поле a2 · бял офицер на черно поле b2 · бяла дама на бяло поле c2 · бяла пешка на черно поле d2 · бял офицер на бяло поле e2 · бял топ на черно поле a1 · бял кон на бяло поле b1 · бял цар на бяло поле d1 · черна дама на бяло поле f1 | 1 |
|   | a | b | c | d | e | f | g | h |   |

която разбива царския фланг на белите. 
13. h:g4 h:g3! 14. Тg1 Тh1!! 15. Т:h1 g2!! 16. Тf1 Дh4+ 17. Цd1 g:f1Д+!! (диаграма 4). Ларсен се предава пред неизбежен мат – 18. О:f1 O:g4+ 19. Oe2 Дh1+ 20. Оf1 Д:f1X! или 
19. Цс1 Де1+ 20. Дd1 Д:d1X!
4. Борис Спаски – Роберт Фишер 1 – 0
Рейкиявик, 1972.
Първа партия от мача за световната титла

Новоиндийска защита: Нормален вариант, Система Глигорич, Защита Бернщайн. – Е56.

|   | a | b | c | d | e | f | g | h |   |
| 8 | черен цар на черно поле f8 · черна пешка на черно поле a7 · черна пешка на бяло поле b7 · черна пешка на черно поле g7 · черна пешка на бяло поле h7 · черен офицер на черно поле d6 · черна пешка на бяло поле e6 · черна пешка на черно поле f6 · бяла пешка на бяло поле b5 · бяла пешка на черно поле a3 · бял цар на бяло поле d3 · бяла пешка на черно поле e3 · бяла пешка на черно поле f2 · бяла пешка на бяло поле g2 · бяла пешка на черно поле h2 · бял офицер на черно поле c1 | черен цар на черно поле f8 · черна пешка на черно поле a7 · черна пешка на бяло поле b7 · черна пешка на черно поле g7 · черна пешка на бяло поле h7 · черен офицер на черно поле d6 · черна пешка на бяло поле e6 · черна пешка на черно поле f6 · бяла пешка на бяло поле b5 · бяла пешка на черно поле a3 · бял цар на бяло поле d3 · бяла пешка на черно поле e3 · бяла пешка на черно поле f2 · бяла пешка на бяло поле g2 · бяла пешка на черно поле h2 · бял офицер на черно поле c1 | черен цар на черно поле f8 · черна пешка на черно поле a7 · черна пешка на бяло поле b7 · черна пешка на черно поле g7 · черна пешка на бяло поле h7 · черен офицер на черно поле d6 · черна пешка на бяло поле e6 · черна пешка на черно поле f6 · бяла пешка на бяло поле b5 · бяла пешка на черно поле a3 · бял цар на бяло поле d3 · бяла пешка на черно поле e3 · бяла пешка на черно поле f2 · бяла пешка на бяло поле g2 · бяла пешка на черно поле h2 · бял офицер на черно поле c1 | черен цар на черно поле f8 · черна пешка на черно поле a7 · черна пешка на бяло поле b7 · черна пешка на черно поле g7 · черна пешка на бяло поле h7 · черен офицер на черно поле d6 · черна пешка на бяло поле e6 · черна пешка на черно поле f6 · бяла пешка на бяло поле b5 · бяла пешка на черно поле a3 · бял цар на бяло поле d3 · бяла пешка на черно поле e3 · бяла пешка на черно поле f2 · бяла пешка на бяло поле g2 · бяла пешка на черно поле h2 · бял офицер на черно поле c1 | черен цар на черно поле f8 · черна пешка на черно поле a7 · черна пешка на бяло поле b7 · черна пешка на черно поле g7 · черна пешка на бяло поле h7 · черен офицер на черно поле d6 · черна пешка на бяло поле e6 · черна пешка на черно поле f6 · бяла пешка на бяло поле b5 · бяла пешка на черно поле a3 · бял цар на бяло поле d3 · бяла пешка на черно поле e3 · бяла пешка на черно поле f2 · бяла пешка на бяло поле g2 · бяла пешка на черно поле h2 · бял офицер на черно поле c1 | черен цар на черно поле f8 · черна пешка на черно поле a7 · черна пешка на бяло поле b7 · черна пешка на черно поле g7 · черна пешка на бяло поле h7 · черен офицер на черно поле d6 · черна пешка на бяло поле e6 · черна пешка на черно поле f6 · бяла пешка на бяло поле b5 · бяла пешка на черно поле a3 · бял цар на бяло поле d3 · бяла пешка на черно поле e3 · бяла пешка на черно поле f2 · бяла пешка на бяло поле g2 · бяла пешка на черно поле h2 · бял офицер на черно поле c1 | черен цар на черно поле f8 · черна пешка на черно поле a7 · черна пешка на бяло поле b7 · черна пешка на черно поле g7 · черна пешка на бяло поле h7 · черен офицер на черно поле d6 · черна пешка на бяло поле e6 · черна пешка на черно поле f6 · бяла пешка на бяло поле b5 · бяла пешка на черно поле a3 · бял цар на бяло поле d3 · бяла пешка на черно поле e3 · бяла пешка на черно поле f2 · бяла пешка на бяло поле g2 · бяла пешка на черно поле h2 · бял офицер на черно поле c1 | черен цар на черно поле f8 · черна пешка на черно поле a7 · черна пешка на бяло поле b7 · черна пешка на черно поле g7 · черна пешка на бяло поле h7 · черен офицер на черно поле d6 · черна пешка на бяло поле e6 · черна пешка на черно поле f6 · бяла пешка на бяло поле b5 · бяла пешка на черно поле a3 · бял цар на бяло поле d3 · бяла пешка на черно поле e3 · бяла пешка на черно поле f2 · бяла пешка на бяло поле g2 · бяла пешка на черно поле h2 · бял офицер на черно поле c1 | 8 |
| 7 | черен цар на черно поле f8 · черна пешка на черно поле a7 · черна пешка на бяло поле b7 · черна пешка на черно поле g7 · черна пешка на бяло поле h7 · черен офицер на черно поле d6 · черна пешка на бяло поле e6 · черна пешка на черно поле f6 · бяла пешка на бяло поле b5 · бяла пешка на черно поле a3 · бял цар на бяло поле d3 · бяла пешка на черно поле e3 · бяла пешка на черно поле f2 · бяла пешка на бяло поле g2 · бяла пешка на черно поле h2 · бял офицер на черно поле c1 | черен цар на черно поле f8 · черна пешка на черно поле a7 · черна пешка на бяло поле b7 · черна пешка на черно поле g7 · черна пешка на бяло поле h7 · черен офицер на черно поле d6 · черна пешка на бяло поле e6 · черна пешка на черно поле f6 · бяла пешка на бяло поле b5 · бяла пешка на черно поле a3 · бял цар на бяло поле d3 · бяла пешка на черно поле e3 · бяла пешка на черно поле f2 · бяла пешка на бяло поле g2 · бяла пешка на черно поле h2 · бял офицер на черно поле c1 | черен цар на черно поле f8 · черна пешка на черно поле a7 · черна пешка на бяло поле b7 · черна пешка на черно поле g7 · черна пешка на бяло поле h7 · черен офицер на черно поле d6 · черна пешка на бяло поле e6 · черна пешка на черно поле f6 · бяла пешка на бяло поле b5 · бяла пешка на черно поле a3 · бял цар на бяло поле d3 · бяла пешка на черно поле e3 · бяла пешка на черно поле f2 · бяла пешка на бяло поле g2 · бяла пешка на черно поле h2 · бял офицер на черно поле c1 | черен цар на черно поле f8 · черна пешка на черно поле a7 · черна пешка на бяло поле b7 · черна пешка на черно поле g7 · черна пешка на бяло поле h7 · черен офицер на черно поле d6 · черна пешка на бяло поле e6 · черна пешка на черно поле f6 · бяла пешка на бяло поле b5 · бяла пешка на черно поле a3 · бял цар на бяло поле d3 · бяла пешка на черно поле e3 · бяла пешка на черно поле f2 · бяла пешка на бяло поле g2 · бяла пешка на черно поле h2 · бял офицер на черно поле c1 | черен цар на черно поле f8 · черна пешка на черно поле a7 · черна пешка на бяло поле b7 · черна пешка на черно поле g7 · черна пешка на бяло поле h7 · черен офицер на черно поле d6 · черна пешка на бяло поле e6 · черна пешка на черно поле f6 · бяла пешка на бяло поле b5 · бяла пешка на черно поле a3 · бял цар на бяло поле d3 · бяла пешка на черно поле e3 · бяла пешка на черно поле f2 · бяла пешка на бяло поле g2 · бяла пешка на черно поле h2 · бял офицер на черно поле c1 | черен цар на черно поле f8 · черна пешка на черно поле a7 · черна пешка на бяло поле b7 · черна пешка на черно поле g7 · черна пешка на бяло поле h7 · черен офицер на черно поле d6 · черна пешка на бяло поле e6 · черна пешка на черно поле f6 · бяла пешка на бяло поле b5 · бяла пешка на черно поле a3 · бял цар на бяло поле d3 · бяла пешка на черно поле e3 · бяла пешка на черно поле f2 · бяла пешка на бяло поле g2 · бяла пешка на черно поле h2 · бял офицер на черно поле c1 | черен цар на черно поле f8 · черна пешка на черно поле a7 · черна пешка на бяло поле b7 · черна пешка на черно поле g7 · черна пешка на бяло поле h7 · черен офицер на черно поле d6 · черна пешка на бяло поле e6 · черна пешка на черно поле f6 · бяла пешка на бяло поле b5 · бяла пешка на черно поле a3 · бял цар на бяло поле d3 · бяла пешка на черно поле e3 · бяла пешка на черно поле f2 · бяла пешка на бяло поле g2 · бяла пешка на черно поле h2 · бял офицер на черно поле c1 | черен цар на черно поле f8 · черна пешка на черно поле a7 · черна пешка на бяло поле b7 · черна пешка на черно поле g7 · черна пешка на бяло поле h7 · черен офицер на черно поле d6 · черна пешка на бяло поле e6 · черна пешка на черно поле f6 · бяла пешка на бяло поле b5 · бяла пешка на черно поле a3 · бял цар на бяло поле d3 · бяла пешка на черно поле e3 · бяла пешка на черно поле f2 · бяла пешка на бяло поле g2 · бяла пешка на черно поле h2 · бял офицер на черно поле c1 | 7 |
| 6 | черен цар на черно поле f8 · черна пешка на черно поле a7 · черна пешка на бяло поле b7 · черна пешка на черно поле g7 · черна пешка на бяло поле h7 · черен офицер на черно поле d6 · черна пешка на бяло поле e6 · черна пешка на черно поле f6 · бяла пешка на бяло поле b5 · бяла пешка на черно поле a3 · бял цар на бяло поле d3 · бяла пешка на черно поле e3 · бяла пешка на черно поле f2 · бяла пешка на бяло поле g2 · бяла пешка на черно поле h2 · бял офицер на черно поле c1 | черен цар на черно поле f8 · черна пешка на черно поле a7 · черна пешка на бяло поле b7 · черна пешка на черно поле g7 · черна пешка на бяло поле h7 · черен офицер на черно поле d6 · черна пешка на бяло поле e6 · черна пешка на черно поле f6 · бяла пешка на бяло поле b5 · бяла пешка на черно поле a3 · бял цар на бяло поле d3 · бяла пешка на черно поле e3 · бяла пешка на черно поле f2 · бяла пешка на бяло поле g2 · бяла пешка на черно поле h2 · бял офицер на черно поле c1 | черен цар на черно поле f8 · черна пешка на черно поле a7 · черна пешка на бяло поле b7 · черна пешка на черно поле g7 · черна пешка на бяло поле h7 · черен офицер на черно поле d6 · черна пешка на бяло поле e6 · черна пешка на черно поле f6 · бяла пешка на бяло поле b5 · бяла пешка на черно поле a3 · бял цар на бяло поле d3 · бяла пешка на черно поле e3 · бяла пешка на черно поле f2 · бяла пешка на бяло поле g2 · бяла пешка на черно поле h2 · бял офицер на черно поле c1 | черен цар на черно поле f8 · черна пешка на черно поле a7 · черна пешка на бяло поле b7 · черна пешка на черно поле g7 · черна пешка на бяло поле h7 · черен офицер на черно поле d6 · черна пешка на бяло поле e6 · черна пешка на черно поле f6 · бяла пешка на бяло поле b5 · бяла пешка на черно поле a3 · бял цар на бяло поле d3 · бяла пешка на черно поле e3 · бяла пешка на черно поле f2 · бяла пешка на бяло поле g2 · бяла пешка на черно поле h2 · бял офицер на черно поле c1 | черен цар на черно поле f8 · черна пешка на черно поле a7 · черна пешка на бяло поле b7 · черна пешка на черно поле g7 · черна пешка на бяло поле h7 · черен офицер на черно поле d6 · черна пешка на бяло поле e6 · черна пешка на черно поле f6 · бяла пешка на бяло поле b5 · бяла пешка на черно поле a3 · бял цар на бяло поле d3 · бяла пешка на черно поле e3 · бяла пешка на черно поле f2 · бяла пешка на бяло поле g2 · бяла пешка на черно поле h2 · бял офицер на черно поле c1 | черен цар на черно поле f8 · черна пешка на черно поле a7 · черна пешка на бяло поле b7 · черна пешка на черно поле g7 · черна пешка на бяло поле h7 · черен офицер на черно поле d6 · черна пешка на бяло поле e6 · черна пешка на черно поле f6 · бяла пешка на бяло поле b5 · бяла пешка на черно поле a3 · бял цар на бяло поле d3 · бяла пешка на черно поле e3 · бяла пешка на черно поле f2 · бяла пешка на бяло поле g2 · бяла пешка на черно поле h2 · бял офицер на черно поле c1 | черен цар на черно поле f8 · черна пешка на черно поле a7 · черна пешка на бяло поле b7 · черна пешка на черно поле g7 · черна пешка на бяло поле h7 · черен офицер на черно поле d6 · черна пешка на бяло поле e6 · черна пешка на черно поле f6 · бяла пешка на бяло поле b5 · бяла пешка на черно поле a3 · бял цар на бяло поле d3 · бяла пешка на черно поле e3 · бяла пешка на черно поле f2 · бяла пешка на бяло поле g2 · бяла пешка на черно поле h2 · бял офицер на черно поле c1 | черен цар на черно поле f8 · черна пешка на черно поле a7 · черна пешка на бяло поле b7 · черна пешка на черно поле g7 · черна пешка на бяло поле h7 · черен офицер на черно поле d6 · черна пешка на бяло поле e6 · черна пешка на черно поле f6 · бяла пешка на бяло поле b5 · бяла пешка на черно поле a3 · бял цар на бяло поле d3 · бяла пешка на черно поле e3 · бяла пешка на черно поле f2 · бяла пешка на бяло поле g2 · бяла пешка на черно поле h2 · бял офицер на черно поле c1 | 6 |
| 5 | черен цар на черно поле f8 · черна пешка на черно поле a7 · черна пешка на бяло поле b7 · черна пешка на черно поле g7 · черна пешка на бяло поле h7 · черен офицер на черно поле d6 · черна пешка на бяло поле e6 · черна пешка на черно поле f6 · бяла пешка на бяло поле b5 · бяла пешка на черно поле a3 · бял цар на бяло поле d3 · бяла пешка на черно поле e3 · бяла пешка на черно поле f2 · бяла пешка на бяло поле g2 · бяла пешка на черно поле h2 · бял офицер на черно поле c1 | черен цар на черно поле f8 · черна пешка на черно поле a7 · черна пешка на бяло поле b7 · черна пешка на черно поле g7 · черна пешка на бяло поле h7 · черен офицер на черно поле d6 · черна пешка на бяло поле e6 · черна пешка на черно поле f6 · бяла пешка на бяло поле b5 · бяла пешка на черно поле a3 · бял цар на бяло поле d3 · бяла пешка на черно поле e3 · бяла пешка на черно поле f2 · бяла пешка на бяло поле g2 · бяла пешка на черно поле h2 · бял офицер на черно поле c1 | черен цар на черно поле f8 · черна пешка на черно поле a7 · черна пешка на бяло поле b7 · черна пешка на черно поле g7 · черна пешка на бяло поле h7 · черен офицер на черно поле d6 · черна пешка на бяло поле e6 · черна пешка на черно поле f6 · бяла пешка на бяло поле b5 · бяла пешка на черно поле a3 · бял цар на бяло поле d3 · бяла пешка на черно поле e3 · бяла пешка на черно поле f2 · бяла пешка на бяло поле g2 · бяла пешка на черно поле h2 · бял офицер на черно поле c1 | черен цар на черно поле f8 · черна пешка на черно поле a7 · черна пешка на бяло поле b7 · черна пешка на черно поле g7 · черна пешка на бяло поле h7 · черен офицер на черно поле d6 · черна пешка на бяло поле e6 · черна пешка на черно поле f6 · бяла пешка на бяло поле b5 · бяла пешка на черно поле a3 · бял цар на бяло поле d3 · бяла пешка на черно поле e3 · бяла пешка на черно поле f2 · бяла пешка на бяло поле g2 · бяла пешка на черно поле h2 · бял офицер на черно поле c1 | черен цар на черно поле f8 · черна пешка на черно поле a7 · черна пешка на бяло поле b7 · черна пешка на черно поле g7 · черна пешка на бяло поле h7 · черен офицер на черно поле d6 · черна пешка на бяло поле e6 · черна пешка на черно поле f6 · бяла пешка на бяло поле b5 · бяла пешка на черно поле a3 · бял цар на бяло поле d3 · бяла пешка на черно поле e3 · бяла пешка на черно поле f2 · бяла пешка на бяло поле g2 · бяла пешка на черно поле h2 · бял офицер на черно поле c1 | черен цар на черно поле f8 · черна пешка на черно поле a7 · черна пешка на бяло поле b7 · черна пешка на черно поле g7 · черна пешка на бяло поле h7 · черен офицер на черно поле d6 · черна пешка на бяло поле e6 · черна пешка на черно поле f6 · бяла пешка на бяло поле b5 · бяла пешка на черно поле a3 · бял цар на бяло поле d3 · бяла пешка на черно поле e3 · бяла пешка на черно поле f2 · бяла пешка на бяло поле g2 · бяла пешка на черно поле h2 · бял офицер на черно поле c1 | черен цар на черно поле f8 · черна пешка на черно поле a7 · черна пешка на бяло поле b7 · черна пешка на черно поле g7 · черна пешка на бяло поле h7 · черен офицер на черно поле d6 · черна пешка на бяло поле e6 · черна пешка на черно поле f6 · бяла пешка на бяло поле b5 · бяла пешка на черно поле a3 · бял цар на бяло поле d3 · бяла пешка на черно поле e3 · бяла пешка на черно поле f2 · бяла пешка на бяло поле g2 · бяла пешка на черно поле h2 · бял офицер на черно поле c1 | черен цар на черно поле f8 · черна пешка на черно поле a7 · черна пешка на бяло поле b7 · черна пешка на черно поле g7 · черна пешка на бяло поле h7 · черен офицер на черно поле d6 · черна пешка на бяло поле e6 · черна пешка на черно поле f6 · бяла пешка на бяло поле b5 · бяла пешка на черно поле a3 · бял цар на бяло поле d3 · бяла пешка на черно поле e3 · бяла пешка на черно поле f2 · бяла пешка на бяло поле g2 · бяла пешка на черно поле h2 · бял офицер на черно поле c1 | 5 |
| 4 | черен цар на черно поле f8 · черна пешка на черно поле a7 · черна пешка на бяло поле b7 · черна пешка на черно поле g7 · черна пешка на бяло поле h7 · черен офицер на черно поле d6 · черна пешка на бяло поле e6 · черна пешка на черно поле f6 · бяла пешка на бяло поле b5 · бяла пешка на черно поле a3 · бял цар на бяло поле d3 · бяла пешка на черно поле e3 · бяла пешка на черно поле f2 · бяла пешка на бяло поле g2 · бяла пешка на черно поле h2 · бял офицер на черно поле c1 | черен цар на черно поле f8 · черна пешка на черно поле a7 · черна пешка на бяло поле b7 · черна пешка на черно поле g7 · черна пешка на бяло поле h7 · черен офицер на черно поле d6 · черна пешка на бяло поле e6 · черна пешка на черно поле f6 · бяла пешка на бяло поле b5 · бяла пешка на черно поле a3 · бял цар на бяло поле d3 · бяла пешка на черно поле e3 · бяла пешка на черно поле f2 · бяла пешка на бяло поле g2 · бяла пешка на черно поле h2 · бял офицер на черно поле c1 | черен цар на черно поле f8 · черна пешка на черно поле a7 · черна пешка на бяло поле b7 · черна пешка на черно поле g7 · черна пешка на бяло поле h7 · черен офицер на черно поле d6 · черна пешка на бяло поле e6 · черна пешка на черно поле f6 · бяла пешка на бяло поле b5 · бяла пешка на черно поле a3 · бял цар на бяло поле d3 · бяла пешка на черно поле e3 · бяла пешка на черно поле f2 · бяла пешка на бяло поле g2 · бяла пешка на черно поле h2 · бял офицер на черно поле c1 | черен цар на черно поле f8 · черна пешка на черно поле a7 · черна пешка на бяло поле b7 · черна пешка на черно поле g7 · черна пешка на бяло поле h7 · черен офицер на черно поле d6 · черна пешка на бяло поле e6 · черна пешка на черно поле f6 · бяла пешка на бяло поле b5 · бяла пешка на черно поле a3 · бял цар на бяло поле d3 · бяла пешка на черно поле e3 · бяла пешка на черно поле f2 · бяла пешка на бяло поле g2 · бяла пешка на черно поле h2 · бял офицер на черно поле c1 | черен цар на черно поле f8 · черна пешка на черно поле a7 · черна пешка на бяло поле b7 · черна пешка на черно поле g7 · черна пешка на бяло поле h7 · черен офицер на черно поле d6 · черна пешка на бяло поле e6 · черна пешка на черно поле f6 · бяла пешка на бяло поле b5 · бяла пешка на черно поле a3 · бял цар на бяло поле d3 · бяла пешка на черно поле e3 · бяла пешка на черно поле f2 · бяла пешка на бяло поле g2 · бяла пешка на черно поле h2 · бял офицер на черно поле c1 | черен цар на черно поле f8 · черна пешка на черно поле a7 · черна пешка на бяло поле b7 · черна пешка на черно поле g7 · черна пешка на бяло поле h7 · черен офицер на черно поле d6 · черна пешка на бяло поле e6 · черна пешка на черно поле f6 · бяла пешка на бяло поле b5 · бяла пешка на черно поле a3 · бял цар на бяло поле d3 · бяла пешка на черно поле e3 · бяла пешка на черно поле f2 · бяла пешка на бяло поле g2 · бяла пешка на черно поле h2 · бял офицер на черно поле c1 | черен цар на черно поле f8 · черна пешка на черно поле a7 · черна пешка на бяло поле b7 · черна пешка на черно поле g7 · черна пешка на бяло поле h7 · черен офицер на черно поле d6 · черна пешка на бяло поле e6 · черна пешка на черно поле f6 · бяла пешка на бяло поле b5 · бяла пешка на черно поле a3 · бял цар на бяло поле d3 · бяла пешка на черно поле e3 · бяла пешка на черно поле f2 · бяла пешка на бяло поле g2 · бяла пешка на черно поле h2 · бял офицер на черно поле c1 | черен цар на черно поле f8 · черна пешка на черно поле a7 · черна пешка на бяло поле b7 · черна пешка на черно поле g7 · черна пешка на бяло поле h7 · черен офицер на черно поле d6 · черна пешка на бяло поле e6 · черна пешка на черно поле f6 · бяла пешка на бяло поле b5 · бяла пешка на черно поле a3 · бял цар на бяло поле d3 · бяла пешка на черно поле e3 · бяла пешка на черно поле f2 · бяла пешка на бяло поле g2 · бяла пешка на черно поле h2 · бял офицер на черно поле c1 | 4 |
| 3 | черен цар на черно поле f8 · черна пешка на черно поле a7 · черна пешка на бяло поле b7 · черна пешка на черно поле g7 · черна пешка на бяло поле h7 · черен офицер на черно поле d6 · черна пешка на бяло поле e6 · черна пешка на черно поле f6 · бяла пешка на бяло поле b5 · бяла пешка на черно поле a3 · бял цар на бяло поле d3 · бяла пешка на черно поле e3 · бяла пешка на черно поле f2 · бяла пешка на бяло поле g2 · бяла пешка на черно поле h2 · бял офицер на черно поле c1 | черен цар на черно поле f8 · черна пешка на черно поле a7 · черна пешка на бяло поле b7 · черна пешка на черно поле g7 · черна пешка на бяло поле h7 · черен офицер на черно поле d6 · черна пешка на бяло поле e6 · черна пешка на черно поле f6 · бяла пешка на бяло поле b5 · бяла пешка на черно поле a3 · бял цар на бяло поле d3 · бяла пешка на черно поле e3 · бяла пешка на черно поле f2 · бяла пешка на бяло поле g2 · бяла пешка на черно поле h2 · бял офицер на черно поле c1 | черен цар на черно поле f8 · черна пешка на черно поле a7 · черна пешка на бяло поле b7 · черна пешка на черно поле g7 · черна пешка на бяло поле h7 · черен офицер на черно поле d6 · черна пешка на бяло поле e6 · черна пешка на черно поле f6 · бяла пешка на бяло поле b5 · бяла пешка на черно поле a3 · бял цар на бяло поле d3 · бяла пешка на черно поле e3 · бяла пешка на черно поле f2 · бяла пешка на бяло поле g2 · бяла пешка на черно поле h2 · бял офицер на черно поле c1 | черен цар на черно поле f8 · черна пешка на черно поле a7 · черна пешка на бяло поле b7 · черна пешка на черно поле g7 · черна пешка на бяло поле h7 · черен офицер на черно поле d6 · черна пешка на бяло поле e6 · черна пешка на черно поле f6 · бяла пешка на бяло поле b5 · бяла пешка на черно поле a3 · бял цар на бяло поле d3 · бяла пешка на черно поле e3 · бяла пешка на черно поле f2 · бяла пешка на бяло поле g2 · бяла пешка на черно поле h2 · бял офицер на черно поле c1 | черен цар на черно поле f8 · черна пешка на черно поле a7 · черна пешка на бяло поле b7 · черна пешка на черно поле g7 · черна пешка на бяло поле h7 · черен офицер на черно поле d6 · черна пешка на бяло поле e6 · черна пешка на черно поле f6 · бяла пешка на бяло поле b5 · бяла пешка на черно поле a3 · бял цар на бяло поле d3 · бяла пешка на черно поле e3 · бяла пешка на черно поле f2 · бяла пешка на бяло поле g2 · бяла пешка на черно поле h2 · бял офицер на черно поле c1 | черен цар на черно поле f8 · черна пешка на черно поле a7 · черна пешка на бяло поле b7 · черна пешка на черно поле g7 · черна пешка на бяло поле h7 · черен офицер на черно поле d6 · черна пешка на бяло поле e6 · черна пешка на черно поле f6 · бяла пешка на бяло поле b5 · бяла пешка на черно поле a3 · бял цар на бяло поле d3 · бяла пешка на черно поле e3 · бяла пешка на черно поле f2 · бяла пешка на бяло поле g2 · бяла пешка на черно поле h2 · бял офицер на черно поле c1 | черен цар на черно поле f8 · черна пешка на черно поле a7 · черна пешка на бяло поле b7 · черна пешка на черно поле g7 · черна пешка на бяло поле h7 · черен офицер на черно поле d6 · черна пешка на бяло поле e6 · черна пешка на черно поле f6 · бяла пешка на бяло поле b5 · бяла пешка на черно поле a3 · бял цар на бяло поле d3 · бяла пешка на черно поле e3 · бяла пешка на черно поле f2 · бяла пешка на бяло поле g2 · бяла пешка на черно поле h2 · бял офицер на черно поле c1 | черен цар на черно поле f8 · черна пешка на черно поле a7 · черна пешка на бяло поле b7 · черна пешка на черно поле g7 · черна пешка на бяло поле h7 · черен офицер на черно поле d6 · черна пешка на бяло поле e6 · черна пешка на черно поле f6 · бяла пешка на бяло поле b5 · бяла пешка на черно поле a3 · бял цар на бяло поле d3 · бяла пешка на черно поле e3 · бяла пешка на черно поле f2 · бяла пешка на бяло поле g2 · бяла пешка на черно поле h2 · бял офицер на черно поле c1 | 3 |
| 2 | черен цар на черно поле f8 · черна пешка на черно поле a7 · черна пешка на бяло поле b7 · черна пешка на черно поле g7 · черна пешка на бяло поле h7 · черен офицер на черно поле d6 · черна пешка на бяло поле e6 · черна пешка на черно поле f6 · бяла пешка на бяло поле b5 · бяла пешка на черно поле a3 · бял цар на бяло поле d3 · бяла пешка на черно поле e3 · бяла пешка на черно поле f2 · бяла пешка на бяло поле g2 · бяла пешка на черно поле h2 · бял офицер на черно поле c1 | черен цар на черно поле f8 · черна пешка на черно поле a7 · черна пешка на бяло поле b7 · черна пешка на черно поле g7 · черна пешка на бяло поле h7 · черен офицер на черно поле d6 · черна пешка на бяло поле e6 · черна пешка на черно поле f6 · бяла пешка на бяло поле b5 · бяла пешка на черно поле a3 · бял цар на бяло поле d3 · бяла пешка на черно поле e3 · бяла пешка на черно поле f2 · бяла пешка на бяло поле g2 · бяла пешка на черно поле h2 · бял офицер на черно поле c1 | черен цар на черно поле f8 · черна пешка на черно поле a7 · черна пешка на бяло поле b7 · черна пешка на черно поле g7 · черна пешка на бяло поле h7 · черен офицер на черно поле d6 · черна пешка на бяло поле e6 · черна пешка на черно поле f6 · бяла пешка на бяло поле b5 · бяла пешка на черно поле a3 · бял цар на бяло поле d3 · бяла пешка на черно поле e3 · бяла пешка на черно поле f2 · бяла пешка на бяло поле g2 · бяла пешка на черно поле h2 · бял офицер на черно поле c1 | черен цар на черно поле f8 · черна пешка на черно поле a7 · черна пешка на бяло поле b7 · черна пешка на черно поле g7 · черна пешка на бяло поле h7 · черен офицер на черно поле d6 · черна пешка на бяло поле e6 · черна пешка на черно поле f6 · бяла пешка на бяло поле b5 · бяла пешка на черно поле a3 · бял цар на бяло поле d3 · бяла пешка на черно поле e3 · бяла пешка на черно поле f2 · бяла пешка на бяло поле g2 · бяла пешка на черно поле h2 · бял офицер на черно поле c1 | черен цар на черно поле f8 · черна пешка на черно поле a7 · черна пешка на бяло поле b7 · черна пешка на черно поле g7 · черна пешка на бяло поле h7 · черен офицер на черно поле d6 · черна пешка на бяло поле e6 · черна пешка на черно поле f6 · бяла пешка на бяло поле b5 · бяла пешка на черно поле a3 · бял цар на бяло поле d3 · бяла пешка на черно поле e3 · бяла пешка на черно поле f2 · бяла пешка на бяло поле g2 · бяла пешка на черно поле h2 · бял офицер на черно поле c1 | черен цар на черно поле f8 · черна пешка на черно поле a7 · черна пешка на бяло поле b7 · черна пешка на черно поле g7 · черна пешка на бяло поле h7 · черен офицер на черно поле d6 · черна пешка на бяло поле e6 · черна пешка на черно поле f6 · бяла пешка на бяло поле b5 · бяла пешка на черно поле a3 · бял цар на бяло поле d3 · бяла пешка на черно поле e3 · бяла пешка на черно поле f2 · бяла пешка на бяло поле g2 · бяла пешка на черно поле h2 · бял офицер на черно поле c1 | черен цар на черно поле f8 · черна пешка на черно поле a7 · черна пешка на бяло поле b7 · черна пешка на черно поле g7 · черна пешка на бяло поле h7 · черен офицер на черно поле d6 · черна пешка на бяло поле e6 · черна пешка на черно поле f6 · бяла пешка на бяло поле b5 · бяла пешка на черно поле a3 · бял цар на бяло поле d3 · бяла пешка на черно поле e3 · бяла пешка на черно поле f2 · бяла пешка на бяло поле g2 · бяла пешка на черно поле h2 · бял офицер на черно поле c1 | черен цар на черно поле f8 · черна пешка на черно поле a7 · черна пешка на бяло поле b7 · черна пешка на черно поле g7 · черна пешка на бяло поле h7 · черен офицер на черно поле d6 · черна пешка на бяло поле e6 · черна пешка на черно поле f6 · бяла пешка на бяло поле b5 · бяла пешка на черно поле a3 · бял цар на бяло поле d3 · бяла пешка на черно поле e3 · бяла пешка на черно поле f2 · бяла пешка на бяло поле g2 · бяла пешка на черно поле h2 · бял офицер на черно поле c1 | 2 |
| 1 | черен цар на черно поле f8 · черна пешка на черно поле a7 · черна пешка на бяло поле b7 · черна пешка на черно поле g7 · черна пешка на бяло поле h7 · черен офицер на черно поле d6 · черна пешка на бяло поле e6 · черна пешка на черно поле f6 · бяла пешка на бяло поле b5 · бяла пешка на черно поле a3 · бял цар на бяло поле d3 · бяла пешка на черно поле e3 · бяла пешка на черно поле f2 · бяла пешка на бяло поле g2 · бяла пешка на черно поле h2 · бял офицер на черно поле c1 | черен цар на черно поле f8 · черна пешка на черно поле a7 · черна пешка на бяло поле b7 · черна пешка на черно поле g7 · черна пешка на бяло поле h7 · черен офицер на черно поле d6 · черна пешка на бяло поле e6 · черна пешка на черно поле f6 · бяла пешка на бяло поле b5 · бяла пешка на черно поле a3 · бял цар на бяло поле d3 · бяла пешка на черно поле e3 · бяла пешка на черно поле f2 · бяла пешка на бяло поле g2 · бяла пешка на черно поле h2 · бял офицер на черно поле c1 | черен цар на черно поле f8 · черна пешка на черно поле a7 · черна пешка на бяло поле b7 · черна пешка на черно поле g7 · черна пешка на бяло поле h7 · черен офицер на черно поле d6 · черна пешка на бяло поле e6 · черна пешка на черно поле f6 · бяла пешка на бяло поле b5 · бяла пешка на черно поле a3 · бял цар на бяло поле d3 · бяла пешка на черно поле e3 · бяла пешка на черно поле f2 · бяла пешка на бяло поле g2 · бяла пешка на черно поле h2 · бял офицер на черно поле c1 | черен цар на черно поле f8 · черна пешка на черно поле a7 · черна пешка на бяло поле b7 · черна пешка на черно поле g7 · черна пешка на бяло поле h7 · черен офицер на черно поле d6 · черна пешка на бяло поле e6 · черна пешка на черно поле f6 · бяла пешка на бяло поле b5 · бяла пешка на черно поле a3 · бял цар на бяло поле d3 · бяла пешка на черно поле e3 · бяла пешка на черно поле f2 · бяла пешка на бяло поле g2 · бяла пешка на черно поле h2 · бял офицер на черно поле c1 | черен цар на черно поле f8 · черна пешка на черно поле a7 · черна пешка на бяло поле b7 · черна пешка на черно поле g7 · черна пешка на бяло поле h7 · черен офицер на черно поле d6 · черна пешка на бяло поле e6 · черна пешка на черно поле f6 · бяла пешка на бяло поле b5 · бяла пешка на черно поле a3 · бял цар на бяло поле d3 · бяла пешка на черно поле e3 · бяла пешка на черно поле f2 · бяла пешка на бяло поле g2 · бяла пешка на черно поле h2 · бял офицер на черно поле c1 | черен цар на черно поле f8 · черна пешка на черно поле a7 · черна пешка на бяло поле b7 · черна пешка на черно поле g7 · черна пешка на бяло поле h7 · черен офицер на черно поле d6 · черна пешка на бяло поле e6 · черна пешка на черно поле f6 · бяла пешка на бяло поле b5 · бяла пешка на черно поле a3 · бял цар на бяло поле d3 · бяла пешка на черно поле e3 · бяла пешка на черно поле f2 · бяла пешка на бяло поле g2 · бяла пешка на черно поле h2 · бял офицер на черно поле c1 | черен цар на черно поле f8 · черна пешка на черно поле a7 · черна пешка на бяло поле b7 · черна пешка на черно поле g7 · черна пешка на бяло поле h7 · черен офицер на черно поле d6 · черна пешка на бяло поле e6 · черна пешка на черно поле f6 · бяла пешка на бяло поле b5 · бяла пешка на черно поле a3 · бял цар на бяло поле d3 · бяла пешка на черно поле e3 · бяла пешка на черно поле f2 · бяла пешка на бяло поле g2 · бяла пешка на черно поле h2 · бял офицер на черно поле c1 | черен цар на черно поле f8 · черна пешка на черно поле a7 · черна пешка на бяло поле b7 · черна пешка на черно поле g7 · черна пешка на бяло поле h7 · черен офицер на черно поле d6 · черна пешка на бяло поле e6 · черна пешка на черно поле f6 · бяла пешка на бяло поле b5 · бяла пешка на черно поле a3 · бял цар на бяло поле d3 · бяла пешка на черно поле e3 · бяла пешка на черно поле f2 · бяла пешка на бяло поле g2 · бяла пешка на черно поле h2 · бял офицер на черно поле c1 | 1 |
|   | a | b | c | d | e | f | g | h |   |

|   | a | b | c | d | e | f | g | h |   |
| 8 | черна пешка на бяло поле b7 · бяла пешка на черно поле b6 · бял цар на черно поле d6 · черна пешка на черно поле a5 · черен цар на бяло поле b5 · бял офицер на черно поле f2 | черна пешка на бяло поле b7 · бяла пешка на черно поле b6 · бял цар на черно поле d6 · черна пешка на черно поле a5 · черен цар на бяло поле b5 · бял офицер на черно поле f2 | черна пешка на бяло поле b7 · бяла пешка на черно поле b6 · бял цар на черно поле d6 · черна пешка на черно поле a5 · черен цар на бяло поле b5 · бял офицер на черно поле f2 | черна пешка на бяло поле b7 · бяла пешка на черно поле b6 · бял цар на черно поле d6 · черна пешка на черно поле a5 · черен цар на бяло поле b5 · бял офицер на черно поле f2 | черна пешка на бяло поле b7 · бяла пешка на черно поле b6 · бял цар на черно поле d6 · черна пешка на черно поле a5 · черен цар на бяло поле b5 · бял офицер на черно поле f2 | черна пешка на бяло поле b7 · бяла пешка на черно поле b6 · бял цар на черно поле d6 · черна пешка на черно поле a5 · черен цар на бяло поле b5 · бял офицер на черно поле f2 | черна пешка на бяло поле b7 · бяла пешка на черно поле b6 · бял цар на черно поле d6 · черна пешка на черно поле a5 · черен цар на бяло поле b5 · бял офицер на черно поле f2 | черна пешка на бяло поле b7 · бяла пешка на черно поле b6 · бял цар на черно поле d6 · черна пешка на черно поле a5 · черен цар на бяло поле b5 · бял офицер на черно поле f2 | 8 |
| 7 | черна пешка на бяло поле b7 · бяла пешка на черно поле b6 · бял цар на черно поле d6 · черна пешка на черно поле a5 · черен цар на бяло поле b5 · бял офицер на черно поле f2 | черна пешка на бяло поле b7 · бяла пешка на черно поле b6 · бял цар на черно поле d6 · черна пешка на черно поле a5 · черен цар на бяло поле b5 · бял офицер на черно поле f2 | черна пешка на бяло поле b7 · бяла пешка на черно поле b6 · бял цар на черно поле d6 · черна пешка на черно поле a5 · черен цар на бяло поле b5 · бял офицер на черно поле f2 | черна пешка на бяло поле b7 · бяла пешка на черно поле b6 · бял цар на черно поле d6 · черна пешка на черно поле a5 · черен цар на бяло поле b5 · бял офицер на черно поле f2 | черна пешка на бяло поле b7 · бяла пешка на черно поле b6 · бял цар на черно поле d6 · черна пешка на черно поле a5 · черен цар на бяло поле b5 · бял офицер на черно поле f2 | черна пешка на бяло поле b7 · бяла пешка на черно поле b6 · бял цар на черно поле d6 · черна пешка на черно поле a5 · черен цар на бяло поле b5 · бял офицер на черно поле f2 | черна пешка на бяло поле b7 · бяла пешка на черно поле b6 · бял цар на черно поле d6 · черна пешка на черно поле a5 · черен цар на бяло поле b5 · бял офицер на черно поле f2 | черна пешка на бяло поле b7 · бяла пешка на черно поле b6 · бял цар на черно поле d6 · черна пешка на черно поле a5 · черен цар на бяло поле b5 · бял офицер на черно поле f2 | 7 |
| 6 | черна пешка на бяло поле b7 · бяла пешка на черно поле b6 · бял цар на черно поле d6 · черна пешка на черно поле a5 · черен цар на бяло поле b5 · бял офицер на черно поле f2 | черна пешка на бяло поле b7 · бяла пешка на черно поле b6 · бял цар на черно поле d6 · черна пешка на черно поле a5 · черен цар на бяло поле b5 · бял офицер на черно поле f2 | черна пешка на бяло поле b7 · бяла пешка на черно поле b6 · бял цар на черно поле d6 · черна пешка на черно поле a5 · черен цар на бяло поле b5 · бял офицер на черно поле f2 | черна пешка на бяло поле b7 · бяла пешка на черно поле b6 · бял цар на черно поле d6 · черна пешка на черно поле a5 · черен цар на бяло поле b5 · бял офицер на черно поле f2 | черна пешка на бяло поле b7 · бяла пешка на черно поле b6 · бял цар на черно поле d6 · черна пешка на черно поле a5 · черен цар на бяло поле b5 · бял офицер на черно поле f2 | черна пешка на бяло поле b7 · бяла пешка на черно поле b6 · бял цар на черно поле d6 · черна пешка на черно поле a5 · черен цар на бяло поле b5 · бял офицер на черно поле f2 | черна пешка на бяло поле b7 · бяла пешка на черно поле b6 · бял цар на черно поле d6 · черна пешка на черно поле a5 · черен цар на бяло поле b5 · бял офицер на черно поле f2 | черна пешка на бяло поле b7 · бяла пешка на черно поле b6 · бял цар на черно поле d6 · черна пешка на черно поле a5 · черен цар на бяло поле b5 · бял офицер на черно поле f2 | 6 |
| 5 | черна пешка на бяло поле b7 · бяла пешка на черно поле b6 · бял цар на черно поле d6 · черна пешка на черно поле a5 · черен цар на бяло поле b5 · бял офицер на черно поле f2 | черна пешка на бяло поле b7 · бяла пешка на черно поле b6 · бял цар на черно поле d6 · черна пешка на черно поле a5 · черен цар на бяло поле b5 · бял офицер на черно поле f2 | черна пешка на бяло поле b7 · бяла пешка на черно поле b6 · бял цар на черно поле d6 · черна пешка на черно поле a5 · черен цар на бяло поле b5 · бял офицер на черно поле f2 | черна пешка на бяло поле b7 · бяла пешка на черно поле b6 · бял цар на черно поле d6 · черна пешка на черно поле a5 · черен цар на бяло поле b5 · бял офицер на черно поле f2 | черна пешка на бяло поле b7 · бяла пешка на черно поле b6 · бял цар на черно поле d6 · черна пешка на черно поле a5 · черен цар на бяло поле b5 · бял офицер на черно поле f2 | черна пешка на бяло поле b7 · бяла пешка на черно поле b6 · бял цар на черно поле d6 · черна пешка на черно поле a5 · черен цар на бяло поле b5 · бял офицер на черно поле f2 | черна пешка на бяло поле b7 · бяла пешка на черно поле b6 · бял цар на черно поле d6 · черна пешка на черно поле a5 · черен цар на бяло поле b5 · бял офицер на черно поле f2 | черна пешка на бяло поле b7 · бяла пешка на черно поле b6 · бял цар на черно поле d6 · черна пешка на черно поле a5 · черен цар на бяло поле b5 · бял офицер на черно поле f2 | 5 |
| 4 | черна пешка на бяло поле b7 · бяла пешка на черно поле b6 · бял цар на черно поле d6 · черна пешка на черно поле a5 · черен цар на бяло поле b5 · бял офицер на черно поле f2 | черна пешка на бяло поле b7 · бяла пешка на черно поле b6 · бял цар на черно поле d6 · черна пешка на черно поле a5 · черен цар на бяло поле b5 · бял офицер на черно поле f2 | черна пешка на бяло поле b7 · бяла пешка на черно поле b6 · бял цар на черно поле d6 · черна пешка на черно поле a5 · черен цар на бяло поле b5 · бял офицер на черно поле f2 | черна пешка на бяло поле b7 · бяла пешка на черно поле b6 · бял цар на черно поле d6 · черна пешка на черно поле a5 · черен цар на бяло поле b5 · бял офицер на черно поле f2 | черна пешка на бяло поле b7 · бяла пешка на черно поле b6 · бял цар на черно поле d6 · черна пешка на черно поле a5 · черен цар на бяло поле b5 · бял офицер на черно поле f2 | черна пешка на бяло поле b7 · бяла пешка на черно поле b6 · бял цар на черно поле d6 · черна пешка на черно поле a5 · черен цар на бяло поле b5 · бял офицер на черно поле f2 | черна пешка на бяло поле b7 · бяла пешка на черно поле b6 · бял цар на черно поле d6 · черна пешка на черно поле a5 · черен цар на бяло поле b5 · бял офицер на черно поле f2 | черна пешка на бяло поле b7 · бяла пешка на черно поле b6 · бял цар на черно поле d6 · черна пешка на черно поле a5 · черен цар на бяло поле b5 · бял офицер на черно поле f2 | 4 |
| 3 | черна пешка на бяло поле b7 · бяла пешка на черно поле b6 · бял цар на черно поле d6 · черна пешка на черно поле a5 · черен цар на бяло поле b5 · бял офицер на черно поле f2 | черна пешка на бяло поле b7 · бяла пешка на черно поле b6 · бял цар на черно поле d6 · черна пешка на черно поле a5 · черен цар на бяло поле b5 · бял офицер на черно поле f2 | черна пешка на бяло поле b7 · бяла пешка на черно поле b6 · бял цар на черно поле d6 · черна пешка на черно поле a5 · черен цар на бяло поле b5 · бял офицер на черно поле f2 | черна пешка на бяло поле b7 · бяла пешка на черно поле b6 · бял цар на черно поле d6 · черна пешка на черно поле a5 · черен цар на бяло поле b5 · бял офицер на черно поле f2 | черна пешка на бяло поле b7 · бяла пешка на черно поле b6 · бял цар на черно поле d6 · черна пешка на черно поле a5 · черен цар на бяло поле b5 · бял офицер на черно поле f2 | черна пешка на бяло поле b7 · бяла пешка на черно поле b6 · бял цар на черно поле d6 · черна пешка на черно поле a5 · черен цар на бяло поле b5 · бял офицер на черно поле f2 | черна пешка на бяло поле b7 · бяла пешка на черно поле b6 · бял цар на черно поле d6 · черна пешка на черно поле a5 · черен цар на бяло поле b5 · бял офицер на черно поле f2 | черна пешка на бяло поле b7 · бяла пешка на черно поле b6 · бял цар на черно поле d6 · черна пешка на черно поле a5 · черен цар на бяло поле b5 · бял офицер на черно поле f2 | 3 |
| 2 | черна пешка на бяло поле b7 · бяла пешка на черно поле b6 · бял цар на черно поле d6 · черна пешка на черно поле a5 · черен цар на бяло поле b5 · бял офицер на черно поле f2 | черна пешка на бяло поле b7 · бяла пешка на черно поле b6 · бял цар на черно поле d6 · черна пешка на черно поле a5 · черен цар на бяло поле b5 · бял офицер на черно поле f2 | черна пешка на бяло поле b7 · бяла пешка на черно поле b6 · бял цар на черно поле d6 · черна пешка на черно поле a5 · черен цар на бяло поле b5 · бял офицер на черно поле f2 | черна пешка на бяло поле b7 · бяла пешка на черно поле b6 · бял цар на черно поле d6 · черна пешка на черно поле a5 · черен цар на бяло поле b5 · бял офицер на черно поле f2 | черна пешка на бяло поле b7 · бяла пешка на черно поле b6 · бял цар на черно поле d6 · черна пешка на черно поле a5 · черен цар на бяло поле b5 · бял офицер на черно поле f2 | черна пешка на бяло поле b7 · бяла пешка на черно поле b6 · бял цар на черно поле d6 · черна пешка на черно поле a5 · черен цар на бяло поле b5 · бял офицер на черно поле f2 | черна пешка на бяло поле b7 · бяла пешка на черно поле b6 · бял цар на черно поле d6 · черна пешка на черно поле a5 · черен цар на бяло поле b5 · бял офицер на черно поле f2 | черна пешка на бяло поле b7 · бяла пешка на черно поле b6 · бял цар на черно поле d6 · черна пешка на черно поле a5 · черен цар на бяло поле b5 · бял офицер на черно поле f2 | 2 |
| 1 | черна пешка на бяло поле b7 · бяла пешка на черно поле b6 · бял цар на черно поле d6 · черна пешка на черно поле a5 · черен цар на бяло поле b5 · бял офицер на черно поле f2 | черна пешка на бяло поле b7 · бяла пешка на черно поле b6 · бял цар на черно поле d6 · черна пешка на черно поле a5 · черен цар на бяло поле b5 · бял офицер на черно поле f2 | черна пешка на бяло поле b7 · бяла пешка на черно поле b6 · бял цар на черно поле d6 · черна пешка на черно поле a5 · черен цар на бяло поле b5 · бял офицер на черно поле f2 | черна пешка на бяло поле b7 · бяла пешка на черно поле b6 · бял цар на черно поле d6 · черна пешка на черно поле a5 · черен цар на бяло поле b5 · бял офицер на черно поле f2 | черна пешка на бяло поле b7 · бяла пешка на черно поле b6 · бял цар на черно поле d6 · черна пешка на черно поле a5 · черен цар на бяло поле b5 · бял офицер на черно поле f2 | черна пешка на бяло поле b7 · бяла пешка на черно поле b6 · бял цар на черно поле d6 · черна пешка на черно поле a5 · черен цар на бяло поле b5 · бял офицер на черно поле f2 | черна пешка на бяло поле b7 · бяла пешка на черно поле b6 · бял цар на черно поле d6 · черна пешка на черно поле a5 · черен цар на бяло поле b5 · бял офицер на черно поле f2 | черна пешка на бяло поле b7 · бяла пешка на черно поле b6 · бял цар на черно поле d6 · черна пешка на черно поле a5 · черен цар на бяло поле b5 · бял офицер на черно поле f2 | 1 |
|   | a | b | c | d | e | f | g | h |   |

1. d4 Kf6 2. c4 e6 3. Кf3 d5 
4. Kc3 Ob4 
5. e3 O-O 
6. Od3 c5 
7. O-O Кc6 
8. a3 Оa5 
9. Кe2 d:c4 
10. O:c4 Ob6 11. d:c5 Д:d1 12. T:d1 O:c5 
13. b4 Оe7 
14. Ob2 Od7 15. Tac1 Tfd8 16. Ked4 K:d4 17. K:d4 Oa4 18. Оb3 О:b3 19. К:b3 T:d1+ 20. T:d1 Tc8 21. Цf1 Цf8 22. Це2 Ке4 23. Tc1 T:c1 24. О:c1 f6 25. Ka5 Kd6 26. Цd3 Od8 27. Kc4 Oc7 28. K:d6 O:d6 29. b5! (диаграма 5) Спаски поставя капан, в който Фишер се хваща. Взима крайната пешка и губи офицера си за 2 пешки. 29. ... О:h2?? 30. g3 h5 31. Це2 h4 32. Цf3 Це7 33. Цg2 h:g3 34. f:g3 O:g3 35. Ц:g3 Цg6 36. a4 Цd5 37. Oa3 Це4 38. Oc5 a6 39. b6 f5 40. Цh4 f4 41. e:f4 Ц:f4 42. Цh5 Цf5 43. Oe3 Це4 44. Of2 Цf5 45. Oh4 e5 46. Og5 e4 47. Oe3 Цf6 48. Цg4 Цe5 49. Цg5 Цd5 50. Цf5 a5 51. Of2 g5 52. Ц:g5 Цc4 53. Цf5 Цb4 54. Ц:e4 Ц:a4 55. Цd5 Цb5 56. Цd6 и в позицията на диаграма 6 Фишер се предава.

## Завръщане в Русия
На 16 август 2012 година гросмайсторът се връща в Москва. Третата му жена Марина и техният син твърдели, че той е бил похитен и превозен в Русия от неизвестни. Борис Спаски-младши във Франция се обръща към съда със заявление за похищение и незаконно лишаване от свобода на своя баща. На 21 август 2012 година вследствие на хипертоническа болест Борис Спаски е хоспитализиран в московската болница РЖД. След изписване от болницата в интервю за предаването „Човек и закон“, излъчено в ефир на 6 октомври, Спаски потвърждава, че е дошъл в Русия доброволно, защото във Франция се чувствал в условия на домашна изолация и всички негови контакти с шахматния свят са били прекъснати.
През 2013 година здравето на Спаски започва да се подобрява, той взима участие в публични мероприятия в различни градове на Русия, в това число за пръв път след болестта ръководи сесия на своята школа в Сатка. Той също така сменя шахматната федерация на Франция, за която играе от 1984 г., с тази на Русия.

## Семейство и личен живот
Дядото на Борис Спаски по бащина линия – Владимир Александрович Спаски (20 май 1869 – 1943?), е бил православен свещеник в Курската губерния (от 1916 – протоиерей), член на Държавната дума (1912 – 1917) . Баща му – Василий Владимирович Спаски (1906 – 1976), е бил военен . Майка му – Екатерина Петровна Петрова (1905 – 1995), е от селско семейство от Гдовска околия (Санкт-Петербургска губерния), извънбрачна дъщеря  на псковски и петербургски домовладелец , педагог .
По-големият му брат се казва Георгий (род. 1934, Ленинград). По-малката му сестра – Ираида (род. 6.11.1944 в селището Свердловский, Щелковски район, Московска област), е гросмайстор по шашки, сребърен призьор на световното първенство по международни шашки (1974), четирикратна шампионка на СССР по руски шашки.
Борис Спаски е бил женен три пъти, от всяка съпруга има по 1 дете.
- Първата му жена (1959 – 1961) е Надежда Константиновна Латинцева (род. 18 октомври 1937). От първия брак Спаски има дъщеря Татяна (род. 9 януари 1960, Ленинград).[16]
- Втората му жена (1967 – 1975) е Лариса Захаровна Соловьова (род. 1942). Баща ѝ е бил забележителен човек в града – началник на Ленгоргаз. Живяла е в Ленинград в една сграда с първата му съпруга и Спаски я е познавал дълго преди брака си с първата. От втория брак той има син Василий Соловьов-Спаски, музикален журналист.[17]
- Третата му жена (от 30 септември 1975) е Марина Юрьевна Щербачова (род. 1945), французойка от руски произход, внучка на царския генерал Дмитрий Щербачов, виден деятел на Бялото движение. Спаски се запознава с нея през 1974 година, когато тя работела във френското търговско представителство към посолството. Съветските власти не му разрешават да сключи брак с нея, защото е чужда гражданка, макар и от руски произход и с руско име. Тя издейства разрешението лично от партийния и държавен ръководител на СССР Леонид Брежнев чрез френския президент Жорж Помпиду на прием в негова чест в Москва. Още на следващия ден Марина и Борис са извикани от съветските власти и бракът им е регистриран. От брака си те имат син – Борис Спаски-младши (Борис-Александър-Жорж, род. 5 март 1980, Кламар, Франция), випускник на юридическия факултет на Санктпетербургския държавен университет.[18]

След преместването си във Франция през 1976 г. Спаски посещава Русия през 1997 г. с Марина. През 2010 г. при поредната си визита в Москва той получава инсулт и прекарва известно време в болницата „Бурденко“, след което се връща в Париж. През лятото на 2011 се кани отново да лети за Москва за празнуване на столетието от рождението на Михаил Ботвиник и съжалява, че здравословното състояние не му позволява да пътува и трябва да остане в Париж. Но в края на годината състоянието се подобрява и в началото на 2012 г. в уралското градче Сатка десетият световен шампион набелязва да проведе поредната детско-юношеска школа, посветена на неговата 75-годишнина. В началото на септември 2012 година гросмайсторът подава във френския съд заявление за развод. През юни 2016 година, по думите на Спаски, московският съд взима решение за развод.
- Своя гражданска съпруга на 20 юли 2016 г. екс-шампионът нарича Валентина Алексеевна Кузнецова (род. 1954). По-рано Спаски споменава за Кузнецова и Мария Охотникова, че именно тези две жени през 2012 година, когато става дума за живота, „са го прехвърлили от Париж в Москва“. От 2012 година Спаски живее в Москва в неголямо жилище в района на Рязанския проспект. Има руско и френско гражданство.[19]